# 国鉄キハ58系気動車
キハ58系気動車（キハ58けいきどうしゃ）は、日本国有鉄道（国鉄）が1961年から製造した急行形気動車（ディーゼル動車）である。
1969年まで大量に増備され、1960年代から1980年代にかけて幹線・ローカル線を問わず、日本全国で急行列車を中心に運用された。
本項の「キハ58系」という表現は、同一の設計思想により製造された気動車を便宜的に総称したもので、制式のものではない。広義には、北海道用の「キハ56系」、碓氷峠通過仕様（横川駅 - 軽井沢駅のアプト式区間対策車）の「キハ57系」を含むが、本項では、主に狭義の｢キハ58形」について記述する。具体的には、キロ28形、キロ58形、キハ28形、キハ58形、キユ25形の5形式およびこれらの改造車を指す。
また、本項では富士急行の自社発注車や他社への譲渡車についても解説する。

## 概要
1960年代に、蒸気機関車(SL)牽引列車を置換え、スピードアップと快適性・居住性の改善を図る、無煙化を目的に大量製造された。幹線・ローカル線の別なく、日本全国に気動車急行列車網を完成させた車両群である。
1970年代以降は、幹線の電化が急速に進み、急行列車の電車化さらには特急列車への格上げが進められたことから、気動車急行列車は徐々にその運用域を狭め、1980年代以降は、ローカル線の普通列車用として多くが転用されている。
1987年（昭和62年）の国鉄分割民営化時には総数の約2/3がJR各社に引き継がれ、その多くは近郊形化改造やワンマン運転化改造を施した上で非電化ローカル線の普通列車に運用されたり、座席のグレードアップを施して地方幹線の快速列車などに運用されたりする一方、一部の車両は「ジョイフルトレイン」と呼ばれる団体専用列車用に改造された。しかし老朽化や後継形式の増備、地方中核都市圏路線の電化やそれに伴う電車への置換え、または赤字ローカル路線の廃止に伴い、淘汰や廃車が進行し、2020年（令和2年）11月30日付で保留車1両が廃車となったことにより、JRの本線上から完全消滅した。

### 開発の経緯
1950年代後半以降、動力近代化によって気動車による準急列車が日本各地で運転を開始してスピードアップや快適性・居住性改善に大きな効果を上げると、非電化主要幹線の急行列車についてもSLが牽引する客車による列車から、気動車に切り替えようという動きが起きた。
当時の準急列車用気動車である55系は、走行性能面では当時必要な水準を満たし、一部はいち早く急行列車に投入されたものの、3等車には独立した洗面所がなく、2等車はリクライニングしない回転クロスシートであるなど、急行列車用として接客設備面で従来からの客車と比較した場合、見劣りする欠点があった。そこで、55系と同等の走行性能を持たせつつも、急行列車用として十分な設備を持った気動車を開発することになり、設計・製造されたのが本系列である。
なお、開発過程では、1959年（昭和34年）に試作された大出力エンジン気動車の60系や、1960年（昭和35年）に登場した日本初の特急用気動車の80系での経験がフィードバックされている。

## 構造

### 車体
ベージュ（クリーム4号）を地色とし、窓周り・裾部・雨樋をスカーレット（赤11号）に塗り分けた車体塗色を採用した。なお、雨樋の色は次第にベージュに変更されていった。
気動車としては、特急形のキハ80系に次いで広幅車体ならびに浮床構造を採用した。車体幅はキハ55系と比較して100 mm拡幅され2,944 mmとなったため車両限界に抵触しないよう裾部は絞り込まれたほか、曲線区間での車体偏倚発生で雨樋が車両限界外へ膨らんで地上設備に抵触することを防ぐ意図から、国鉄車両としては比較的採用例の少ない張り上げ屋根構造とされた。これにより雨樋は屋上肩部に配置され幕板が広がった。
正面形状は気動車では既に標準化していた貫通路を配置するほか、同時期に製造されていたクハ153形500番台の設計思想を取り入れ踏切事故に備えた高運転台構造の採用ならびに貫通路上に列車種別表示幕を設置した。ただし、前照灯は運転台上部左右に振り分けられた小型シールドビーム2灯式としたほか、コストダウンにより前面窓は後年まで急行形・近郊形電車で標準となった車体隅部に回りこむ曲面ガラスによる「パノラミックウィンドウ」の採用は見送り、車幅外側一杯までの幅を持つ平面ガラスとされ、車体下部のスカートも省略された。
客用扉もキハ55系より広い850 mm幅に拡大。さらにキハ55系では車端部設置とされた便所とキロハ25・キロ25を除いて独立した洗面所を持たない簡易仕様から、本系列では車端部をデッキとし、車室との間に便所・洗面所を設置した。ただし、キロ28形300・500番台（4VK発電装置搭載車は+2000）のみ車端部デッキ外に設置する設計変更が実施された。
走行エンジン2基搭載のキハ58形・キロ58形では、床下機器の艤装スペースが狭小のため便所・洗面所用水タンクを屋根上に搭載した。

### 客室設備
水平シリンダー式エンジンを採用することで、床下側面からのエンジン整備が可能となり、在来形気動車に設けられていた車室内床面の点検蓋は廃止された。これにより静粛性と居住性が高まった。床の表張りは本州以南向けはビニール張りとし、北海道向けキハ56系のみは木板張りとして、保温性と雪靴の滑り止め金具に対する耐久性が高められた。また、従来は客室中央壁面で立ち上げられていた排気管を客室外の車体両端（1エンジン車は前位側のみ）に移設し、車内の見通しと見栄えを良くしている。これらの改良は、先に開発された特急形の国鉄キハ80系気動車に準じたものである。
2等車（現・普通車）は、大きな1段上昇窓と向かい合わせの4人掛けクロスシート（ボックスシート）を20区画（80名分）備えるが、運転台側戸袋窓部にのみ2人掛け席が1列があり、合計定員は84名となる。車体幅が広がったことで、急行形電車と同様に窓側に肘掛幅分のスペースが確保され、窓枠下には栓抜き付きの小型テーブルと大型灰皿を設置した。従前の気動車では、一般に白熱灯が照明に用いられたが、本系列では40 W直管蛍光灯を採用し、車内を明るくした。
1等車（現・グリーン車）は、急行列車用一等客車で標準となっていたリクライニングシートならびにサロ152形同様の1段下降式2連型側窓を採用したが、サロ152形で採用された乳白色の蛍光灯カバーはコストダウンのため見送られた。
- 1段下降式窓は、1970年代後半には雨水の浸入・滞留による車体腐食が深刻化しており、全車が採用する157系電車なども含め排水対策を講じたものの充分ではなく、サロ165形やサロ455形などを含む採用残存車の多くが1980年代に入り、側窓を上段下降・下段上昇式で外ハメ式のユニット窓に交換した。
- 等級帯は最初期に落成したキロ26・27・28の各形式では青1号としたが、直後の1961年（昭和36年）7月に等級帯を淡緑6号に変更したため2次車以降は新帯色で落成。青帯車も短期間で淡緑6号に塗替えられた。

暖房装置は、在来形気動車では軽油燃焼式温風ヒーターが標準採用されていたが、熱量が不足するケースもあった。1958年（昭和33年）開発の北海道向け耐寒強化形であるキハ22形ではエンジン冷却水による温水暖房方式が採用されて良好な成績を示したことから、本系列でも採用され、暖房効率と静粛性の改善を図った。
- 客室内足下にエンジン冷却後の高温冷却水を通す放熱器を配置して暖房を行うが、窓側足下スペースが圧迫されるのが難点である。
- また、北海道向けキハ56系では、冬季凍結防止の観点から警笛用シャッターや客用扉ステップ（ドアレール）裏などにも室内暖房と供給源を共用する温水管を装備する。

### 主要機器
1960年に特急気動車として開発された、水平シリンダー型のDMH17Hディーゼルエンジン（180 PS / 1,500 rpm）を搭載し、これに従来の標準型液体変速機である振興造機TC-2Aないし新潟コンバータDF115Aを組み合わせた。
- エンジン出力と変速機はキハ55系後期型と変わっておらず、走行性能も同等である。在来の垂直シリンダーを水平シリンダーに設計変更したものの基本構造は同じ無過給の予燃焼室式で、1961年の時点ですでに陳腐化していた。

台車は、キハ55系後期型同様の標準型金属ばね台車のDT22A・DT22C（動力台車）・TR51A・TR51B（付随台車）を装着する。
- これらは空気ばね台車が既に標準だった同時期の国鉄急行形電車に比較すると明らかにグレードが落ちるが、地方路線向けに（それも運転台付車両を）大量生産しなければならない事情から、コストダウンを優先して採用された[注 9]。
- ただしキハ57・キロ27は、当時アプト式が採用されていた信越本線横川駅 - 軽井沢駅間で軌道中央に敷設されたラックレールと台車の基礎ブレーキ装置や床下機器との干渉を避ける必要から、ディスクブレーキと一定の車高が維持可能なベローズ式空気ばねを枕ばねに採用したDT31・TR68[注 10]を装着した。

ブレーキ装置は、当時の気動車用標準型であるA動作弁によって車体装架ブレーキシリンダーを制御するDA1自動空気ブレーキを基本とするが、キハ57系は前述のディスクブレーキ対応のため、運転台付のキハがDA1系ブレーキシステムに中継弁を付加して台車シリンダー方式としたDAR1、運転台のないキロがDAR2自動空気ブレーキを採用した。

## 形式
一般に「広義のキハ58系」として扱われるのは、北海道用の耐寒耐雪形「キハ56系」、信越本線用の空気ばね台車装備車「キハ57系」、本州以南向けの標準形である狭義の「キハ58系」の3系列である。これらの広義のキハ58系全体の製造両数1,823両は、日本のディーゼル動車としては史上最多で、一時は国鉄在籍気動車総数の3割を占めたこともあった。製造メーカーは、新潟鐵工所、富士重工業、日本車輌製造、帝國車輛工業、東急車輛製造の5社である。
| 車種                 | 2等車（現・普通車） | 2等車（現・普通車） | 1等車（現・グリーン車） | 1等車（現・グリーン車） | 備考                                                                        |
| 駆動用搭載エンジン数 | 2基                 | 1基                 | 1基                     | 2基                     | 備考                                                                        |
| -------------------- | ------------------- | ------------------- | ----------------------- | ----------------------- | --------------------------------------------------------------------------- |
| キハ56系             | キハ56形            | キハ27形            | キロ26形                | -                       | 北海道向け 耐寒耐雪仕様 二重・小形客室窓                                    |
| キハ57系             | キハ57形            | -                   | キロ27形                | -                       | 信越本線用「横軽・アプト区間対策車」 ディスクブレーキ装備・空気ばね台車付き |
| キハ58系             | キハ58形            | キハ28形            | キロ28形                | キロ58形                | 本州以南向け 標準形                                                         |

上記のほかに、郵政省（当時）所有の新製形式としてキユ25形が存在する。また、改造によって誕生した形式や区分番台については改造・更新項目を参照のこと。
なお、急行形電車とは異なり、半室ビュフェ車の製造は行われなかった。

### 北海道用（キハ56系）

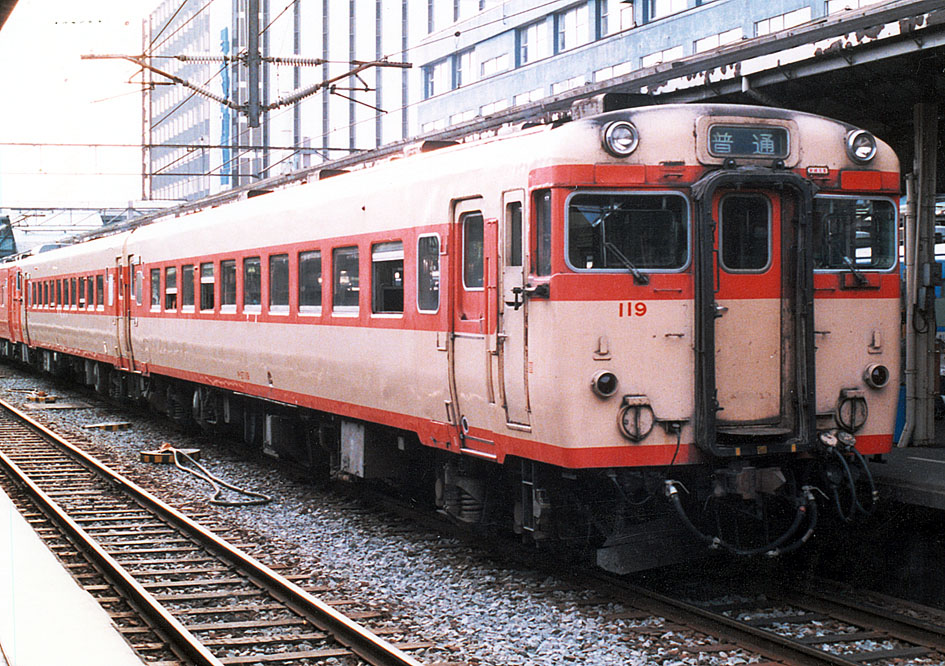
北海道用キハ56系

本州で使用されていたキハ55系は北海道向けの設計ではなく、道内の気動車準急・急行列車は車両不足から一般型のキハ22形なども使用されていた。北海道地区での車両不足を解消するため、最初の急行形気動車は北海道向けが1961年3月に投入され、キハ56形・キハ27形・キロ26形の各形式が登場した。
基本設計は後の本州用キハ58系と同じであるが、側窓の小型二重窓化や床面の木製化などの酷寒地向け設計が採用されている。台車はコイルばねのDT22・TR51系である。
1961年3月に根室本線急行「狩勝」で運行を開始した。

### 信越本線用（キハ57系）

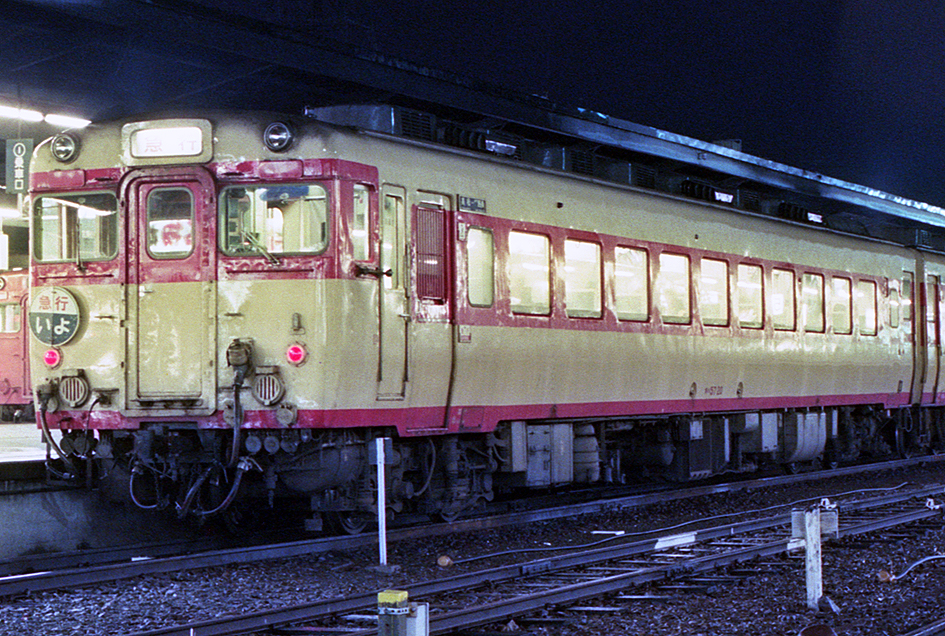
信越本線用キハ57系（四国地区転用後）

1961年当時の信越本線は碓氷峠を越える横川駅 - 軽井沢駅間（横軽）がアプト式であり、従来のDT22系台車を使用する気動車はブレーキ装置がラックレールと干渉するため通過が不可能であった。同年に行われる長野市の善光寺御開帳に合わせ、本州以南用に先行して信越本線向けのアプト式区間を通過可能としたキハ57形・キロ27形が1961年4月に登場した。台車は空気ばねとディスクブレーキを使用したDT31・TR68系である。
1961年4月より信越本線急行「志賀」で運転を開始した。横軽区間は1963年に粘着式の新線が開通してアプト式が解消したため、キハ57系本来の用途での使用は2年ほどで終了した。その後は本州・四国各地で本州用キハ58系と混用された。

### 本州以南用（キハ58系）

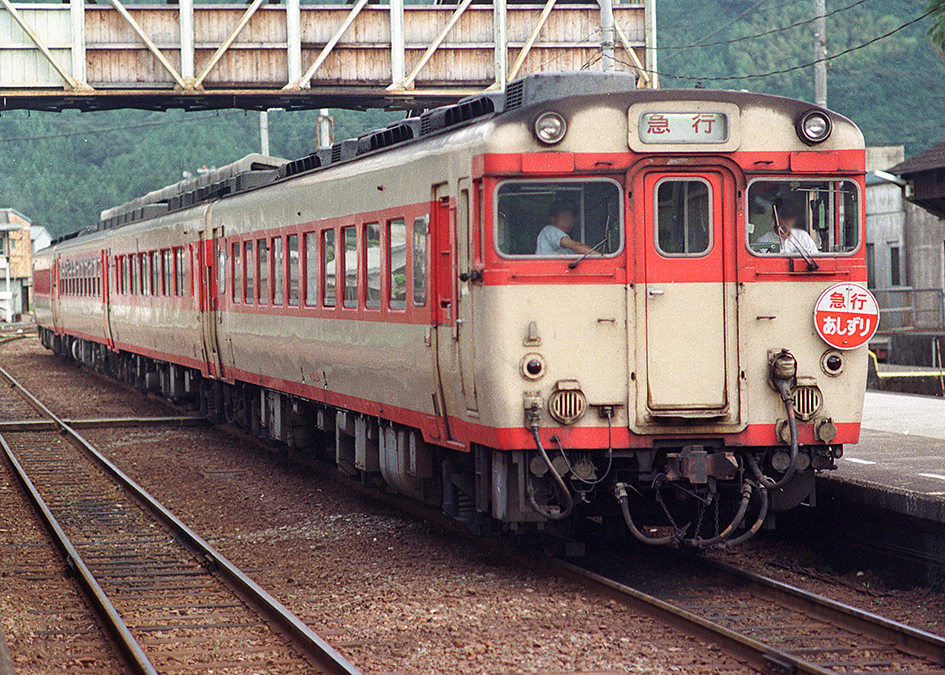
本州以南用キハ58系

本州・四国・九州地区の急行列車網拡充のため、キハ58系の基幹となる本州以南用として1961年5月より投入され、キハ58形・キハ28形・キロ28形の各形式が登場した。台車はキハ56系と同じくコイルばねのDT22・TR51系である。キロ58形は1962年に増備された。
1961年（昭和36年）より基本型が増備され、同年10月1日のサンロクトオ改正で設定された全国各地の急行列車にも投入された。1962年には修学旅行用の800番台も登場している。1963年には長大編成に対応した改良型が登場し、キハ58形の場合は400番台が付番された。1968年からは前面窓ガラスの曲面化やスカート設置を行ったモデルチェンジ車が登場し、このグループは暖地用と寒地用が区分されている。
後に冷房化改造が行われた際には、キハ28形など1エンジン車に電源装置を搭載して給電する方式が取られた。キロ28形では自車のみ給電の4DQ、キハ28形では自車含む3両に給電可能な4VKが主に搭載されている。高出力車が必要な山岳路線においては、大出力エンジンと冷房用電源を搭載したキハ65形も投入された。

### キユ25形
| キユ25 1 |  | キユ25 4 |
| キユ25 1 |  | キユ25 4 |

郵政省所有の私有郵便車。気動車としては唯一の全室郵便車で、製造は全て新潟鐵工所。車体構造的には1964年製の1・2は長大編成対応車、1971年製の3・4はモデルチェンジ車に相当する。
車内は運転台に続き小包締切郵袋室、中央に休憩室・郵便区分室、後位に通常締切郵袋室および便所を設置する。1960年代以降の全室郵便車のうち新製車については、郵政職員の労働作業環境改善のため冷房装置付で製造されるようになったため、本形式も新製時から1・2はAU13形、3・4はAU13A形分散式冷房装置4基と自車給電用4DQ発電装置を搭載するほか、長大編成対応車グループに属する1・2も屋根高さが末期増備グループに属する3・4相当に低いのが特徴。また、冷房電源の他車供給・受電・引き通しが生じないことから、冷房装置制御用KE53形・電源供給用KE8形ジャンパ連結器は未装備である。
全車が高松運転所に配置され四国地区で運用されたが、鉄道郵便業務の廃止に先駆け、1986年（昭和61年）6月6日に全て廃車となった。

### キハ65形

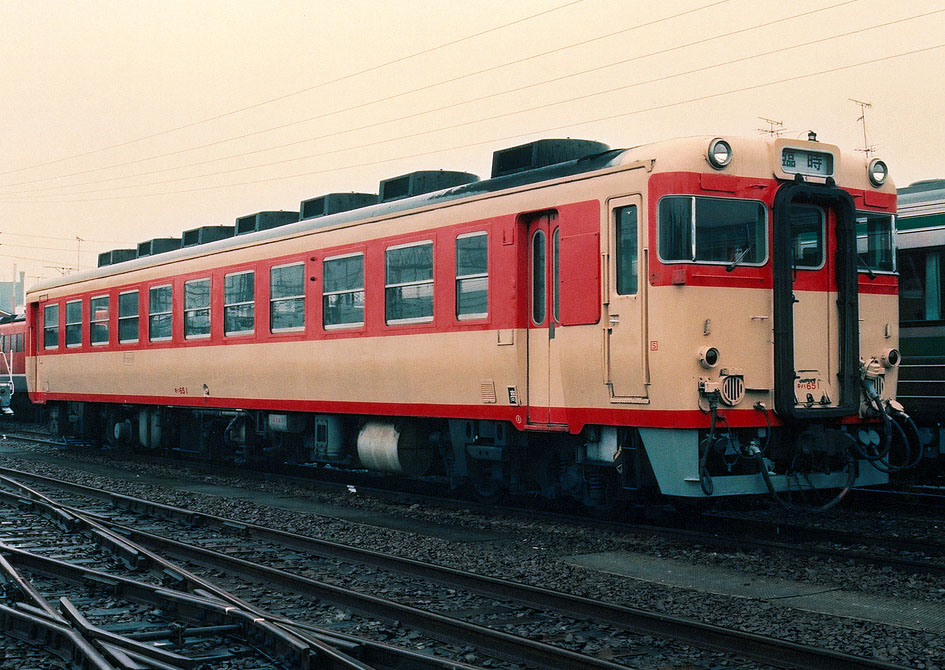
キハ65形

中央本線など勾配線区のキハ58系列車の冷房化を推進するため、キハ90系で採用された大出力機関を搭載して空いた床下に冷房電源を搭載したキハ65形が1969年に登場した。従来型の急行形気動車等との併結が前提のため、新系列気動車の区分には含まれていない。最高速度も一般の急行形気動車と同じ95 km/hである。
屋根は張り上げではなくなり、雨樋も低い位置に設置された。側窓はキハ90系と同様の2段ユニット窓が、客用扉はキハ181系と同様の2枚折り戸が採用された。トイレは水タンクや汚物処理装置の搭載スペースの確保が困難なため設置されなかった。台車はキハ181系用をベースにディスクブレーキとしたDT39・TR218、走行用機関は出力500 PSのDML30HSD、冷房用電源装置はキハ58系の冷房化改造でも採用された4VKである。
キハ65形が最初に投入された四国地区では、キハ58形3両編成をキハ65形1両・キハ58形2両の3両編成に置き換えた結果、編成出力を落とすことなく冷房装置の稼働が可能となった。四国地区に続いて九州地区にも投入され、後に中央本線や高山本線などにも増備された。

## 新造車
キハ58系の新製されていた期間は1961年（昭和36年）から1969年（昭和44年）までの8年間であるが、その期間中にも随所に絶えず改良が加えられた。この改良は多岐にわたるが、大きな改良が行われた場合は番台区分されている。

### 0番台

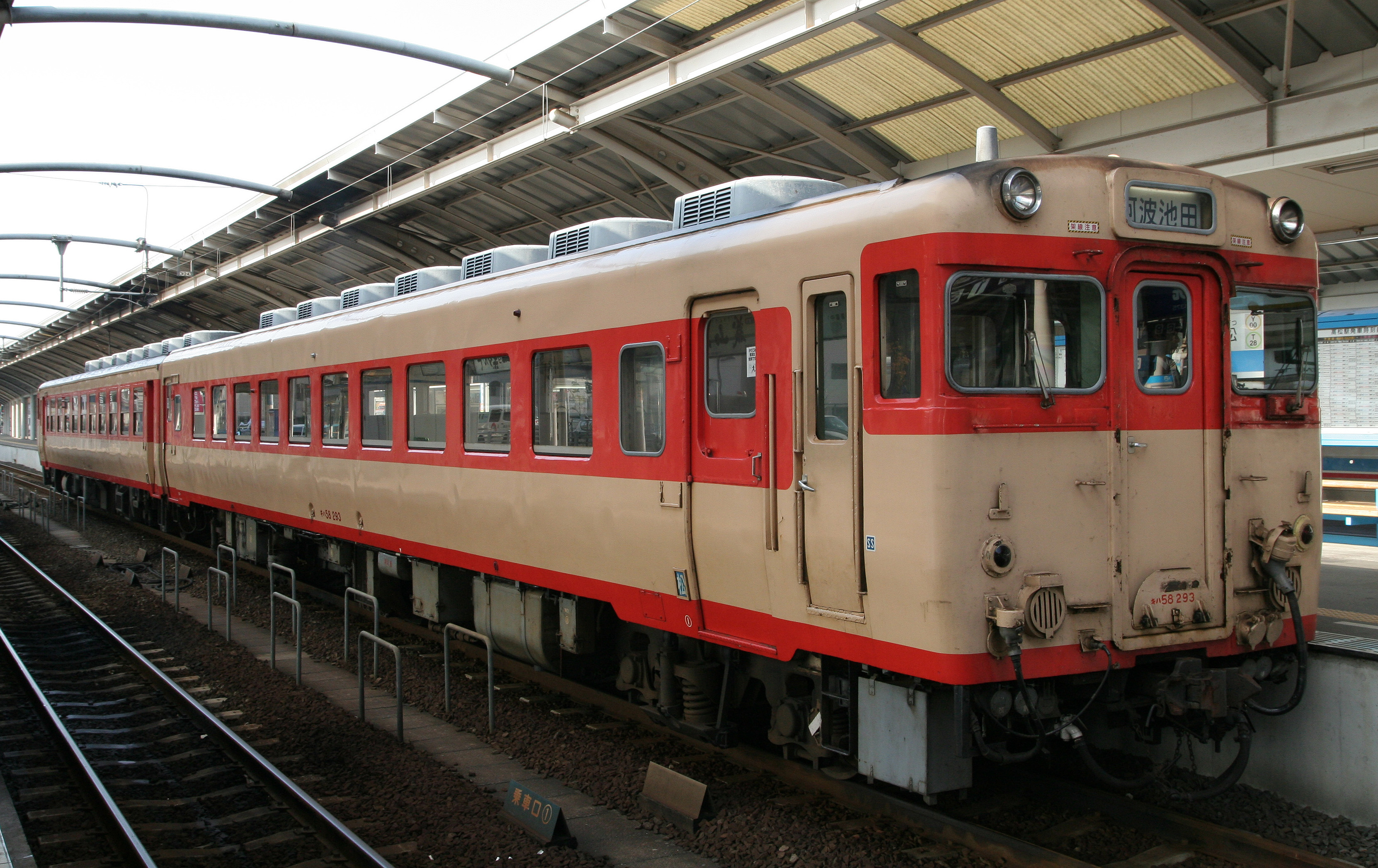
キハ58 293

1961（昭和36年）から1963年（昭和38年）までに製造されたグループ。該当する車両番号を以下に示す。
- キハ58 1 - 312
- キハ28 1 - 203
- キロ28 1 - 85

キロ28形は、当区分番台と後述の長大編成対応車（100番台）、ならびに、キロ58形は帝國車輛工業のみが製造を担当した。

### 800番台（修学旅行用）

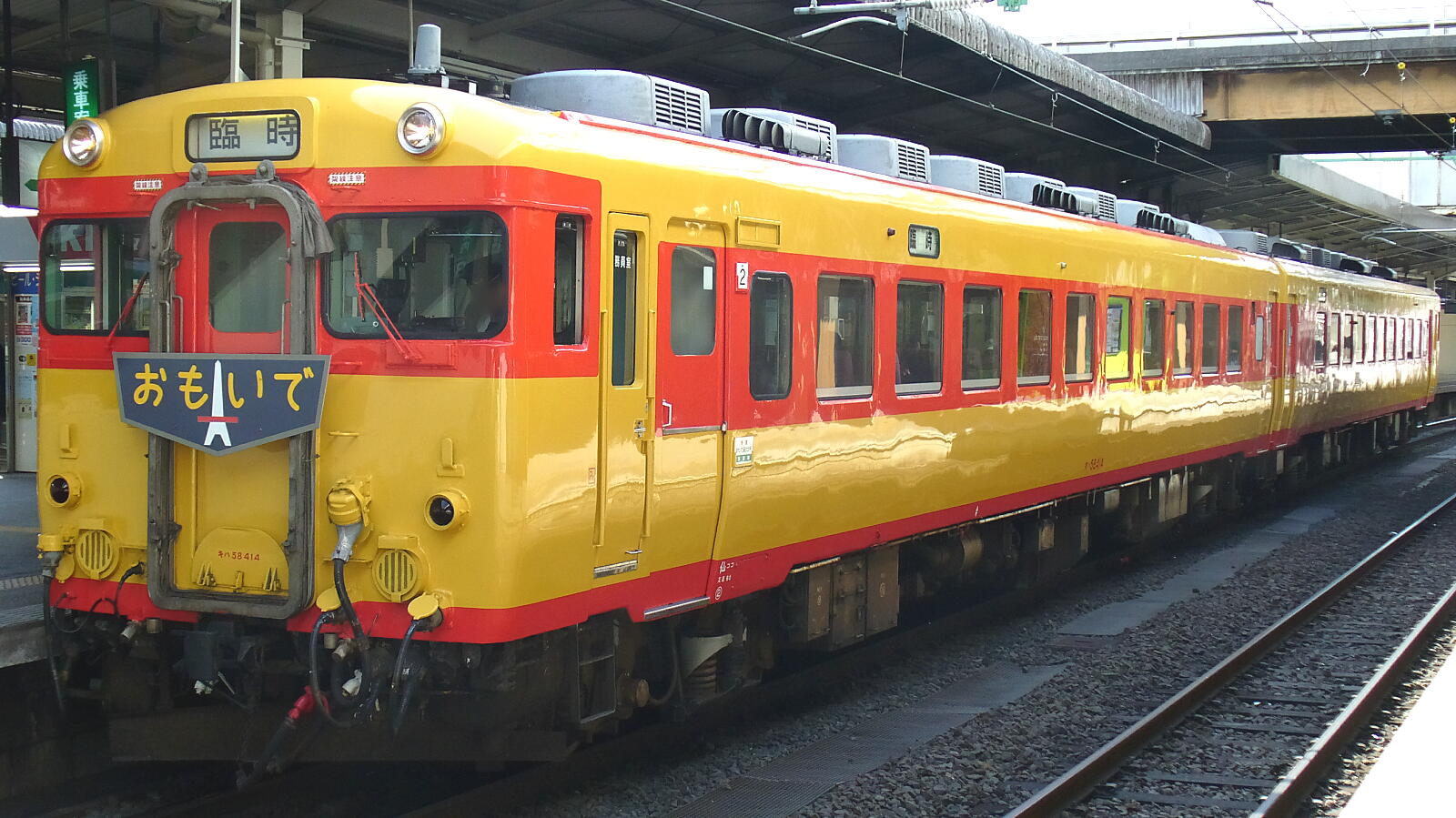
キハ58 414 修学旅行色
800番台リバイバル塗装

東北・九州地区修学旅行列車用の区分番台。1962 - 1963年にかけてキハ58形19両とキハ28形13両の合計32両が東急車輛製造・帝國車輛工業（キハ58形のみ）で製造された。
車体構造は基本的に一般仕様車に準じているが、車内は同時期の修学旅行用電車である155系・159系の流れを汲んだ設備とした。一般の本系列と同様に1ボックス4人掛けで網棚もレール方向であるが、それ以外のデッキ補助席・客室内速度計・着脱可能な跳ね上げ式の大型テーブル・レール方向に3人が並んで使える大形洗面台や客室端の座席引き出し式の急病者用簡易ベッドなどの設備が追加された。また、塗装も塗り分けこそ標準形に準ずるが、黄5号に窓回りや裾を朱色3号と155系・159系のそれを反転させたもので修学旅行用に共通の意匠とされた。
本区分番台による修学旅行専用列車は、東北地区⇔東京が「おもいで」、九州地区⇔関西方面が「とびうめ」の愛称で運転された。修学旅行シーズン以外の時期には臨時列車などで、また、編成を解かれて1両単位で定期列車にも運用された。しかし、1970年代後半には山陽新幹線の博多駅延伸開業や東北本線特急網の整備によりこれらの列車は運転を終了。その後は1978年（昭和53年）以降に塗装が順次急行色に変更されたものの、冷房化改造や修学旅行用設備の撤去などは未施工のまま、本系列標準車や55系と混用されて主に普通列車で運用され、気動車急行の冷房化が遅れた東北地区においては急行列車にも運用された。1984年（昭和59年）から1987年（昭和62年）にかけて全車廃車となったため、JR旅客各社には承継されていない。
- キハ58 801 - 819
- キハ28 801 - 813

### 長大編成対応車
国鉄の気動車は、KE53形ジャンパ連結器2基で直流24 V電源による総括制御と、空気圧作動の自動ブレーキを共通装備としていた。このため、長編成を組むと電圧および空気圧の低下で、先頭運転台から後方車両までの制御の応答性・確実性に問題が生じた。長編成を頻繁に組む本系列も当初はその例に漏れず、最大11両17エンジンまでに編成を制限されるため、問題は深刻であった。
そこで1963（昭和38）年度以降に製造されたグループからは、以下に示す仕様変更を行った。
- 各車の自動ブレーキA動作弁直近に応答性能が優れる電磁給排弁を付加。
- 運転台のM23系ブレーキ制御弁も電磁給排弁への指令を可能としたME23B弁とし、運転台付車両はDAE1、運転台のないキロはDAE2電磁自動空気ブレーキに仕様変更。
- DAEブレーキ化のために制御回路用KE67形ジャンパ連結器による引き通しを増設。また、従来からの制御回路にも中継装置を設置し、引き通し線の電圧降下、制御電流の容量制限、ブレーキ作動時間の遅延に対する改良を実施。

その結果、最大15両23エンジンまで制御可能となった。当初から上記の長大編成対応で製造されたグループは新規の番号区分が行われた。
- キハ58 401 - 799・1000 - 1052[注 16]
- キハ28 301 - 494
- キロ28 101 - 204
- キロ58 1 - 8
- キユ25 1・2

キロ58形・キユ25形は、全車が新造時より長大編成対応であったため基本番台からの区分であり、0・800番台車についても1965年（昭和40年）から1971年（昭和46年）にかけて全車が同仕様に改造された。
そのほか車体面では客用扉下部に明り取り用小窓を新設、1965年（昭和40年）度増備車から2等車2形式は出入台に通風器増設、1966年（昭和41年）度後半増備車からは便所の窓を小型化・長方形化する設計変更を実施した。
1等車は冷房化の過渡期に製造されたため、以下に示す形態にわかれる。
キロ28形
101 - 108
- 非冷房車。車体構造が強制通風換気方式に対応していないため冷房化に際して屋根上に押込式通風器6基を新設。

109・110
- 冷房試作車。AU12形分散式冷房装置を搭載し、換気は強制通風方式としたため屋根上通風器が廃止されたが、冷房装置脇にトランジスタ蛍光灯を冷却する小形通風孔が設置された。

111 - 138・145・146・153・154
- 冷房準備工事車（冷準車）。屋根高さは、111 - 138が当初AU12形取付を想定していたため従来車両と同じであるが、145・146・153・154はAU13形取付へ変更した準備工事施工となり、後述する新製冷房車と同じとなった。

139 - 144・147 - 152・155 - 204
- 新製時からの冷房車で、自車給電用として4DQ冷房用発電セットを搭載して落成。

キロ58形
山岳部に連続急勾配区間を擁し、都市部では中央線快速の高速高密度ダイヤで運行する中央東線急行「アルプス」運用では、速度低下対策として編成中の2エンジン搭載車の比率向上が求められたことから、1等車もDMH17Hエンジン2基搭載とした本形式が1963年（昭和38年）に8両製造された。
- 形態的には同時期製造のキロ28 101 - 108をベースにした2エンジン車となる。
- 非冷房で落成したが、1968（昭和43）年度までに急行冷房化の進展でキロ28同様AU13形を搭載する改造が施工された。しかし、2エンジン車のため4DQ冷房用発電セットの搭載は不可能なことから冷房装置を稼動させるために4VK冷房用発電セットを搭載するキハ28・キロ28の2000番台車もしくはキハ65との編成組成が必要である。
- 全車が松本機関区（→松本運転所→現・松本車両センター）に集中配置[注 20]されたが、「アルプス」の165系電車化[注 21]が推進された1973年（昭和48年）に6 - 8は長野運転所（現・長野総合車両センター）に転属し、中央西線の急行「きそ」「ちくま」や大阪駅 - 新潟駅間の急行「越後」での運用にも投入された。1975年3月10日のダイヤ改正で「アルプス」運用からの撤退と中央西線の運用が名古屋鉄道管理局に移管されたことから、1 - 4が名古屋機関区（現・名古屋車両区）、5 - 8が美濃太田機関区（現・美濃太田車両区）に転属となり、高山本線や関西本線、紀勢本線の急行列車で運用された。1978年（昭和53年）に6 - 8の3両が常磐線荷物列車用のキニ58に改造されたが、1 - 5は1979年（昭和54年）に余剰廃車となり、形式消滅した。

### モデルチェンジ車
1968年（昭和43年）から1969年（昭和44年）までに製造されたグループで、走行性能に変化はないが車体のマイナーチェンジなどの以下の改良が行われた。
- 普通車は後の冷房化を考慮し、AU13形分散式冷房装置7基をボルトオンで簡単に搭載できる冷房準備工事を施工[注 22]。このため屋根形状が従来よりフラットとなり、高さも長大編成対応グループのうち新製冷房車となったキロ28 139以降と同様に低下。また、冷房時には窓やベンチレーターが締め切りになるために客室の換気対策として強制換気方式を採用し、吸気口を客室端部裾に設置。

- キハ28形は4VK冷房用発電セット搭載準備工事も併せて施工し、車体窓柱部または窓下部に発電用エンジンの吸気口を設置。ただし、1505 - 1510は中央東線急行「アルプス」に組成されていたキロ58形冷房化のために新造時から4VK冷房用発電セットを搭載して落成したことによる原番号+1000の区分である。また暖地向けの1001 - 1024は、後に全車冷房化ならびに4VK冷房用発電セットが搭載され、車番は+2000の3001 - 3024に改番したが、501 - 504は冷房化工事未施工のまま廃車となった。

- キロ28形は暖地向け・寒地向けを問わず全車新製時からの冷房車で装置脇にあったトランジスタ蛍光灯の冷却用小形通風孔を廃止した。

- 301 - 308・501 - 507は4VK冷房用発電装置搭載準備工事を施工した上で4DQ発電装置搭載で落成。外観は便所の窓形状が変更されたキロ28 196 - 204とほぼ同じだが、屋根上の小形通風孔が廃止されている。このうち暖地向けの301 - 308は1978 - 1981年（昭和56年）に4VK発電装置換装工事を施工し2301 - 2308に改番。
- 2309 - 2314・2508 - 2518は最終増備車で新製時より4VK発電装置搭載済みとし、車体断面形状をキハ65形や12系客車に合わせたものに変更して雨樋位置を低下させたほか、本系列では唯一便所を車端部デッキ外に設置する設計変更を実施した。そのため、91系のキサロ90形に準じた車体となったが、扉は折戸ではなく引き戸である点などがキサロ90形とは異なる。

- 運転台前面窓をパノラミックウインドウに変更。
- 運転台下部に排障器（スカート）を採用。
- 乗務員室扉の位置を変更し助手席側窓を廃止。
- 落成時から全車両に外ハメ式尾灯を採用。

この結果、前面の印象は1966年から増備されていた近郊形気動車のキハ45系に追随した形状になったため従来形に比べて大きく変わった。しかし、DMH17系エンジンを核とした構成の陳腐化や電化の進展及び485系電車の投入による電車特急列車増発で気動車急行列車減少が予測されたことから、同時期に製造された他の気動車同様に新製数は少なく抑えられた。また、帝國車輛工業と東急車輛製造は製造を担当していない。
本グループからは暖地向け車両と本州内寒地向け車両が分けられるようになり、以下の番号区分が行われた。
暖地向け
- キハ58 1101 - 1143
- キハ28 1001 - 1024
- キロ28 301 - 308・2309 - 2314
- キユ25 3・4

寒地向け
- キハ58 1501 - 1534
- キハ28 501 - 504・1505 - 1510
- キロ28 501 - 507・2508 - 2518

### 製造年・製造会社別一覧
| 製造 年度 | 形式    | 新潟鐵工所                                        | 富士重工業                              | 日本車輌製造                                             | 帝國車輛工業                  | 東急車輛製造                          |
| --------- | ------- | ------------------------------------------------- | --------------------------------------- | -------------------------------------------------------- | ----------------------------- | ------------------------------------- |
| 1961      | キハ 28 | 14 - 29                                           |                                         |                                                          |                               | 1 - 13 51 - 54                        |
| 1961      | キハ 58 | 1 - 10 31 - 42                                    | 54 - 70 91 - 99                         | 11 - 30 71 - 80                                          |                               | 43 - 53                               |
| 1961      | キロ 28 |                                                   |                                         |                                                          | 1 - 43                        |                                       |
| 1962      | キハ 28 |                                                   |                                         | 76 - 78                                                  | 30 - 50 79 - 103 122 - 130    | 55 - 75 104 - 121 131 - 156 801 - 804 |
| 1962      | キハ 58 | 120 - 123 148 - 157 174 - 189 207 - 209 236 - 256 | 100 - 119 158 - 173                     | 81 - 90 124 - 147 190 - 206 211 - 235                    |                               | 801 - 808                             |
| 1962      | キロ 28 |                                                   |                                         |                                                          | 44 - 79                       |                                       |
| 1963      | キハ 28 | 197 - 203                                         |                                         |                                                          | 190 - 196                     | 157 - 189 301 - 328 805 - 813         |
| 1963      | キハ 58 | 254・255 271 - 292 407 - 422 445 - 449            | 256 - 270 300 - 307 438 - 440 466 - 473 | 293 - 300 308 - 312 401 - 406 441 - 444                  | 450 - 458 809 - 819           | 423 - 437 459 - 465                   |
| 1963      | キロ 28 |                                                   |                                         |                                                          | 80 - 85 101 - 127             |                                       |
| 1963      | キロ 58 |                                                   |                                         |                                                          | 1 - 8                         |                                       |
| 1964      | キハ 28 | 361 - 372                                         | 353 - 356                               |                                                          | 329 - 352 357 - 360 373 - 385 |                                       |
| 1964      | キハ 58 | 488 - 509 522 - 536 549 - 551 555 - 568           | 510 - 521 537 - 548 552 - 554 585 - 587 | 474 - 487                                                | 569 - 579                     |                                       |
| 1964      | キロ 28 |                                                   |                                         |                                                          | 128 - 149                     |                                       |
| 1964      | キユ 25 | 1・2                                              |                                         |                                                          |                               |                                       |
| 1965      | キハ 28 | 399 - 405                                         | 386 - 390                               | 415 - 431                                                | 391 - 397 406 - 414           |                                       |
| 1965      | キハ 58 | 594 - 604 611 - 638 655 - 674                     | 588・589 611 - 613 639 - 654 675 - 683  | 590 - 593 690 - 709                                      | 580 - 584 605 - 610           |                                       |
| 1965      | キロ 28 |                                                   |                                         |                                                          | 150 - 177                     |                                       |
| 1966      | キハ 28 | 454 - 467                                         |                                         | 432 - 453 468 - 491                                      |                               |                                       |
| 1966      | キハ 58 | 734 - 740 761 - 777 1008 - 1014                   | 684 - 689 741 - 750 1001 1015 - 1018    | 710 - 718 729 - 731 751 - 760 778 - 799 1000 1002 - 1007 | 719 - 728 732・733            |                                       |
| 1966      | キロ 28 |                                                   |                                         |                                                          | 178 - 204                     |                                       |
| 1967      | キハ 28 | 492 - 494                                         |                                         |                                                          |                               |                                       |
| 1967      | キハ 58 | 1019 - 1021 1035 - 1047                           | 1022 - 1027 1048 - 1052                 | 1028 - 1034                                              |                               |                                       |
| 1968      | キハ 28 |                                                   | 501 - 505 1001 - 1024 1505 - 1510       |                                                          |                               |                                       |
| 1968      | キハ 58 | 1101 - 1115 1132 - 1136 1516 - 1534               | 1116 - 1131 1137 1512 - 1515            | 1501 - 1511                                              |                               |                                       |
| 1968      | キロ 28 | 301 - 308 501 - 507                               |                                         |                                                          |                               |                                       |
| 1969      | キハ 58 |                                                   | 1138 -1143                              |                                                          |                               |                                       |
| 1969      | キロ 28 | 2309 - 2311 2508 - 2513                           | 2312 2514 - 2518                        | 2313・2314                                               |                               |                                       |
| 1971      | キユ 25 | 3・4                                              |                                         |                                                          |                               |                                       |

## 冷房化改造
国鉄の列車冷房は1960年代前半まで特急列車や一部の食堂車（ビュフェを含む）などの優等車両に限って装備されていたが、急行列車では1等車が1963年（昭和38年）から、2等車が1968年（昭和43年）から順次冷房化が実施された。
キロ26・27・28・58形は1968年度までに非冷房車・冷房準備工事車の冷房化が完了した。普通車のうち、キハ57形は全36両が冷房化されたが、急行列車の特急格上げで余剰が確実視されたキハ58・28形の冷房化は1980年（昭和55年）に中止されたため、約670両が非冷房で残り、非冷房のまま廃車となった車両も東北地方を中心に多数存在する。北海道用のキハ56・27形は、改良形の200番台が冷房準備工事車として落成したものの、それ以前の非冷房車を含めて冷房化改造は一切施工されず、北海道旅客鉄道（JR北海道）への承継後にジョイフルトレイン化されたグループと、ごく一部が冷房化されたに留まった。

### 1等車・グリーン車（キロ）の冷房化

#### バス用冷房による試作冷房改造
本系列では、1963・1964年に九州地区に配置されていたキロ28 26・53・54・62・65の5両に小倉工場（現・小倉総合車両センター）で45 PSのバス・トラック用直列4気筒ディーゼルエンジンにより直接圧縮機を駆動する方式のBAU102形冷房装置を床下に搭載する改造を施工し試験を行った。
本方式は改造コストが低いという利点があるものの、後に故障が多発するなどの諸問題が発生したため不採用となり、試験対象車両は1968年（昭和43年）に全車AU13形への取替えと4DQ電源装置搭載改造が施工された。

#### AU12形による試作冷房改造
キロ28・58形の本格的な冷房改造は特急・急行形電車などと同様に三相交流電源による分散式冷房装置を屋根上搭載する方式を採用した。このため大容量交流電源が必要となるが、気動車の走行用エンジンに付属するオルタネーター（発電機）は、機関の始動や制御、保安、照明、車内放送などの電力量を確保する程度しか考慮されておらず、エンジン性能的にも大容量・高負荷の発電機を駆動する余力はない。キロ26・27・28の非冷房車・冷房準備車は順次改造で、新製車は当初から独立機関式冷房装置を搭載して自車1両分の冷房電源を確保した。
1963年にはキロ28 109・110の2両に特急形車両用のAU12形（4,000 kcal/h）を搭載する改造が行われた。屋根上にAU12形6基を搭載し、床下には冷房電源として小型トラック/マイクロバス用4DQ-11PエンジンとDM72発電機を搭載した。給仕室に配電盤を設けたほか、換気扇による強制換気式とされ、屋根上の通風器が廃止された。

#### キロ28形非冷房車の本格冷房化
AU12形は急行形気動車には冷房能力が不十分とされ、以後の冷房化は急行形車両用に開発されたAU13形（5,500 kcal/h）に変更された。1965年度から1968年度にかけて「キロ車冷房A工事」としてキロ27形全車とキロ26・28形非冷房車に施工され、冷房装置はAU13形6基を屋根上に搭載、床下に4DQエンジンとDM72A（DM72を小型軽量化）発電機、給仕室に配電盤を搭載する。換気は強制通風式とはされず、屋根上の通風器は存置された。

#### キロ28形冷房準備車の冷房化
冷房準備車として新造されたキロ26 104 - 107およびキロ28 111 - 133・145・146・153・154の36両を対象とした工事で、「キロ車冷房B工事」として1966年度から1968年度にかけて施工された。屋根上にAU13形6基、床下に4DQエンジンとDM72A発電機、給仕室に配電盤を搭載するが、新造時より強制通風換気のため、給仕室以外には通風器が設けられていない。

#### キロ58形の冷房化
中央本線で運用されていたキロ58形は2エンジンで床下スペースがないため、1968年度に「キロ車冷房C工事」として冷房装置のみ搭載搭載する改造を受け、電源はキハ28 1505 - 1510の4VK発電装置から供給された。

#### キロ28形の4DQから4VKへの換装
キロ28形の4DQ発電装置は自車のみの給電であったが、運用効率化のため自車含む3両に給電可能な4VK発電装置への換装車が登場した。1976年から1982年にかけて施工され、原番号に2000が加えられた。なお、四国地区のキロ28形格下げ車においても同様の工事を受けたキハ28形5200番台が登場している。
改造対象車の元番号は以下のとおり。
- キロ28 1・26・27・36・45・46・50・56・64・66・77・80
- キロ28 102・103・107・112・122・125・126・128・130・137・139・140・147 - 152・158 - 163・166・167・171・173 - 175・177・182 - 184・186 - 197・201・203・204

### 2等車・普通車（キハ）の冷房化

#### キハ58形の簡易冷房改造
2等車では、本格冷房化改造を前にした1967年（昭和42年）から1968年（昭和43年）にかけて簡易冷房化が山陰・四国地区配置のキハ58形で実施された。
冷房装置のAU13形は3基のみ搭載とされた。電源はキロ28形の4DQ-P11発電装置から給電されたが、電源容量が不足するため、やむなくキロ28形ではAU13形6基中2基を使用停止とした。施工工場により冷房装置の位置が異なっている。
キハ58形簡易冷房改造施工車は以下のとおり。
- 後藤工場（現・後藤総合車両所）
  - キハ58 540・637・667・669
- 多度津工場
  - キハ58 6・59・169・211・229・576・577・772・773・776・777

#### キハ28形1500番台の冷房化
4DQ発電装置では自車にしか給電できない上に、走行用エンジン2基搭載のキハ58・キロ58形では床下艤装に余裕がなく、4DQ発電装置の搭載ができない。簡易冷房方式は実用に至らず、バス用小型エンジン直結型冷房も検討されたが、新たに自車を含めて3両分の冷房電源の供給が可能となる4VK冷房用発電装置が開発された。
- 機関 - ダイハツディーゼル[注 31]製V型8気筒4VK8.8形ディーゼルエンジン（連続定格90 ps）
- 発電機 - DM83形発電機（2極）
- 発電能力 - 三相交流400 V・50 Hz・70 kVA

4VKによる冷房化は1969年（昭和44年）から開始された。走行用エンジンを2基搭載するキハ58とキロ58には搭載不可能なため、走行用エンジン1基搭載のキハ28・キロ28に搭載する方針が採られた。従来から冷房化されていたキロ28を含めた冷房車には冷房装置制御用のKE53形と電源供給用のKE8形ジャンパ連結器が増設された。搭載車は原番号+2000の車番に区分された。
4VKエンジンはダイハツ製トラック用直列4気筒ディーゼルエンジンを元にV型配置へ気筒倍増して開発されたものであったが、国鉄のユニットクーラーに本来求められる60 Hz電源を発電するには出力・許容回転数がやや不足しており、実効発電能力でやや劣る50 Hz発電機として運用せざるを得なかった。このため、急行形気動車では冷房の実効性能がカタログスペックよりやや低下した。また、稼動中は常時、甲高くけたたましい騒音を発するなど、いくつかの欠点を伴ったが、結局後年まで急行形気動車の冷房用標準エンジンとなった。
キハ28 1505 - 1510は、2エンジン車で4DQ発電装置を搭載できない中央本線用のキロ58形への給電用として新造後間もない1968（昭和43）年度にAU13形冷房装置7基と4VK発電装置が搭載された。4VKによる冷房化の先行試作車としての要素もあり、床下の4VK発電セットは以後の改造車と逆向きに配置されていた。1971年（昭和46年）に2505 - 2510に改番された。

#### キハ58形冷房準備車の冷房化
冷房準備車として新造されたキハ58形1100番台・1500番台の冷房化工事で、1968年度から1979年度にかけて「キハ車冷房A工事」として施工された。施工両数は暖地用1100番台が41両、寒地用1500番台が5両の合計46両である。
屋根上にAU13形冷房装置7基を搭載し、妻面に配電盤、前面下部にキハ28形からの電源供給を行うKE8A・KE53Cジャンパ栓を装備した。床下スペースの都合から電源装置は設置されていない。

#### キハ58形非冷房車の冷房化
非冷房で新造されたキハ58形の冷房化改造で、1968年度から1979年度にかけて「キハ車冷房B工事」として施工された。施工両数はキハ58形0・400番台のうち556両、加えてキハ57形全36両も含む592両である。
屋根上にはAU13形冷房装置7基と押込み式通風器が設置された。冷房準備車の冷房化と同様に配電盤とキハ28形からの給電用ジャンパ栓を設置、床下スペースがないため冷房用電源は設置されていない。
キハ28形は冷房化時に4VK発電装置を設置するのが基本であったが、勾配の少ない房総地区や常磐線などには1エンジンのキハ28形の配置が多く、重量増加を抑える目的から4VKを搭載せず冷房装置のみ設置された「キハ車冷房B工事」施工のキハ28形（車番は原番号のまま）も存在した。

#### キハ28形非冷房車の冷房化

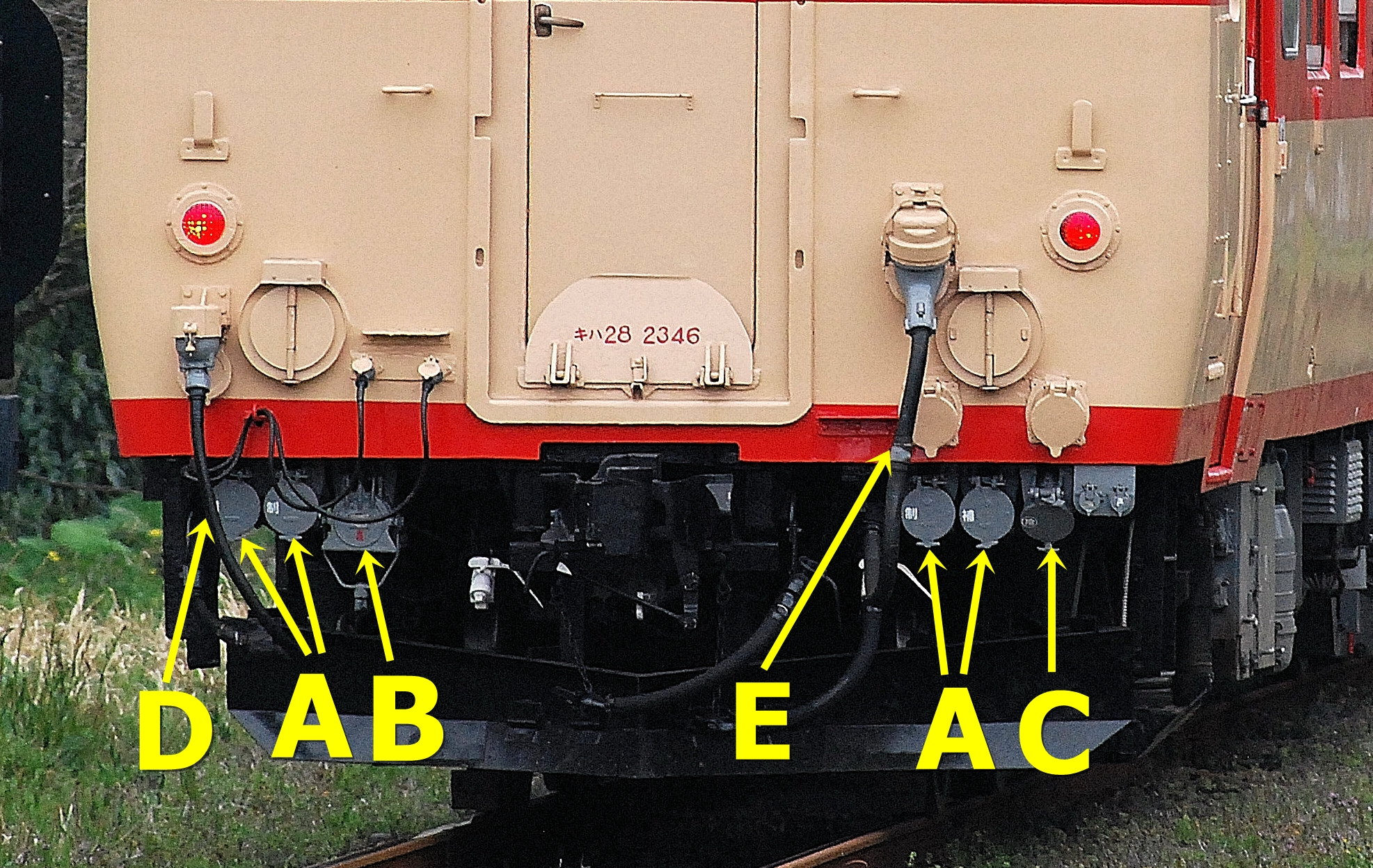
キハ28 2346 ジャンパ連結器
A:制御回路用KE53形栓受2基
B:冷房電源供給用KE8形栓受
C:冷房制御用KE53形栓受
D:冷房制御用KE53形
E:冷房電源供給用KE8形

非冷房車として新造されたキハ28形に冷房装置と4VK装置を搭載する工事で、1968年度から1978年度にかけて「キハ車冷房C工事」として施工された。屋根上にはAU13形冷房装置7基と押込み式通風器6基を、床下には4VK装置とDM83発電機を、妻面には冷房用配電盤を、連結部には冷房電源供給用のKE8A・KE53Cジャンパ栓を設置した。4VK装置の向きはキハ28 1505 - 1510とは逆向きに設置された。
車両番号は従来車と区別するため2000を足したものに改番された。

#### キハ28形冷房準備車の冷房化
冷房準備車として新造されたキハ28形1000番台の冷房化工事で、1968年度から1978年度にかけて「キハ車冷房D工事」として全24両に施工された。4Vk装置はキハ28形非冷房車の冷房化改造車と同じ向きで設置された。車両番号は2000を足した3000番台となった。

#### キハ58形簡易冷房車の標準冷房化
簡易冷房化改造を施工した山陰・四国地区のキハ58形の冷房装置を標準タイプに改造することとなり、1968年度から1973年度にかけて「キハ車冷房E工事」として施工された。冷房装置はAU13形を4基追加設置した7基搭載となり、冷房制御・給電用ジャンパ栓も設置された。後藤工場ではそのままAU13形4基を追加する施工をしたが、多度津工場では通常の冷房改造車と同じ位置に搭載する施工をした。また、AU13形冷房装置のカバーについても、簡易冷房車時代に搭載していた初期の角形のカバーは標準冷房化と同時に丸形のカバーに交換され、外観上も統一された。
キハ58 637は標準冷房化改造を行わず、非冷房に戻された（飯山線へ転用後1992年に廃車）。冷房装置搭載部を塞ぎ板で閉塞し、屋根上の給電用配管は残された。

#### キハ28形4VK非搭載冷房車への4VK搭載
勾配の少ない房総地区や常磐線のキハ28形では、4VK装置を搭載しない冷房改造車も存在した。房総地区の路線が1975年までに久留里線と木原線を除いて電化されたのに伴い、冷房電源を必要とする他地域への転属車は1975年度より4VK搭載改造を「キハ車冷房F工事」として施工した。改造は全車には及ばず、キハ28 24・34・38・52・54・62・71・72・75・83・370は廃車まで4VK装置が搭載されなかった。

### 冷房電源配分
4VK電源装置の開発で本系列の冷房化は一定の進展をみたが、問題点も残った。
- 全車両を冷房化するには3両に1両の割合で4VK電源装置を搭載する1エンジン車を連結する必要があるが、車両側に冷房装置が搭載されていても編成組成によっては冷房装置を稼動できない場合もある。

| 編成A              |                 |                 |                    |
| キハ58 冷房車（A） | キロ28 2000番台 | キハ58 非冷房車 | キハ58 冷房車（B） |
| 4VK（A）から給電   |                 |                 |                    |
|                    | 4VK（A）        |                 |                    |

- 編成Aでは4両中3両が冷房車なので冷房電源の容量は確保できるが、中間に挟まれた非冷房車には冷房装置制御ならびに電源供給用のジャンパ連結器が装備されていないためキハ58冷房車（B）の冷房は稼動不可となる。

| 編成A              | 編成A            | 編成A           | 編成A              |                  | 編成B              | 編成B            | 編成B              | 編成B            | 編成B              |
| キハ58 冷房車（A） | キロ28 2000番台  | キハ58 非冷房車 | キハ58 冷房車（B） | +                | キハ58 冷房車（C） | キロ28 2000番台  | キハ58 冷房車（D） | キハ28 2000番台  | キハ58 冷房車（E） |
| 4VK（A）から給電   | 4VK（A）から給電 |                 | 4VK（B）から給電   | 4VK（B）から給電 | 4VK（B）から給電   | 4VK（B）から給電 | 4VK（C）から給電   | 4VK（C）から給電 | 4VK（C）から給電   |
|                    | 4VK（A）         |                 |                    |                  |                    | 4VK（B）         |                    | 4VK（C）         |                    |

- 上述編成Aに4VK発電装置搭載車を2両組込んだ全車冷房編成B（5両編成）を併結した場合、1両分の冷房電源給電と制御が編成Bからできるため編成Aのキハ58冷房車（B）の冷房稼動が可能となる。つまり、編成の向きに関わらず4VK発電装置搭載車を含めた連続する冷房車3両までで一つの電源ユニットを構成する。

| 編成C              |             |                    |                  |
| キハ58 冷房車（A） | キロ28      | キハ58 冷房車（B） | キハ65 冷房車    |
| 4VK（A）から給電   | 4DQ自車給電 | 4VK（A）から給電   | 4VK（A）から給電 |
|                    | 4DQ         |                    | 4VK（A）         |

- ただしキロ28形自車給電用4DQ搭載車は、普通車の冷房改造進展に伴い制御用ならびに冷房電源供給用ジャンパ連結器が追加されたため上述編成Cのように同車を編成中間に組成しても飛び越しての冷房制御ならびに給電が可能となる。

- 発電セット搭載と編成出力の確保は常にトレードオフとならざるを得ないため、冷房化後の本系列急行列車には、前身となったキハ55系準急列車に比し編成内の2エンジン車比率が下がり、速度低下を余儀なくされる例までも生じた[注 33]。

- 本系列に搭載されていたDMH17H形ディーゼル機関は、信頼性・耐久性・静粛性の面では一応の水準に達していたが、その基本は1940年代に遡る旧式設計のため、出力は180 PSと重量に対して非力であり、2基搭載しても性能は電車に及ばない。しかも冷房化後はキハ28とキハ58各1両をペアにする組み合わせが主流となり、1両あたりの出力は275 PSと勾配線区では充分ではないものであった。

- 問題の根本的解決に新開発のDML30HS系500 PS級エンジンと4VK電源装置を搭載するキハ65形が開発・製造された。

- しかし、キハ65形と4VK発電装置を搭載するキロ28形の最終増備車は新製両数が少なく、中部地方以西の幹線およびローカル線への投入が優先されたこともあり、気動車急行列車の冷房化と慢性的な出力不足問題は完全に解決とはならなかった。

### 冷房化未施工車
普通列車用も含めて多くの車両が冷房化された1990年代以降でも、急勾配路線での運用では以下の理由で冷房化できない事情も介在した。
一例として盛岡車両センター所属のキハ58は、ジョイフルトレイン「Kenji」、訓練車キヤ28 1とユニットを組むキハ58 75を除き非冷房車のみの配置とされた。これは運用区間に含まれる花輪線が豪雪地帯かつ松尾八幡平駅 - 安比高原駅間に最大33.3 ‰の急勾配区間が存在するためで、この条件での2両編成は1両を1エンジン車としても出力不足と駆動軸数不足で登坂時に空転をきたしかねないため、2エンジン車のみで編成せざるを得ず、冷房電源確保ができないばかりか、死重にしかならない冷房装置を搭載して運用する意義も乏しい。また、山田線はやませの影響を受けやすい気候から、非冷房車が長期にわたって残存する結果となった。
キハ58形・キハ28形の冷房化改造未施工車は以下のとおり。
- キハ58 1・4・7・11・15・18・22・28・37・38・49・65・67・87・88・92・97 - 100・105・107・108・112・115・127・156 - 160・175・201・205・206・217・225・226・242・256・258・270 - 273・278 - 285・294・413・416 - 419・432・434 - 436・440 - 442・452 - 454・458 - 462・466・469・471・475・480・481・483 - 501・507・509・511 - 513・515・519 - 521・524 - 536・543 - 552・561・565 - 568・580 - 584・588・590・603・604・611・612・615・617・618・620・621・623・627・629 - 637・643・651・655・656・660 - 664・681・692 - 695・699・704・707 - 709・711・712・732・735・736・739 - 743・745 - 748・758・760 - 763・766・778 - 782・789・790・798・801 - 819・1000・1002・1011・1040・1124・1130・1501・1503・1504・1506 - 1516・1518 - 1526・1528 - 1531・1533・1534
- キハ28 17・23・57・64 - 66・82・84・108・116・117・122・123・150・154・156・173・178 - 182・190 - 192・194・307・332・334 - 339・347・348・354・357・358・361・368・369・373 - 376・378・388・390・399・400・402 - 405・415・416・421 - 425・428・439・440・451・454・455・468 - 474・494・501 - 504・801 - 813

## 国鉄時代の改造車

### 国鉄時代の改番を伴う改造車

#### キロハ28形0番台
キロハ28形はキロ28形を半室普通車化改造した形式である。国鉄時代に改造された0番台と分割民営化後にJR西日本が改造した100番台が存在した。
1975年3月のダイヤ改正で、高徳本線高松駅 - 徳島駅間の急行列車「阿波」にグリーン車の連結が計画されたが、需要的に全室グリーン車では供給過多と判断されたために半室普通座席化改造した合造車として1974年にキロハ28形0番台が登場した。施工は多度津工場である。
- 客室内中央部に仕切引戸と壁を新設し後位側を普通席に改造。
- 普通席シートピッチは他の普通車の1,470 mmから1,667 mmに拡大。
  - 窓配置と座席間隔は一致しない。
- 定員はグリーン席24・普通席40名である。
- 前位側車掌室、グリーン客室、後位側トイレ洗面所、冷房装置、4DQ電源装置は種車からそのままで改造未施工。
- 外観上は車両番号を変更し、普通席側の出入口脇のグリーン車マークを消した程度で大きな変化はない。

1形式1両のみが高松運転所に配置され、1977年には徳島気動車区（現・徳島運転所）に転属。1980年にキハ28 5301に格下げされて形式消滅し、1984年に廃車となった。
- キロ28 156 → キロハ28 1（→ キハ28 5301）

#### キニ28形・キユニ28形
| キユニ28 22 朱色5号塗装1983年  |  | キユニ28形 一般色塗装1978年  |
| キユニ28 22 朱色5号塗装 1983年 |  | キユニ28形 一般色塗装 1978年 |

老朽化が著しくなっていたキハ17系列（キハ44000系含む）およびキハ55系改造の郵便・荷物車の代替として、余剰になったキロ28形の台枠ならびに走行装置を流用した改造車が1977年度より登場した。全室荷物車がキニ28形で郵便荷物車がキユニ28形である。
車体は同時期に新製されていたキハ40系と同タイプの新製車体となった。冷房装置は未搭載とされたため4DQ電源装置ならびに冷房装置制御用KE53形1基・高圧電源供給用KE8形1基のジャンパ連結器は撤去された。改造は、1978年から名古屋・多度津・幡生・郡山・高砂の各工場で施工されたが、郡山・高砂はキユニ28形のみ担当。
キニ28形は運転台後位に荷物棚・貴重品箱を備える荷重12 tの荷物室を設置、後位寄車端部に荷扱車掌室・トイレ・洗面所を設置。
キユニ28形は前位側が荷重6 tの郵便室、後位側が荷重6 t荷物室とし、後位側面にトイレ・洗面所を後位妻面に設置する。
塗装は初期落成車のキユニ28 1 - 6がクリーム色4号と朱色4号の一般色とされたが、この6両以外は1978年10月の「車両塗色および表記基準規定」改正に伴い朱色5号の首都圏色へ変更。
北海道を除く全国各地に配置されたが、改造施工から10年にも満たない1986年（昭和61年）11月ダイヤ改正で鉄道による郵便・荷物輸送業務が廃止となったため、翌年までに全車が廃車となり、JRグループに承継された車両は1両もない。
- キロ28 78・58・53・73・122 → キニ28 1 - 6

| 番号     | 配置区 | 旧番号     | 改造工場 | 改造年月日     | 廃車年月日    |
| -------- | ------ | ---------- | -------- | -------------- | ------------- |
| キニ28 1 | 名ナコ | キロ28 78  | 名古屋   | 1978年11月19日 | 1987年3月10日 |
| キニ28 2 | 名ナコ | キロ28 58  | 名古屋   | 1979年1月11日  | 1987年2月6日  |
| キニ28 3 | 四カマ | キロ28 53  | 名古屋   | 1981年3月19日  | 1987年2月10日 |
| キニ28 4 | 四カマ | キロ28 73  | 幡生     | 1981年3月31日  | 1987年2月10日 |
| キニ28 5 | 四カマ | キロ28 172 | 多度津   | 1981年3月18日  | 1987年2月10日 |

- キロ28 199・132・200・119・70・176・85・129・57・29・501・67・33・34・20・49・12・145・146・106・37・48・153・38・121・54・81・36 → キユニ28 1 - 28

| 番号        | 配置区 | 旧番号     | 改造工場 | 改造年月日 | 廃車       |
| ----------- | ------ | ---------- | -------- | ---------- | ---------- |
| キユニ28 1  | 名ミオ | キロ28 199 | 名古屋   | 1978.02.25 | 1987.02.25 |
| キユニ28 2  | 名ミオ | キロ28 132 | 名古屋   | 1978.03.31 | 1986.12.27 |
| キユニ28 3  | 名ミオ | キロ28 200 | 名古屋   | 1978.03.31 | 1986.12.27 |
| キユニ28 4  | 天ナラ | キロ28 119 | 名古屋   | 1978.03.31 | 1987.01.12 |
| キユニ28 5  | 広ヒロ | キロ28 70  | 幡生     | 1978.03.02 | 1987.02.10 |
| キユニ28 6  | 広コリ | キロ28 176 | 幡生     | 1978.03.10 | 1987.02.02 |
| キユニ28 7  | 名ミオ | キロ28 85  | 名古屋   | 1979.03.31 | 1986.12.01 |
| キユニ28 8  | 広コリ | キロ28 129 | 幡生     | 1979.02.20 | 1986.09.15 |
| キユニ28 9  | 福トカ | キロ28 57  | 幡生     | 1979.03.17 | 1986.09.15 |
| キユニ28 10 | 水ミト | キロ28 529 | 幡生     | 1979.08.20 | 1987.02.10 |
| キユニ28 11 | 水ミト | キロ28 501 | 幡生     | 1979.08.28 | 1987.02.10 |
| キユニ28 12 | 水ミト | キロ28 67  | 幡生     | 1979.11.13 | 1987.02.10 |
| キユニ28 13 | 水ミト | キロ28 33  | 名古屋   | 1979.07.27 | 1986.12.27 |
| キユニ28 14 | 名ミオ | キロ28 34  | 幡生     | 1979.10.26 | 1986.12.27 |
| キユニ28 15 | 福トカ | キロ28 20  | 幡生     | 1979.10.05 | 1986.12.27 |
| キユニ28 16 | 福トカ | キロ28 49  | 幡生     | 1980.01.06 | 1986.12.27 |
| キユニ28 17 | 広アサ | キロ28 12  | 幡生     | 1980.02.26 | 1987.02.10 |
| キユニ28 18 | 秋カタ | キロ28 145 | 郡山     | 1981.04.18 | 1987.02.10 |
| キユニ28 19 | 秋カタ | キロ28 146 | 郡山     | 1981.07.09 | 1987.02.10 |
| キユニ28 20 | 秋カタ | キロ28 106 | 名古屋   | 1981.01.28 | 1987.02.10 |
| キユニ28 21 | 天イセ | キロ28 37  | 名古屋   | 1980.11.29 | 1987.01.12 |
| キユニ28 22 | 四カマ | キロ28 47  | 多度津   | 1981.05.29 | 1987.02.10 |
| キユニ28 23 | 広ヒロ | キロ28 153 | 幡生     | 1981.03.31 | 1987.02.02 |
| キユニ28 24 | 鹿カコ | キロ28 38  | 幡生     | 1980.12.13 | 1987.02.10 |
| キユニ28 25 | 天イセ | キロ28 121 | 高砂     | 1981.12.11 | 1987.01.12 |
| キユニ28 26 | 天ナラ | キロ28 54  | 高砂     | 1982.03.31 | 1987.02.10 |
| キユニ28 27 | 名ナコ | キロ28 81  | 名古屋   | 1982.09.21 | 1987.02.10 |
| キユニ28 28 | 仙コリ | キロ28 36  | 高砂     | 1983.02.08 | 1987.02.10 |

#### キニ58形

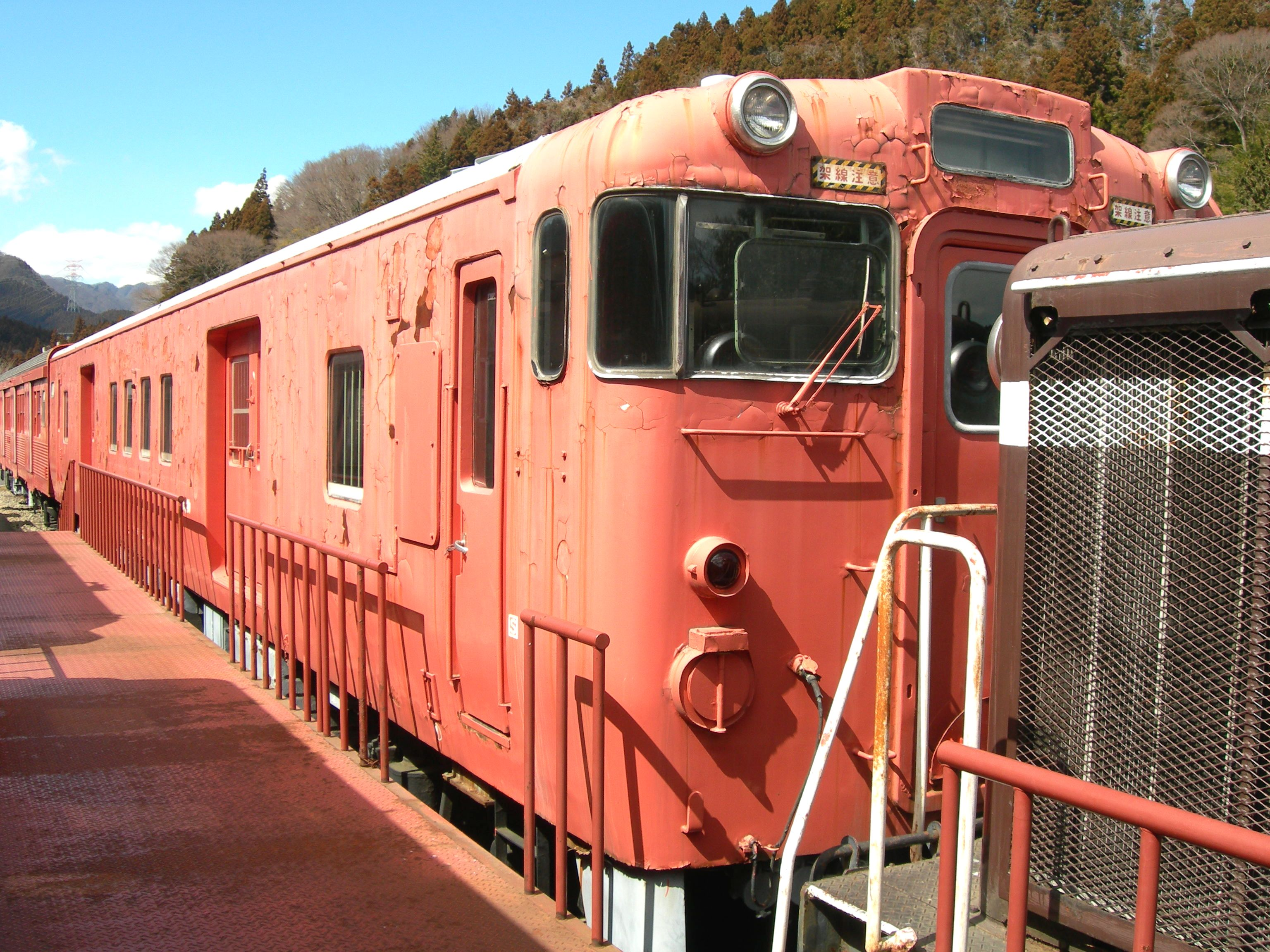
キニ58 1
2011年

常磐線の荷物列車に使用されていた2エンジン車のキニ55形・キニ56形を置き換えるため、キロ58形を種車とするキニ58形が1978年に3両登場した。2エンジン車のため床下にスペースがなく、水タンクを後位側妻面室内に設置した点がキニ28形と異なる。
1・2が名古屋工場、3が幡生工場で1978年に改造施工し、水戸機関区に集中配置した。電化路線で列車密度の高い常磐線の運用では、DMH17系機関1基搭載では出力不足による加速力不足が問題となることから2基搭載車が要求された。キニ55形はキニ58形と共通運用されて1984年2月1日国鉄ダイヤ改正以後に廃車となっている。
荷物輸送業務廃止により1987年2月までに全車が廃車となった。
- キロ58 7・8・6 → キニ58 1 - 3

#### キハ28形のキロ28形格下げ車
1980年10月のダイヤ改正では、四国内急行列車はグリーン車を全廃して普通車指定席に格下げとなったため、多度津工場で以下の改造をキロ28形に施工したグループである。
- 改番手続きによる格下げ諸手続。
- 通路のカーペットと肘掛カバーを撤去し、シートカバーをリネンからビニールに変更[注 38]。

後に冷房用電源装置の相違や後に九州地区でも同様の改造が施工されたため細かい番台区分が存在する。

##### キハ28形5000番台
4DQ電源装置搭載車。1980年から1982年にかけて6両が4VK電源装置に換装して後述の5200番台に改番された。残存車は1986年に全車廃車となった。
- キロ28 4・15 - 17・22・25・68・69・71・110・143・144・155・157・178 - 180・202 → キハ28 5001 - 5018

##### キハ28形5200番台
改造内容は5000番台と同様であるが、相違点は4VK電源装置搭載による区分。車両番号により4つのグループにわけられる。
5201 - 5203
- 5000番台と同時改造の四国地区用車。
  - キロ28 2177・2194・2195 → キハ28 5201 - 5203

5204 - 5209
- 5000番台の4DQ電源装置を4VKに換装したグループ。
  - キハ28 5017・5016・5013・5018・5015・5014 → キハ28 5204 - 5209

5210 - 5220
- 1984年から1985年にかけて他地域から四国地区転入のキロ28形2000番台を本区分番台化したグループ。
  - キロ28 2159・2171・2183・2189・2203・2204・2306・2310・2311・2201・2516 → キハ28 5210 - 5220

5221 - 5223
- 小倉工場が改造施工を行った九州地区用車。
  - キロ28 2151・2152・2192 → キハ28 5221 - 5223

分割民営化直前に四国地区で5201 - 5203・5205・5206・5208の6両が廃車になった以外はそれぞれの地区に該当するJRが承継し、四国地区では1990年まで、九州地区では1999年までに廃車となった。

##### キハ28形5300番台
キロハ28 1からの格下げ車。グリーン室は5000・5200番台と同様に改造され普通車指定席として使用し、普通室は自由席として運用された。1984年に廃車。

#### キハ58形5000番台（国鉄）

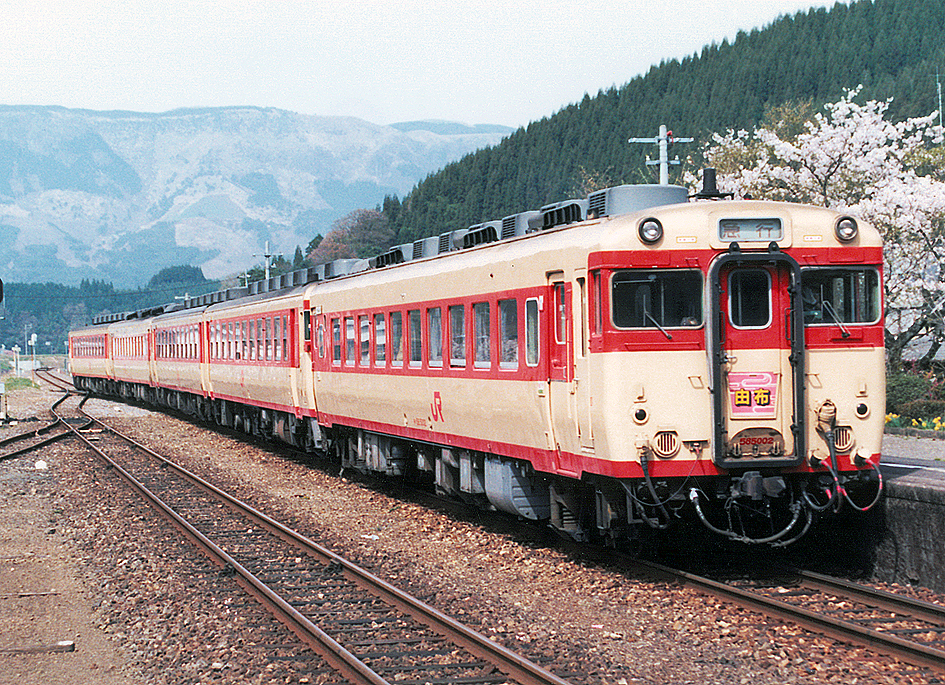
キハ58 5002

1985年の国鉄時代末期に九州内急行列車指定席車用として小倉工場（現・JR九州小倉総合車両センター）が施工したアコモデーション改善車である。
- キロ28形・サロ481形などの廃車発生品のリクライニングシートに交換。
- シートピッチはグリーン車並みの1,150 mmのため定員は52名となった。
  - 窓配置とシートピッチは一致しない。

分割民営化時には全車JR九州に承継。5001・5004は1989年にエンジン換装を施工。
急行「由布」「火の山」の特急格上げに伴い5001・5004を除き「シーサイドライナー」化改造が施工されたが、老朽化のため2002年までに全車廃車となった。
番号を変更することなく5000番台と同様の改造を実施された車両も存在するほか、5001・5002はJR東海との番号重複車である。
- キハ58 557・558・605・757・767・1017・1018 → キハ58 5001 - 5007

#### キハ53形200番台

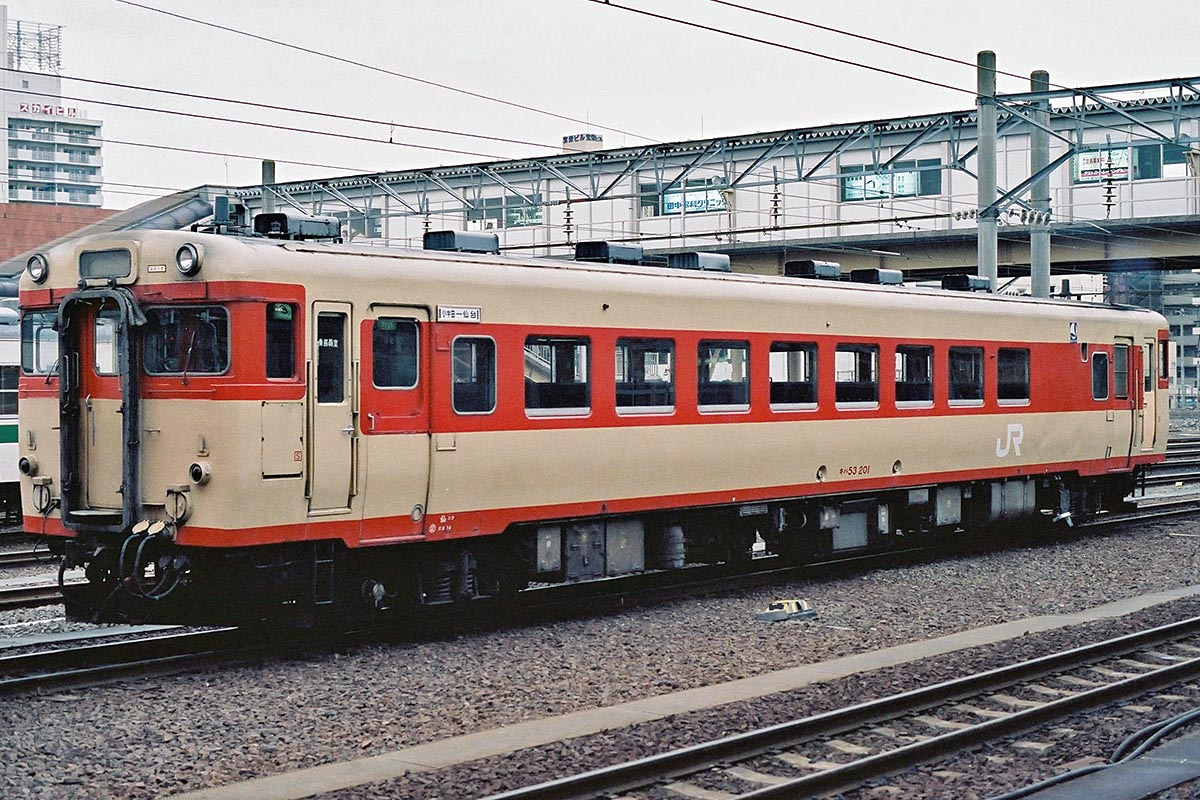
キハ53 201
1989年3月22日 仙台駅

国鉄末期の1986年からJR化後の1988年にかけて、5両のキハ58形が両運転台化改造されキハ53形に編入された。改造は、車体の後位を切断して廃車の運転台を接合する方式で施行され、外観は富士急行から有田鉄道に譲渡されたキハ58003に似ているが、窓配置に違いがある。形式は、すでにキハ45系に存在していたキハ53形とされ、既存車との重複を避けるため新区分番台が起こされた。同趣旨の改造としては、キハ56形を改造したキハ53 500番台があるが、こちらについてはキハ53形500番台（501 - 510）を参照されたい。
勾配線区で降雪地帯を走行する陸羽東線の運用効率化のため、キハ58形を両運転台化改造したキハ53形200番台が1987年に登場した。土崎工場（現・秋田総合車両センター）でキハ58形非冷房車2両を改造、その際客室内にトイレを設置した。小牛田運輸区に配置されて陸羽東線などで運用された後、会津若松運輸区に転出。只見線で運用され2000年に廃車となった。
- キハ58 741・742 → キハ53 201・202

### 国鉄時代の改番を伴わない改造車

#### ミュージックサイレン設置

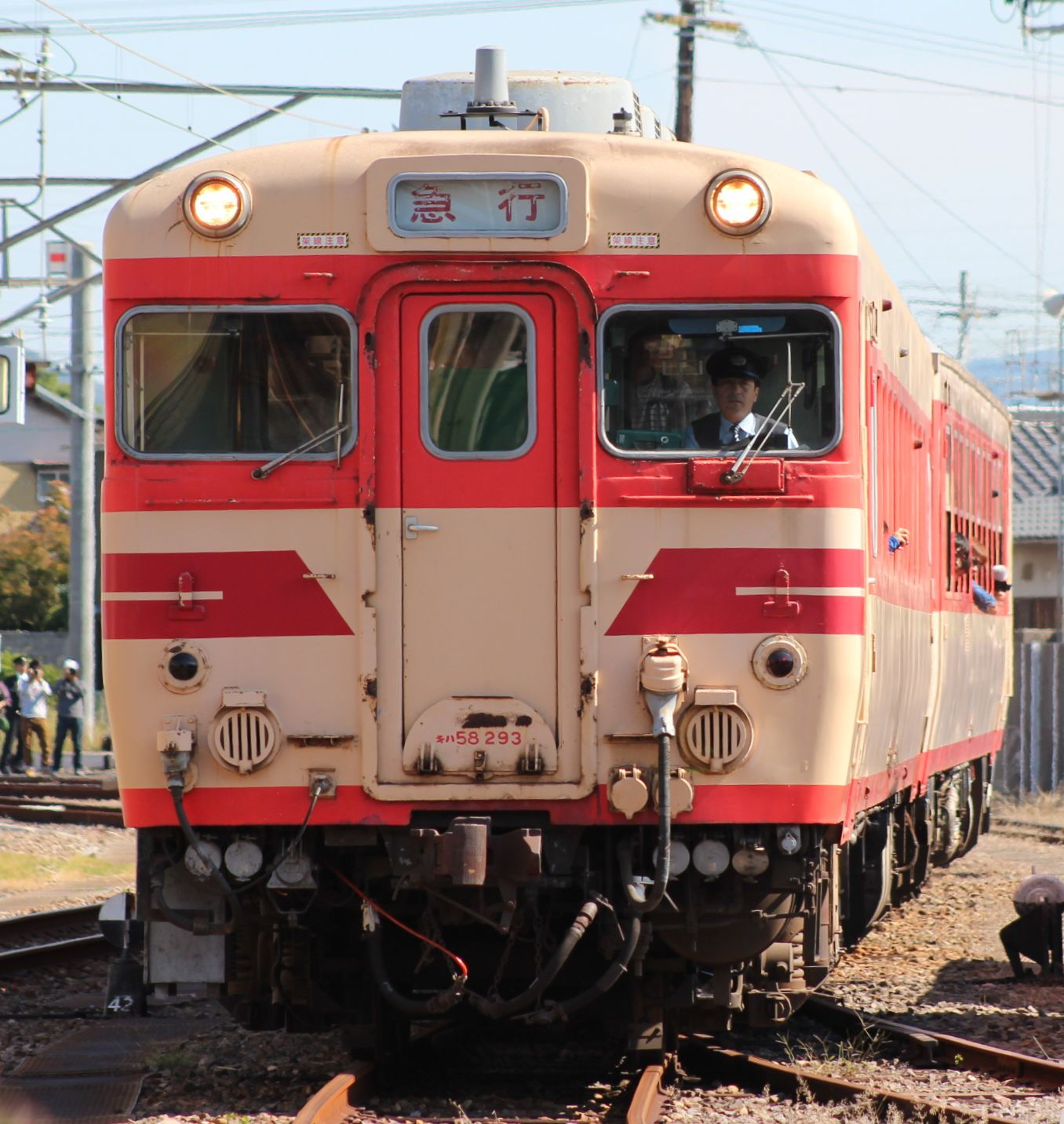
キハ58 293で再現されたヒゲ塗装

踏切事故の対策として、四国地区では1963年から1965年にかけてキハ58形12両を対象に警笛としてミュージックサイレン（特殊警報器）の設置が行われた。警笛音は「ドソミドドソミソド」の音階の電子音を7.5秒間隔で吹鳴するもので、連結器下部にスピーカーが設置された。1964年度には識別用として前面に特急形気動車に準じた「ひげ」2本を配し、編成の先頭に出しやすいようにした。
後にミュージックサイレンは撤去され、前面も従来仕様に戻された。JR四国でキハ58系が運用終了する直前の2008年にはキハ58 293に「ひげ」が再現された。

#### 常磐無線アンテナ設置
1962年5月に常磐線三河島駅で発生した三重衝突事故（三河島事故）を受け、1964年度以降は常磐線で運用される車両に列車無線が整備されることになった。キハ58系でも施工され、屋根上に無線アンテナ2基が搭載された。
常磐無線アンテナ設置後に冷房化改造された車両は、機器配置の都合から冷房装置の配置が等間隔ではなくなった。他線区から転入した冷房車には常磐無線アンテナを追加搭載しなかった車両もあり、国鉄末期に列車無線が全国に普及すると常磐無線アンテナは順次撤去された。

#### キハ81系用台車との振り替え
キハ80系のうち、初期に新造されたキハ81系は後の増備車であるキハ82系とブレーキ方式が異なるため、キハ81系の台車をキハ82系と同じDT31B・TR68A形に交換する工事が1969年度に施工された。キハ81系から捻出された空気ばね台車のDT27・TR67形はキハ58系へ転用されることになり、キハ56系・キハ58系の26両（24両との説あり）に施工された。キハ58系列から捻出されたDT22系台車はキハ10系のDT19系台車の交換に転用された。
少なくともキロ26 101、キロ28 81・169・503・2112・2125・2128、キハ28 2426、キハ58 87・100・269の各車への改造が判明しているが、キロ26 101やキロ28 2128など、車両によっては後に従来のDT22系に戻されたものも存在した。

#### 前面強化工事
| 前面強化工事施工車キハ58 1533（盛岡色）  |  | 前面強化工事施工車キハ28 2392（東北地域本社色）  |
| 前面強化工事施工車 キハ58 1533（盛岡色） |  | 前面強化工事施工車 キハ28 2392（東北地域本社色） |

踏切事故発生時に乗務員を保護するため、先頭車の前面を強化する改造が1975年度より実施され、キハ58系でも施工が開始された。キハ58系の場合は前面腰板部に厚さ4.5 mmの鋼板を重ねており、外観上は厚みが若干増したものの大幅な変化はなかった。
民営化後のJR東日本では1991年に発生した成田線大菅踏切事故を踏まえて前面補強工事を積極的に進め、本系列でも対象となった。施工内容は、時期や工場によってステンレス板での補強のところを鉄板で施工した例や、アンチクライマーの装備・未装備といった差異がある。

#### 新潟鉄道管理局タイフォン改造車
豪雪地帯である新潟鉄道管理局管内に配置された車両に施工された改造。タイフォン内部に雪が入るのを防止するため円筒状のカバーが装着された。
装着車にはJR東日本承継後も新津運輸区で最後まで運用されたキハ58 1022+キハ28 2371のほか、他地区に転出後もそのまま使用されたケースでは盛岡車両センター配置・秋田総合車両センター留置のキハ58 75やキハ28 2010が該当する。

#### 「能登路」ロマンスカー改造車
| キハ28 2049「能登路」用ロマンスカー  |  | ロマンスカーマーク |
| キハ28 2049 「能登路」用ロマンスカー |  | ロマンスカーマーク |

能登地域の観光振興とイメージアップを図るため、七尾線の急行「能登路」で運用されていた七尾機関区（現・七尾鉄道部）に所属のキハ28 2049で座席交換や観光案内ビデオの設置などを行う工事が1980年に施工された。
- 床に絨毯を敷き、座席を新幹線0系電車同様の転換クロスシート[注 39]に交換したため定員を44名に変更。
- 運転中に車内で観光案内ビデオの放映を行うため、ビデオ再生装置の搭載と客室の前後に50インチビデオスクリーンならびに側壁面にサイドスピーカー24個を搭載。
- 客室後位寄りの窓1枚を小型化し、戸袋窓脇にシンボルマークを記載。
- AU13形冷房装置を1台撤去して6台とした。

これは、沿線地域の観光振興のために試験的に改造したものであり、同年7月12日より多客期のみ1往復ロマンスカーの名称で普通車指定席で運用された。しかし、外見は国鉄急行色のままで視覚的区別が付きにくかったこともあり、利用客が延びず1982年には運用を終了。その後はビデオ再生装置の撤去が行われ、普通列車の運用にも用いられた。なお同車は、1987年にゴールデンエクスプレスアストルの中間増結車キロ29 552に改造された。

#### 特別保全工事
1980年代に入ると急行形気動車も製造から20年が経過して老朽化が目立ち始めたが、投資抑制の中でサービス改善と保安度向上を目的とした特別保全工事が1981年度より開始された。当初の施工計画数は約700両で、車体外板裾部の貼り替えや雨樋、トイレ、洗面台などの交換が行われている。

#### 「うみねこ」「むろね」向け改造車
1984年に第三セクター鉄道として開業した三陸鉄道の北リアス線・南リアス線へは夏の多客期に国鉄車両が1日1往復乗り入れることになり、盛岡 - 宮古 - 久慈間「うみねこ」および一ノ関 - 盛 - 釜石間「むろね」で使用されるキハ58系にアコモデーション改造が行われた。
改造されたのはキハ58 416・486・1511およびキハ28 336・390の5両で、塗装は三陸の海と空を表すブルーとアイボリーのストライプとし、車内は座席が新幹線0系の廃車発生品である転換クロスシートに交換された。
キハ58 1511とキハ28 390はJR東日本へ承継後の1989年度より機関換装に合わせて原型クロスシートの一般車に復元され、塗装も盛岡色に変更された。

#### 長崎地区向けお座敷改造車
1985年に、当時長崎機関区に所属していたキハ28 2006・ 2114の2両へ以下の改造を施工した。
- 床に絨毯を敷きカラオケ・麻雀用のテーブルを設置。
- 側面窓に白い障子を設置。
- 先頭にオリジナルヘッドマーク「ばってんNAGASAKI」を取付。

1985年5月26日に営業運転開始。運行時は中間にキハ58形を連結して小口団体列車に充当され、1986年12月に2両とも廃車となった。

#### 四国地区向けアコモ改造車
国鉄末期に急行運用が削減された結果発生していた本系列の余剰車に四国総局が多度津工場で施工したアコモ改良を主とした改造。なお、改造による改番は行われていない。

##### 団体専用車
| キハ58 769 |  | キハ28 2475 |  | キハ58 577 |
| キハ58 769 |  | キハ28 2475 |  | キハ58 577 |

1984年から1985年にかけて高松運転所所属のキハ58 577・769ならびにキハ28 2475の3両へ以下に示す団体専用車への転用改造が施工された。
- 座席・テーブルを新幹線0系電車の転換クロスシートに交換して座席定員52名とした。
- カラオケ装置とスピーカー、給水器を搭載。
- 外装はキハ58形1両が白地に青色波型ウェーブ、他の2両が白地に朱色S字形ラインへ変更[注 41]。

団体列車の他、急行の増結にも使用されたが、JR化後の1988年に「旅立ち」「レインボー」が登場すると一般車に格下げされた。格下げの際、外装をJR四国色に変更、座席・テーブルは変更せずカラオケ装置、スピーカー、給水器のみ撤去され、他の一般車と同様に急行に使用された。

##### グレードアップ改造車

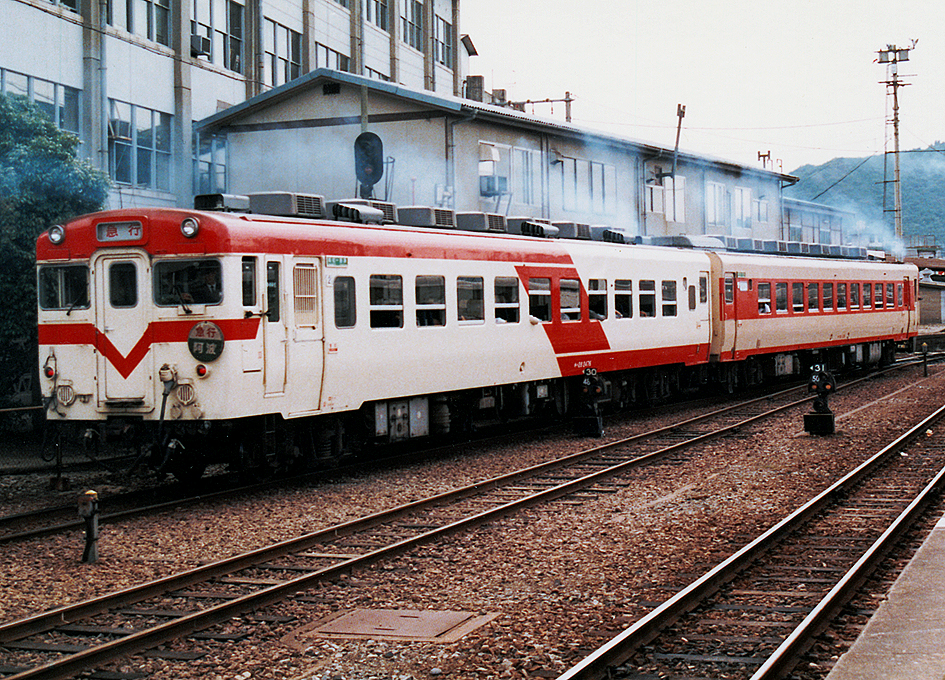
キハ28 2476

1985年から1986年にかけて徳島気動車区（現・徳島運転所）所属のキハ58 1035・キハ28 2476へ施工した改造。
- 塗装を上述した団体専用車用に施工した白地に朱色S字形ラインへ変更。
- キハ58 1035は座席・テーブルを新幹線0系電車用転換クロスシートに交換、キハ28 2476はキハ181系用回転クロスシートに交換して座席定員60名となった。

本改造は団体専用車からカラオケ設備ならびに給水器を省略し座席定員を増やして、定期急行列車での運用を前提とした。
JR化後の1988年に「旅立ち」「レインボー」が登場すると一般車に格下げされた。格下げの際、外装をJR四国色に変更、座席・テーブルは変更せず他の一般車と同様に使用された。キハ28 2476についてはその後1990年にトイレ・洗面所設備撤去やセミクロスシート化が施工されている。

#### 平窓車へのスカート設置

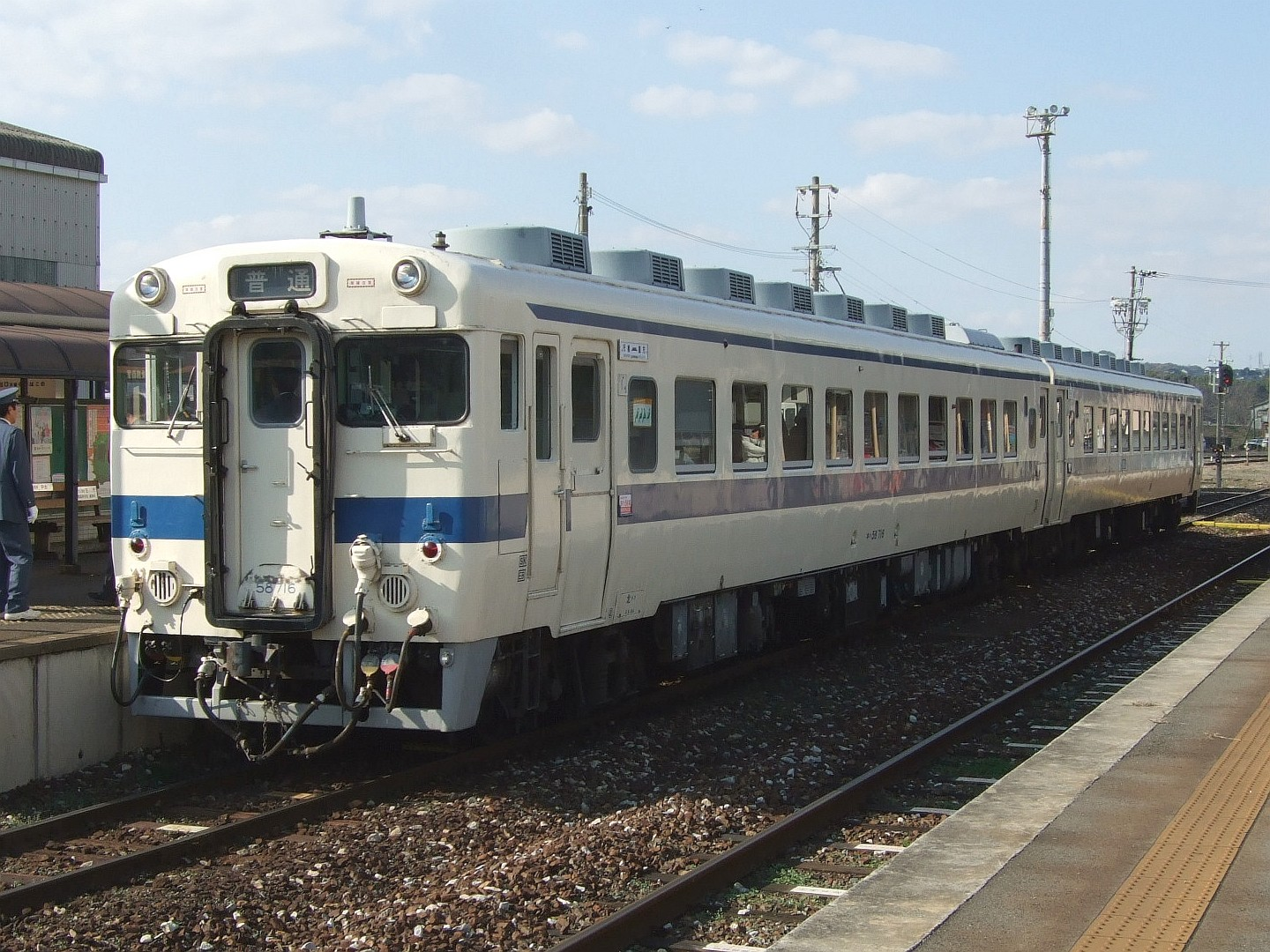
スカートを設置したキハ58 716

キハ58系では、後期製造のパノラミックウインドウ車において、新造時よりスカートが設置されていたが、初期製造の平窓車においても、踏切事故対策として四国と九州の一部車両でスカート設置改造が施工された。

## JR化後の主な改造
JR化後には、各社で運用や投入線区に特化した改造・更新などが施工された。

### JR東日本の改造車
車体更新工事や特別保全工事による延命のほかに運用線区での実態に合わせて多くの車両がセミクロスシート化されたが、JR東日本では車両番号を改番しない大きな改造に以下の事例が存在する。

#### 機関換装と防火対策
JR東日本では1988年1月よりDMH17系エンジンの代替となる機関の現車試験を行っていたが、その最中の同年3月にジョイフルトレイン「サロンエクスプレスアルカディア」の火災事故が発生した。原因は排気管の過熱によるものであった。またDMH17Hエンジンそのものの老朽化や燃費の問題も考慮した対策として、1989年9月よりエンジンを新潟鐵工所製（DMF13HZ）・小松製作所製（DMF11HZ（SA6D125-H-1））・カミンズ製（DMF14HZ（NTA855-R1））への換装をキハ58系やキハ52形、キハ35系などのDMH17系エンジン搭載車に行った。
これらの新型エンジンの出力は本来330 PSまたは350 PSだが、DMH17系エンジン搭載車への換装時には流用された在来型液体式変速機の容量制限に対処するため250 PSに出力を落とした。

#### 車両更新工事
JR東日本では1990年より延命を目的とした車両更新工事が開始された。工事内容は外板の張り替え、客用扉の交換、化粧板の張替えなどが行われたほか、座席は盛岡地区を除いてセミクロスシート化されている。

#### 「よねしろ」「月山」グレードアップ車

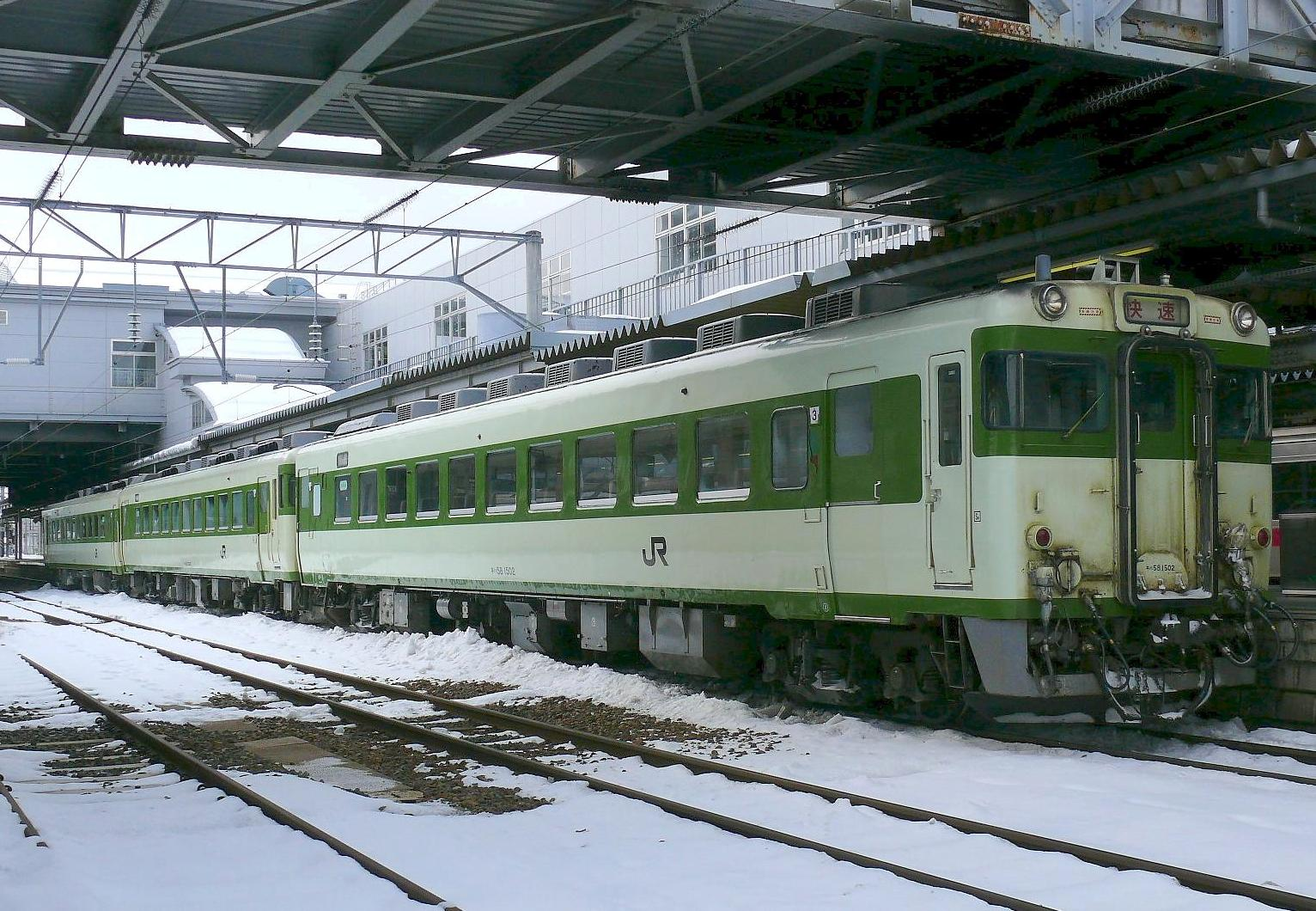
キハ58 1502
「よねしろ」用アコモデーション改善車

急行「よねしろ」「月山」などの優等列車のサービス向上のため、1991年度にキハ58系のグレードアップ車が登場した。通常の更新工事とは別に座席をリクライニングシートへ交換したほか、側面の行先表示に電動式方向幕を搭載するなどの施工を行った。

#### 訓練車化改造

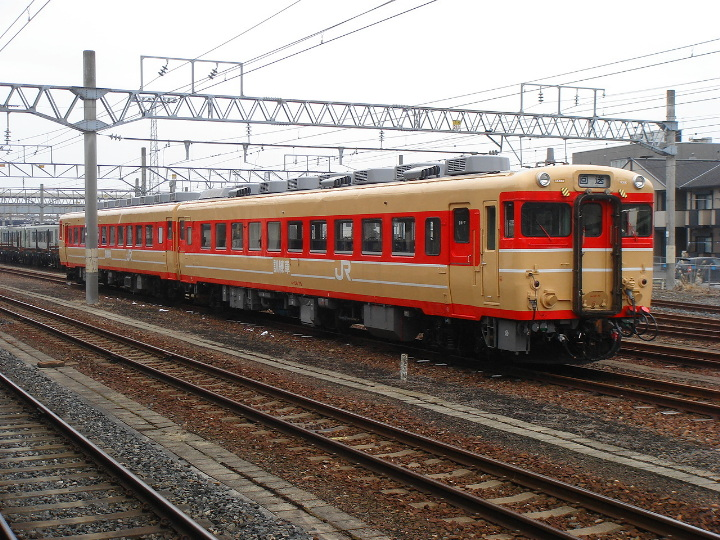
キハ58 75+キヤ28 1訓練車編成

JR東日本では、乗務員を対象とした定期的に行う異常時取り扱いや応急処置等の教育訓練用として「訓練車」と呼ばれる車両を登場させた。電車では、余剰になった103系・113系・115系、455系、485系などへ施工したが、気動車では土崎工場で本系列の盛岡車両センター所属車へ、一部座席撤去・備品収納用ロッカーならびにテーブルの設置、視聴覚教育用モニタとビデオ搭載用ラックの装備など主に車内の改造を施工。外観上は白線2本と「訓練車」表記を追加して一般車とは区別された。
改造後も盛岡車両センター所属とされ、キハ58 75と常にユニットを組む形で運用されたが、2008年11月に廃車され形式消滅した。
- （キハ28 102→）キハ28 2102→キヤ28 1

### JR東海の改造車
「かすが」「みえ」用キハ58への改造で名古屋工場が施工。リクライニングシートは東海道新幹線0系の廃車発生品を使用した。また改造未施工の名古屋車両区所属「かすが」「みえ」用の充当車両も後に同じ塗色へ変更された。

#### キハ58形3000番台（「かすが」用）
1989年に急行「かすが」用にキハ58 714の座席をリクライニングシートに交換したキハ58 5714が登場した。1991年に登場した快速「みえ」用スピードアップ車が5000番台になるため、従来の5000番台は3000番台に再改番を行った。2001年に廃車となった。
- キハ58 714→キハ58 5714→キハ58 3001

#### キハ58形5000・5100番台（「みえ」用）

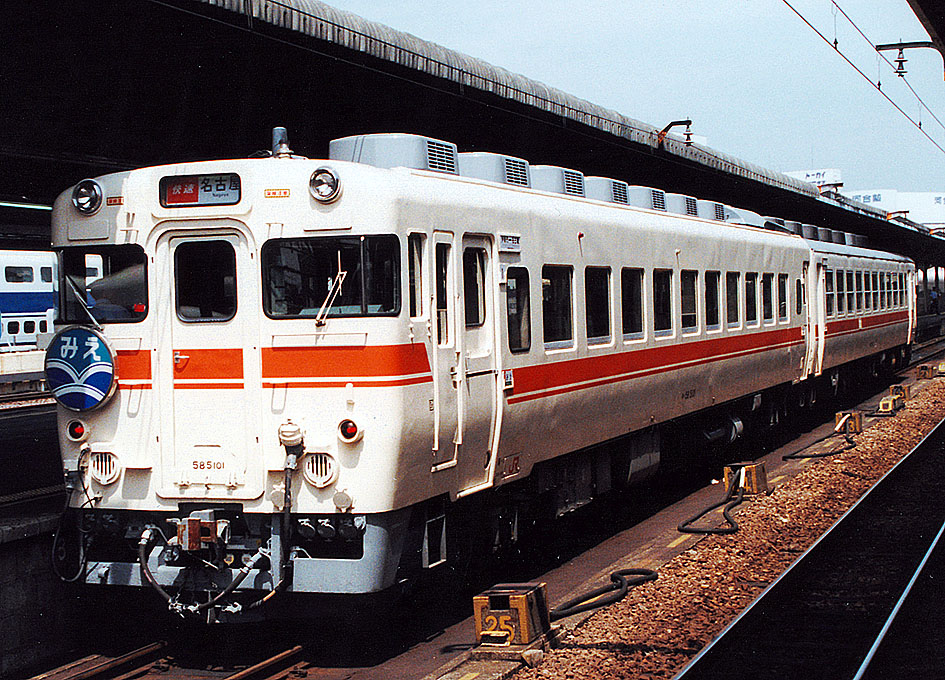
キハ58 5101

1991年3月改正で快速「みえ」の一部列車がスピードアップされることになり、同列車用のキハ58・65形を対象に最高速度110 km/h運転とするための機関・変速機・台車交換およびアコモデーション更新を行う改造が施工された。キハ58形では3両が以下の改造を施工された。
- カミンズ製C-DMF14HZエンジン（350 PS / 2000 rpm）と新潟コンバータ製変速機に換装。
- 台車を110 km/h対応のためキハ82系の廃車発生品であるDT31C形空気ばね台車に交換。
- 座席をリクライニングシートに交換。

5100番台はパノラミックウィンドウ車が種車となったための区分である。キハ75登場後は臨時列車や武豊線で運用されたが2001年に廃車となった。なお、5001・5002はJR九州との番号重複車でもある。
- キハ58 680・1033・1101→キハ58 5001・5002・5101

### JR西日本の改造車
エンジン換装は行われなかったものの、多くの車両が延命工事を受けた。「能登路」や「みよし」などローカル線の急行運用に就く車両はシートの取り替えや塗装変更を行った。ローカル線に運用する車両はワンマン運転対応工事、セミクロスシート化したものも多い。

#### 延命N・NA・N40工事
国鉄時代の特別保全工事はJR西日本では延命N工事として継続され、1990年からは特別保全工事施工済み車に更に高度な延命を図った延命NA工事が施工されたほか、製造後40年の使用を見込んだ延命N40工事も施工されている。これらの工事では客室の化粧板張替えやトイレ・洗面所のリニューアル、配線・配管の更新などが実施された。

#### キロハ28形100番台

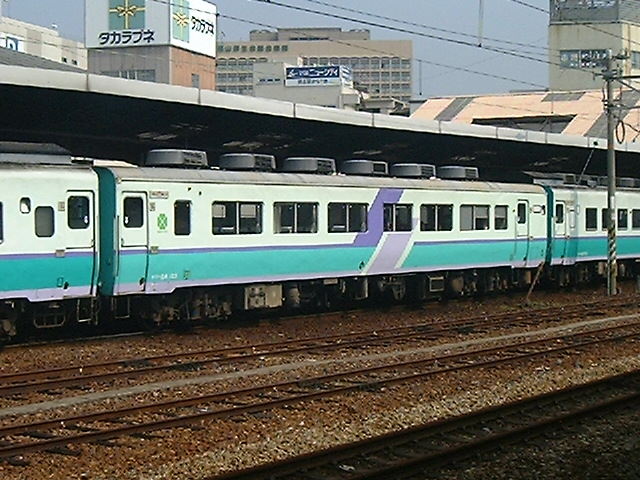
キロハ28 103
中央部の窓1枚の左右幅が縮小されている

岡山駅-鳥取駅間急行「砂丘」はグリーン車を含む4両編成で運転されていたが、グリーン車の乗車率が低いことから、グリーン車半室化のうえ3両編成とするため、1987年から1988年にかけてJR西日本鷹取・後藤の両工場で改造を行ったキロハ28形100番台が登場した。番台区分は1974年に登場し1980年に区分消滅したキロハ28形0番台と区別するため100番台とされた。種車は、いずれもモデルチェンジ車の後期製造車の雨樋高さの低いグループである。
- 客室内中央部に仕切引戸と壁を新設し、後位側を普通席（ボックスシート）に変更した。
  - 仕切設置に伴い普通席の前位寄り1枚目の窓を小型・固定化。このため0番台と異なり外観も変化している。
- 普通席のシートピッチは1,605 mm。
  - 窓配置と座席間隔は一致しない。また座席は廃車発生品が使用されたが、グリーン座席は改良が加えられたセミバケットタイプに交換。
- 定員はグリーン席28・普通席40名。
  - 後に「砂丘」用キハ58形7200番台の改造（後述）と同時期に、普通車座席もグリーン車用回転リクライニングシートへの交換と塗装変更などの改造が施工され、普通席の定員は28名に減少した。
- 2000番台ではないが、種車がキロ28形2000番台のため引き続き4VK電源装置を搭載する。

鳥取鉄道部西鳥取車両支部に配置されたが、1997年11月の「砂丘」廃止により101・102が1998年に廃車。103・104は岡山電車区気動車センター（現・岡山気動車区）に転属、岡山駅-津山駅間急行「つやま」に転用されたが、老朽化のため2004年に廃車となった。
- キロ28 2508・2509・2517・2518 → キロハ28 101 - 104

#### キハ53形1000番台

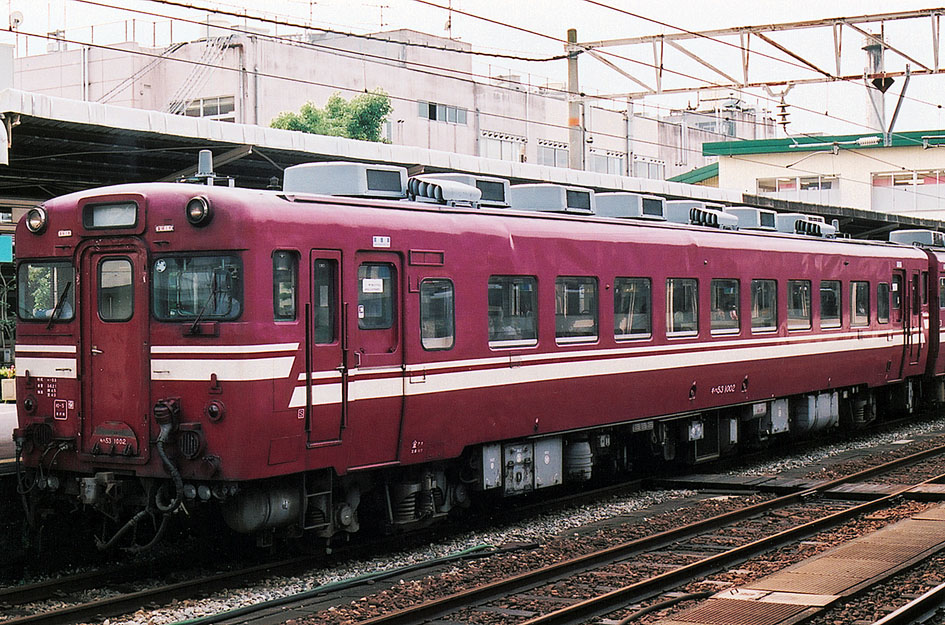
キハ53 1002
2003年

七尾線普通列車の単行運転用として、1987年から1988年にかけて3両のキハ58形冷房改造車を両運転台化してキハ53形に編入された。トイレは設置されていない。屋根上に冷房装置は搭載しているが冷房用電源を搭載していないので、単独では冷房を使用することができない。冷房装置を除けば有田鉄道キハ58003に最も外観の近い車両である。
改造は松任工場（現・金沢総合車両所）で施工された。七尾運転区（現・七尾鉄道部）に配置され、1991年の七尾線電化後は富山鉄道部に転出し高山本線で運用された。1996年には高山本線のキハ120形置換えに伴い高岡鉄道部へ転出して城端線や氷見線などで運用された。2005年に全車が廃車となり区分消滅。
- キハ58 683・752・783 → キハ53 1001 - 1003

#### 6000番台（「たかやま」用）

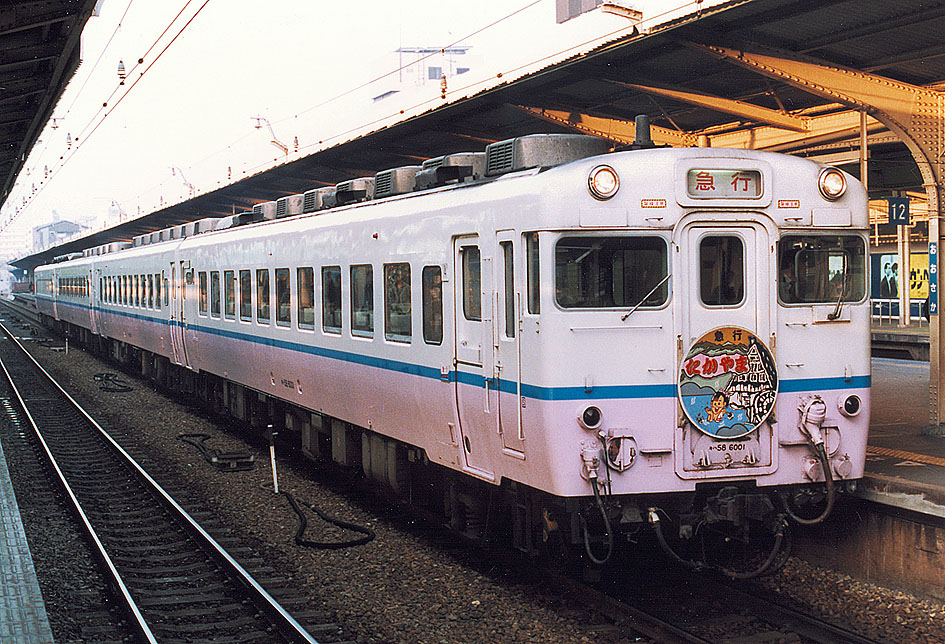
キハ58 6001（大阪駅）

急行「たかやま」のサービス向上のため、アコモデーション改善を施工した6000番台が1990 - 1991年に登場した。エンジンは従来のDMH17H、台車は従来のDT22/TR51系金属ばね台車のままで、最高速度も従来と変わらず95 km/hである。鷹取工場で施工された。
- 普通車座席をリクライニングシートへ交換。
  - 定員は64名に変更。
- 電気暖房化。
- 専用塗装への塗り替え。

1999年12月のダイヤ改正による「たかやま」廃止に伴い全車が2000年に廃車となった。
- キハ58 1028・1050・1052 → キハ58 6001 - 6003
- キハ28 3007・3008 → キハ28 6001・6002
- キロ28 2510・2162 → キロ28 6001・6002

#### ワンマン化改造（JR西日本）

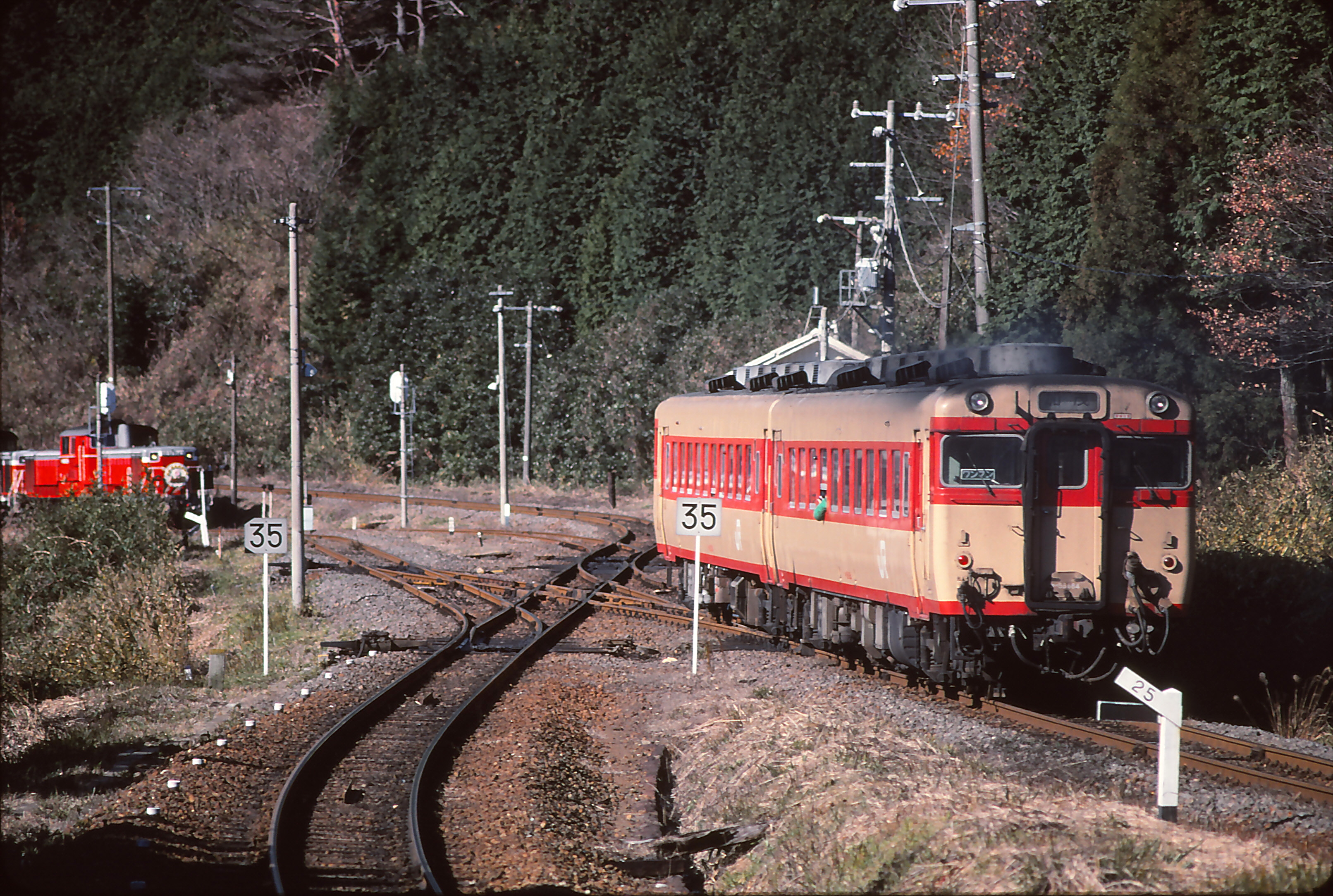
関西本線のキハ58系ワンマン車（中在家信号場、1990年）

ローカル線の運転合理化のため、城端線・氷見線・小浜線・舞鶴線および関西本線などで運用されるキハ58系のワンマン化改造が1989年から1992年にかけて施工された。改造内容は運賃表や整理券発行機などワンマン機器の設置やドア付近の座席のロングシート化で、関西本線以外は前後の客用扉付近が、関西本線用は運転台寄りの前扉付近のみがロングシート化された。
改造両数は関西本線向けがキハ58形8両・キハ28形7両の合計15両、舞鶴・小浜・城端・氷見線向けがキハ58形18両、キハ28形18両、キハ53形3両の合計39両である。

#### 5500番台（ロングシート車）

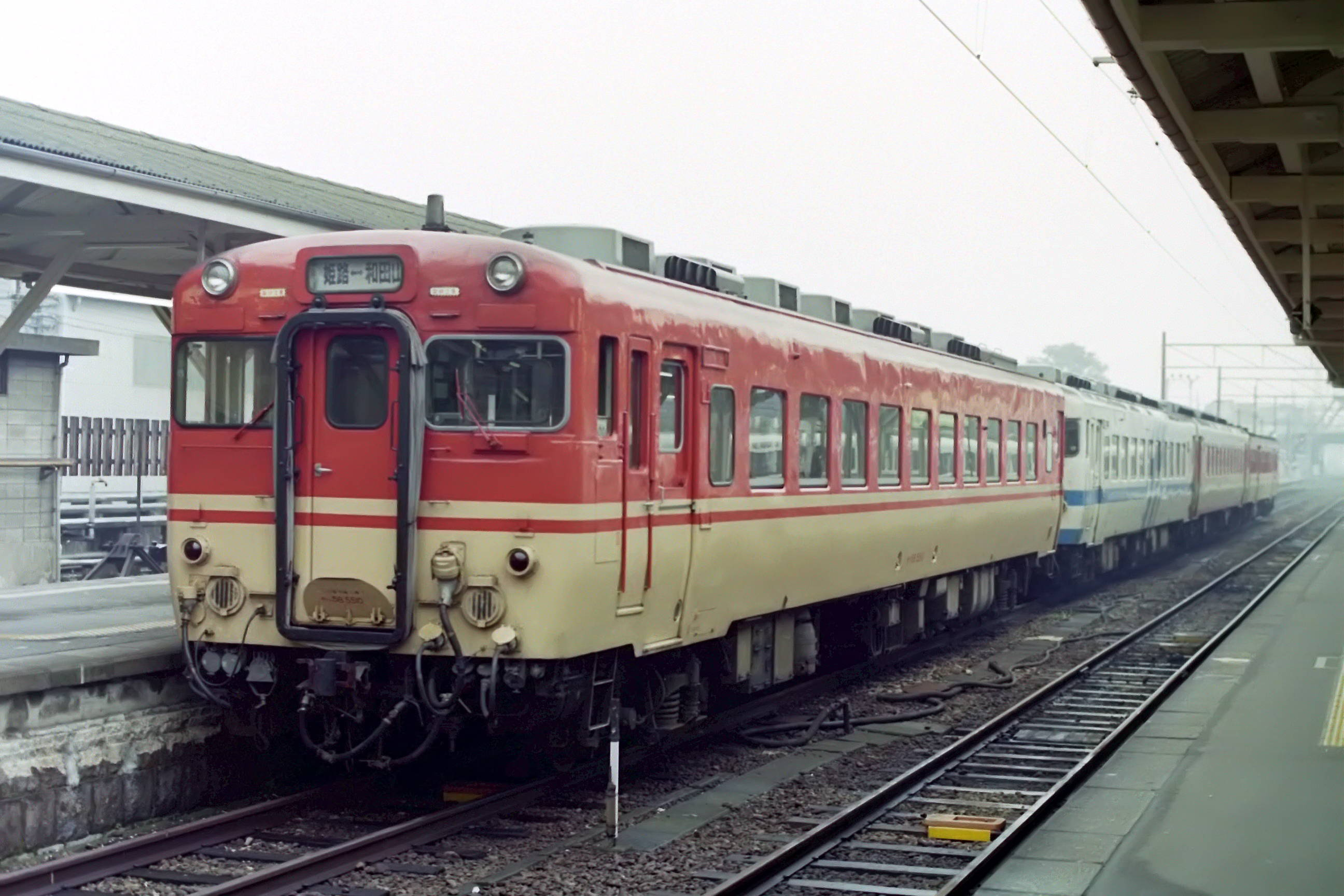
キハ58 5510

1991年の七尾線電化で同線のキハ58系が余剰となり、1992年3月改正での播但線客車列車全廃に伴う置き換えに転用された。播但線や姫新線のローカル列車への転用では通勤輸送を考慮してロングシート化改造がなされることになり、1991 - 1992年にキハ58形5500番台・キハ28形5500番台が登場した。床材張り替え、吊り手増設なども併せて行われた。改造施工は、鷹取・松任の両工場。
全車姫路鉄道部に配置されたが、1999年に全車廃車となり廃区分番台となった。廃車後31両中20両がタイに譲渡されている。
- キハ58 200・264・289・311・401・407・408・428 - 430・433・538・559・679・682・751→キハ58 5501 - 5516
- キハ28 2048・2068・2085・2088・2091・2096・2128・2163・2166・2169・2177・2317・2322・2327・2331→キハ28 5501 - 5515

#### キハ58形7200番台（「丹後」「砂丘」用）
| キハ58 7202「丹後」充当車  |  | キハ58 7211「砂丘」充当車  |
| キハ58 7202 「丹後」充当車 |  | キハ58 7211 「砂丘」充当車 |

急行「丹後」「砂丘」のサービスアップとイメージ向上のため、アコモデーション改造と延命工事を施工したキハ58形7200番台が1991 - 1992年度に登場した。エンジンは従来のDMH17H、台車は従来のDT22/TR51系金属ばね台車のままで、最高速度も従来と変わらず95 km/h（「砂丘」充当車は85 km/h）である。後藤工場で施工された。
- 座席を0系新幹線廃車発生品のリクライニングシートへ交換。
- トイレ・洗面所をリニューアル。
- 「砂丘」充当車のみ塗装を白と水色系統へ変更。

本番台区分は該当列車廃止と老朽化のため2005年までに全車が廃車となった。
- キハ58 78・690・467・696・259・451・553・625・638・668・669・749→キハ58 7201 - 7212

#### キハ58形7300番台（「エーデル北近畿」用）
1991年に特急「エーデル北近畿」用の予備車として後藤工場で改造。特急用車両であるが、エンジンは従来のDMH17H、台車は従来のDT22/TR51系金属ばね台車のままで、最高速度も従来と変わらず95 km/hである。福知山運転所に配置されたが、後に豊岡鉄道部に転属。2000年に廃車となった。
- キハ58 686→キハ58 7301

### JR四国の改造車
国鉄四国総局時代からアコモデーション改善は行われていたが、分割民営化後も急行運用に投入される車両は、1988年から塗装のJR四国色への変更や床材・仕切り扉・壁板・網棚の交換、またキハ28 5000・5200番台を除き座席のバケットシート化が施工された。このほかキハ58形の一部車両は、キハ181系のリクライニングシート化で発生した回転クロスシートに交換するグレードアップ化が施工され定員60名に変更となった。

### JR九州の改造車
急行用車両は座席のリクライニングシート化と床板張替、普通列車用車両は客室近郊化工事の施工が行われたが、改番を伴う改造は7000・8000番台に区分された後述するジョイフルトレインのみである。このほかキハ58形2両が「ゆふいんの森（I世）」用キハ71系の中間車キハ70形に台車・機器のみ流用する改造が1989年・1990年に施工された。
- キハ58 490・436→キハ70 1・2

## ジョイフルトレイン・観光列車への改造
本系列は乗務員や検修員にも扱いに習熟した者が多く、また1980年代までに多くの車両が冷房を搭載していた。しかも気動車で運用区間や編成長の制約が少なく団体専用列車用に特化させる改造には適した車両であった。この特性を活かし国鉄末期から本系列改造による団体専用車両が各地で出現し始めた。サロン風内装やお座敷客室などを備えた本系列改造のジョイフルトレインが民営化後のJR各社で多数登場し、増収策として様々な形態で運行された。
しかし旅行スタイルの変化や景気の悪化に加え、国鉄民営化の1987年時点で最終製造車でも落成後18年が経過していた本系列は、全体の経年が高くなったことやジョイフルトレインへの改造対象車も本系列より経年の新しいキハ40系へ移行したことから、1990年代後半以降は多くの車両が老朽廃車となった。本系列ではJR東日本盛岡支社の「Kenji」が2018年9月に廃車となり、2019年時点でJRグループに本系列として在籍する車両は存在しない。
ジョイフルトレインに改造された車両の一部は、形式がキハ56・キハ58→キロ59・キハ59・キハ27・キハ28形→キロ29・キハ29となったほか、このグループでは広義の本系列で唯一の付随車となるキサロ59が落成した。なおキサロ59は12系客車からの編入車である。

### 東日本地区のジョイフルトレイン

#### 「こまち」→「おばこ」

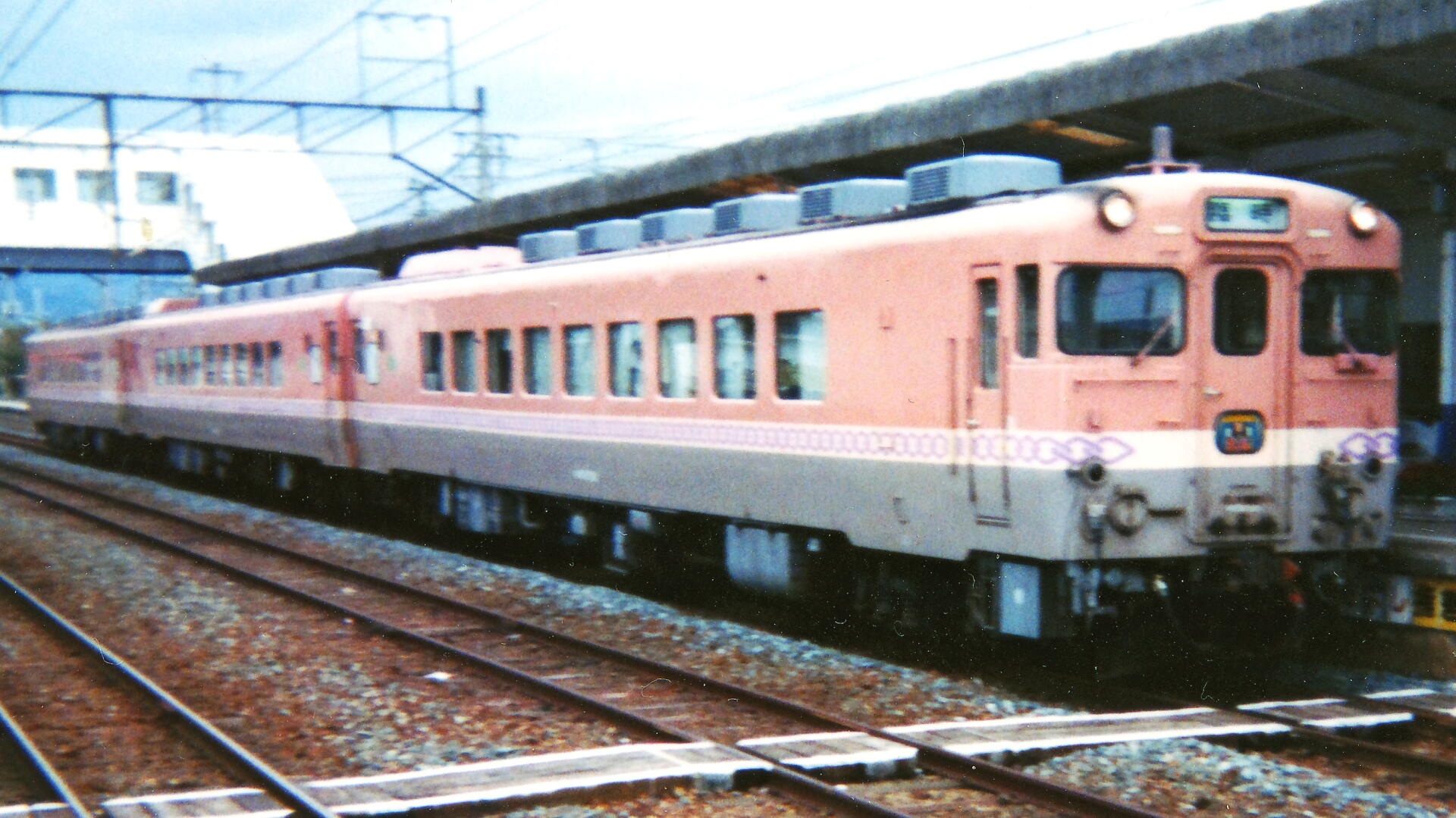
「こまち」

東北地区の観光地や温泉地へ向かう需要に対応したお座敷気動車として、国鉄時代の秋田鉄道管理局向けに1984年に改造された。JR東日本への継承後は秋田支社の所属となった。1997年に「こまち」の愛称を秋田新幹線に譲るために「おばこ」に改称。2001年に普通車化。2004年から休車となり2006年に廃車。
- キハ58 622+キハ28 2389+キハ58 759→キロ59 501+キロ29 501+キロ59 502→キハ59 501+キハ29 501+キハ59 502

#### 「エレガンスアッキー」

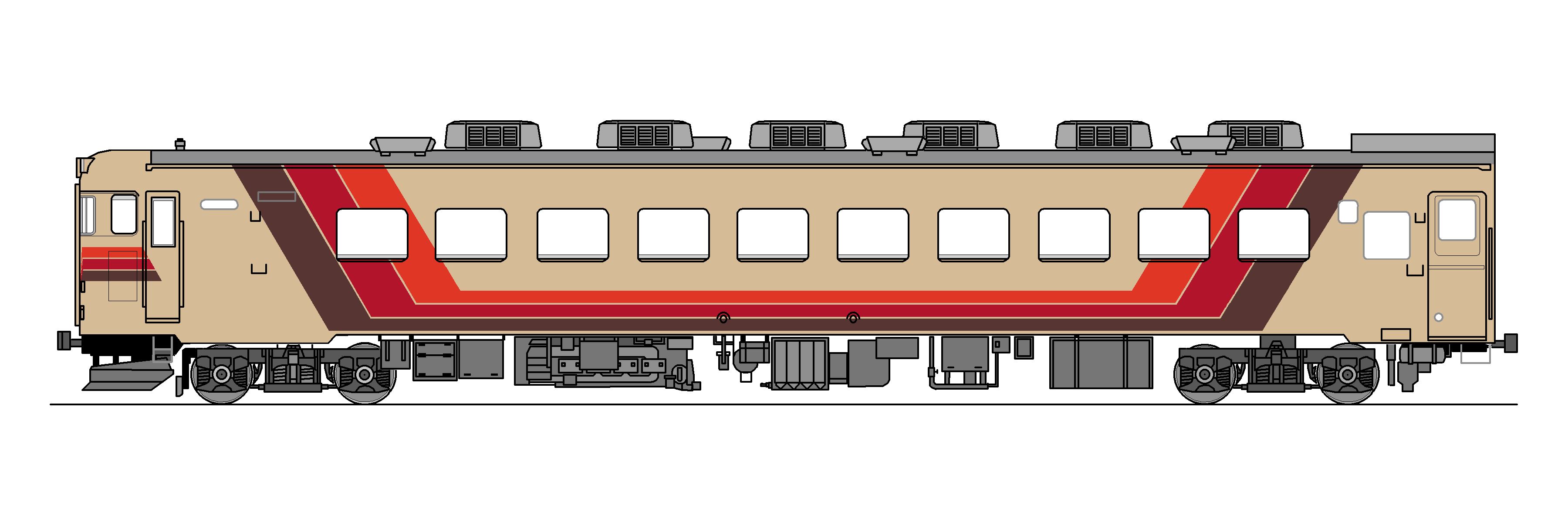
「エレガンスアッキー」塗装

秋田鉄道管理局のお座敷気動車が好評であったため、若年層向けの洋式気動車として1985年に改造された。「おばこ」と共に国鉄時代の秋田鉄道管理局→JR東日本秋田支社に所属した。1997年廃車。
- キハ58 1517+キハ28 2408+キハ58 1532→キロ59 503+キロ29 502+キロ59 504

#### カーペット車（新潟地区）
新潟鉄道管理局（後のJR東日本新潟支社）向けのカーペット気動車（愛称名なし）として、1985年にキハ58形3両とキハ28形1両が改造された。
- キハ58 120・446・1021 キハ28 2032

#### 「サロンエクスプレスアルカディア」

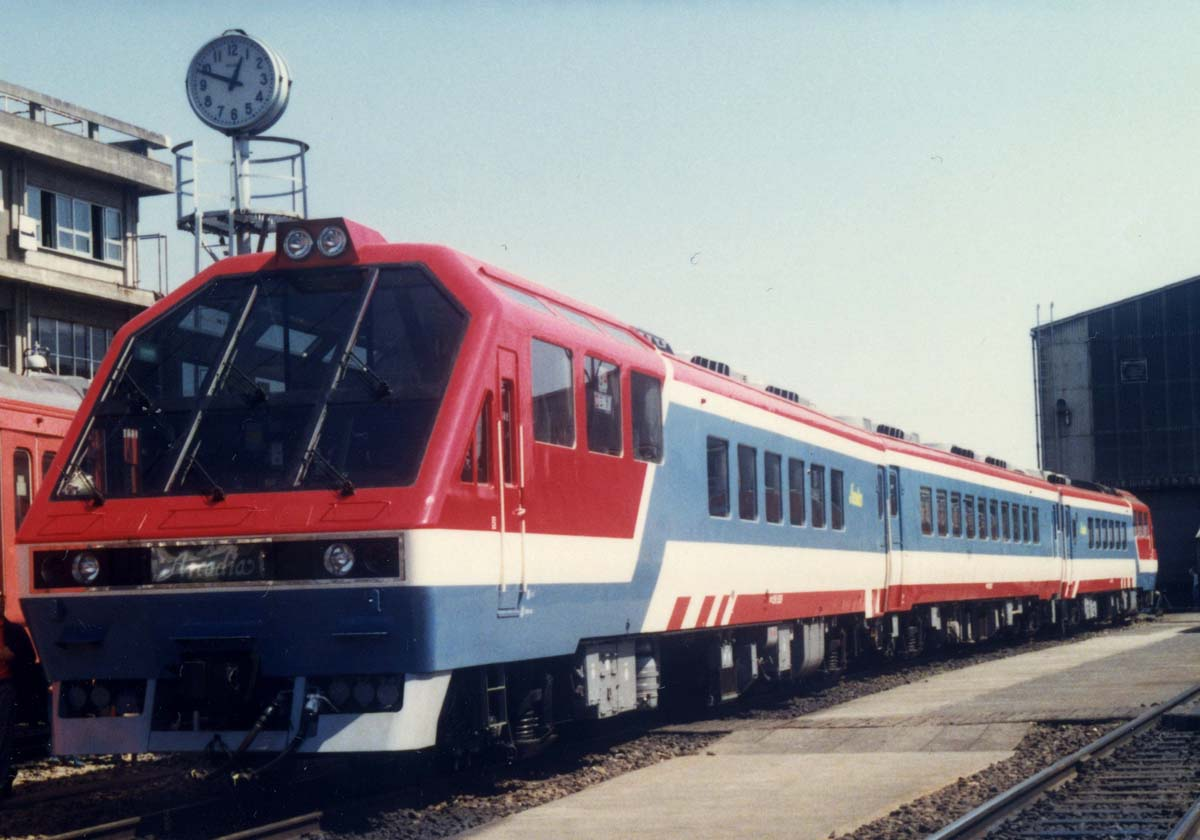
「サロンエクスプレスアルカディア」

国鉄分割民営化前の1987年に改造された新潟地区向け欧風気動車で、キロ59形2両とキロ29形1両の3両が登場した。キロ59形の前面は北海道向けの「リゾートエクスプレス」に準じたスタイルの展望室が設置された。改造は新津車両所（→新津車両製作所→現・総合車両製作所新津事業所）で新潟支社所有。
1988年に上越線走行中にキロ59 508が排気管の過熱による出火から全焼となり廃車。残った2両は休車となったのちに、後述の「Kenji」へ再改造された。
- キハ58 626+キハ28 2010+キハ58 650→キロ59 508+キロ29 505+キロ59 509

#### 「エーデルワイス」
盛岡地区向けの欧風気動車として、1988年にキハ58形2両とキハ28形1両が改造された。土崎工場（現・秋田総合車両センター）が改造施工。盛岡支社が所有していたが2002年に廃車。
- キハ58 619+キハ28 2509+キハ58 744

#### 「グラシア」→「こがね」

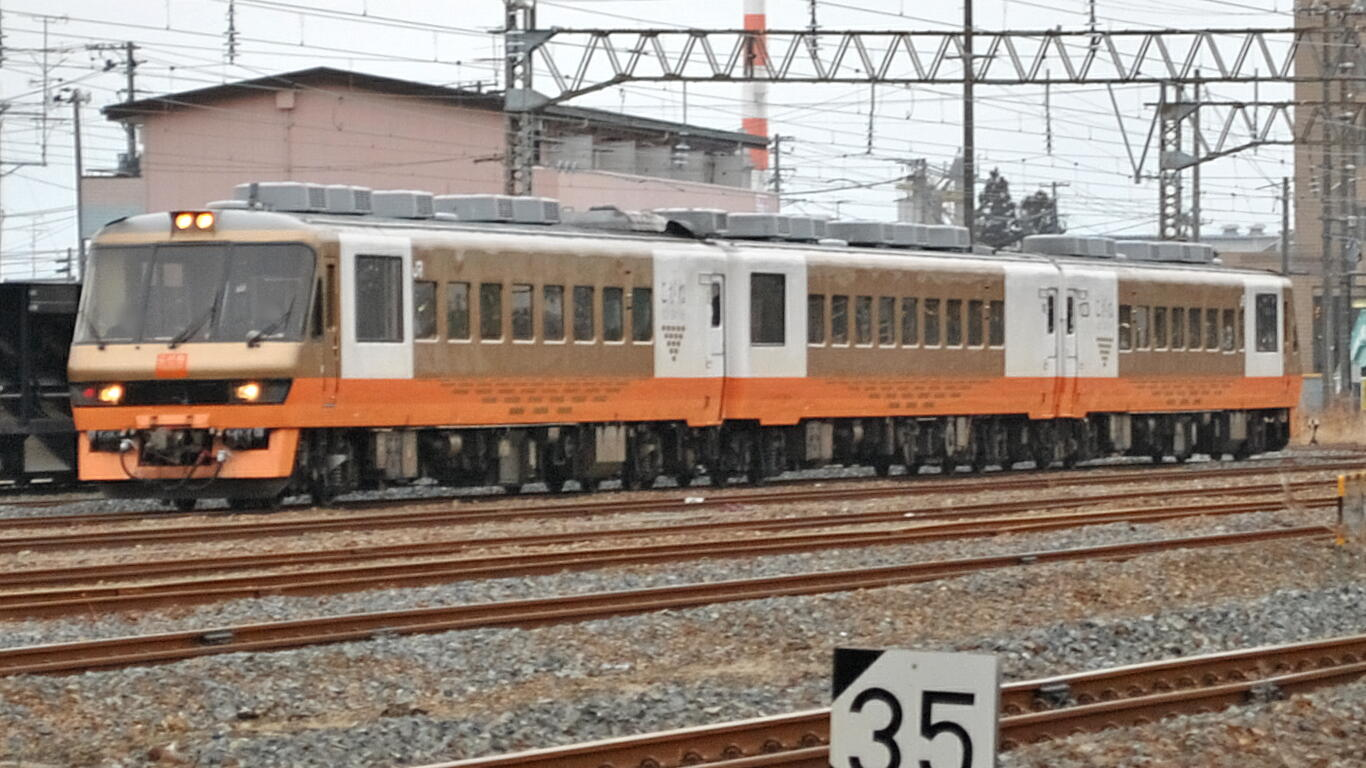
こがね

仙台地区向けの欧風気動車で、1989年にキロ59形2両とキロ29形1両が「グラシア」として登場した。仙台支社所有、郡山工場（現・郡山総合車両センター）で改造。2000年に普通車に車種変更されたのち2003年に「こがね」にリニューアル改造。老朽化により2010年12月26日で運用離脱。その後フィリピンへ輸出。
- キハ58 1038+キハ28 2505+キハ58 1039→キロ59 510+キロ29 506+キロ59 511→キハ59 510+キハ29 506+キハ59 511

#### 「Kenji」

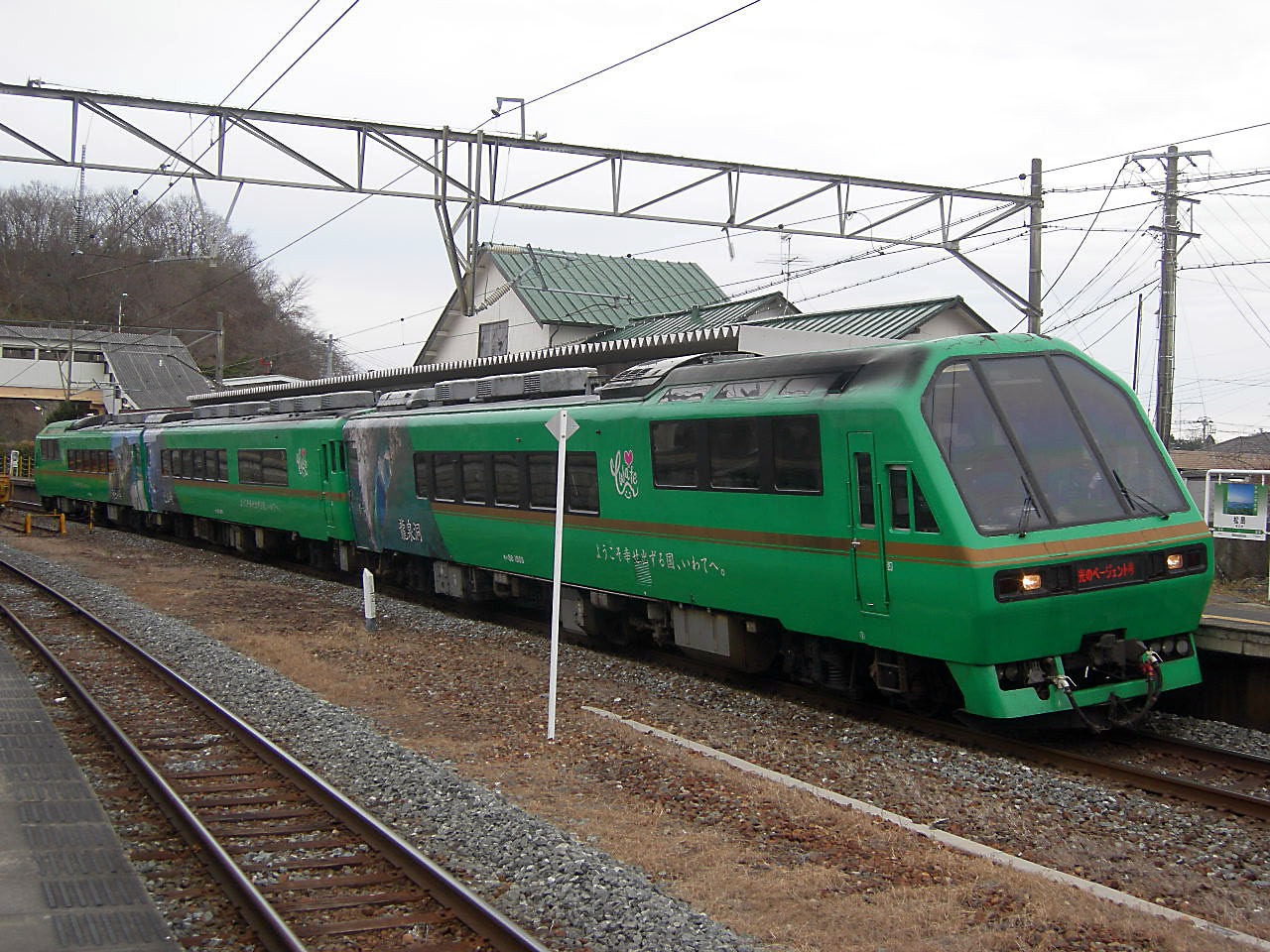
「Kenji」

1992年の三陸・海の博覧会開催に伴う観客輸送列車用として、1992年にキハ58形2両とキハ28形1両が改造された。キロ59 508の全焼廃車に伴って休車となっていたキロ29 505+キロ59 509を盛岡支社に転属させ不足となる先頭車のキハ58 1505を含めて1992年に土崎工場で改造。同時に普通車化も行われたためにキロ29 505+キロ59 509は元番号に復帰。
博覧会期間中は「三陸マリンライナー」として運行され、終了後は「Kenji」として団体列車や臨時列車で運用された。2011年にJR西日本のキハ58系が運用を終了してからはJRグループでキハ58系として営業運転する最後の車両となっていたが、2018年9月8日の団体臨時列車を以て運行を終了し、同年9月26日付で廃車された。
- キハ58 1505+キロ29 505+キロ59 509→キハ58 1505+キハ28 2010+キハ58 650

### 西日本地区のジョイフルトレイン

#### 「ふれあいSUN-IN」

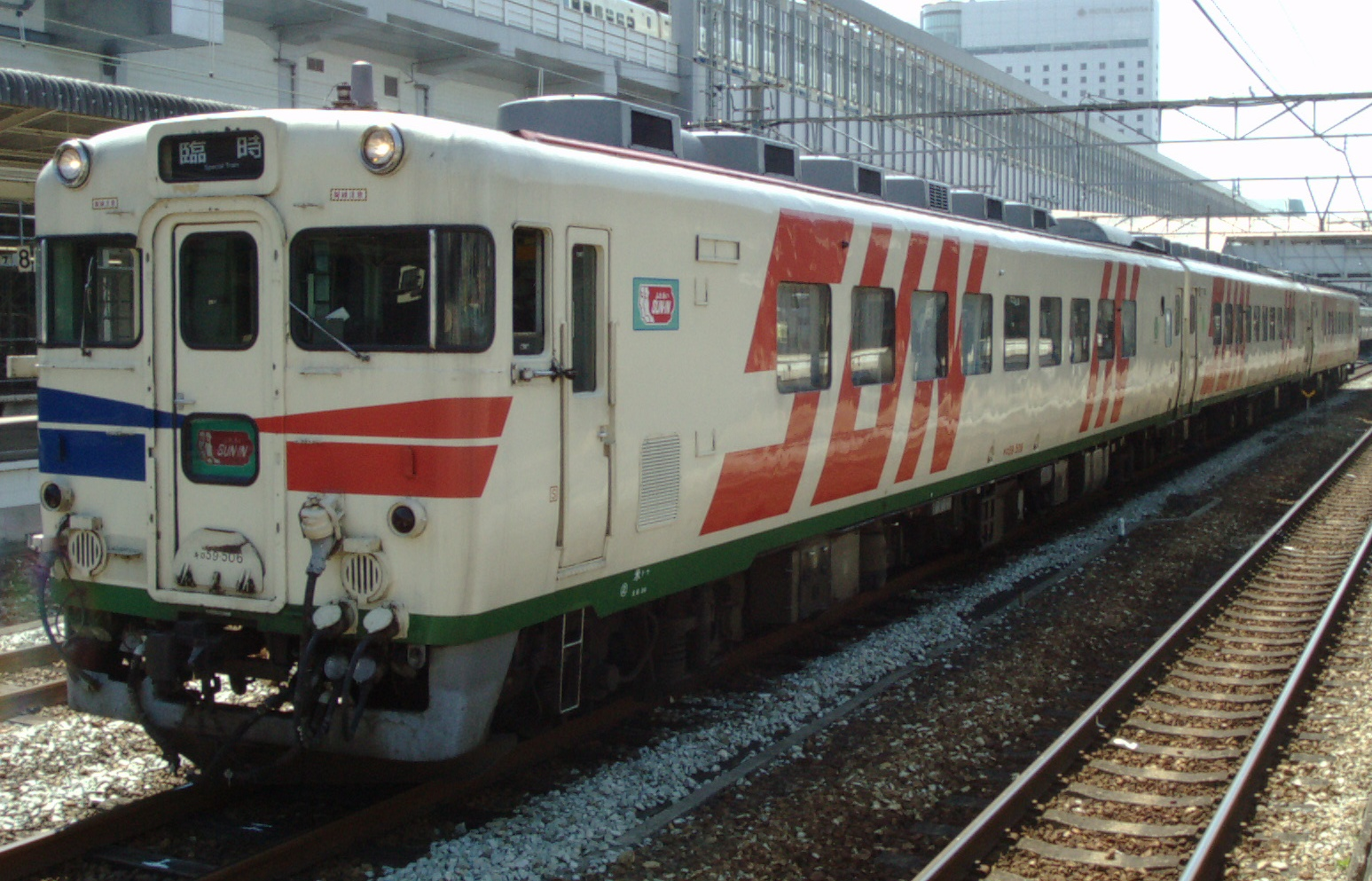
「ふれあいSUN-IN」

米子地区向けのお座敷気動車で、1985年度にキロ59形2両とキロ29形1両が登場した。
- キハ58 1123+キハ28 3006+キハ58 1126→キロ59 505+キロ29 503+キロ59 506

#### 「ふれあいパル」

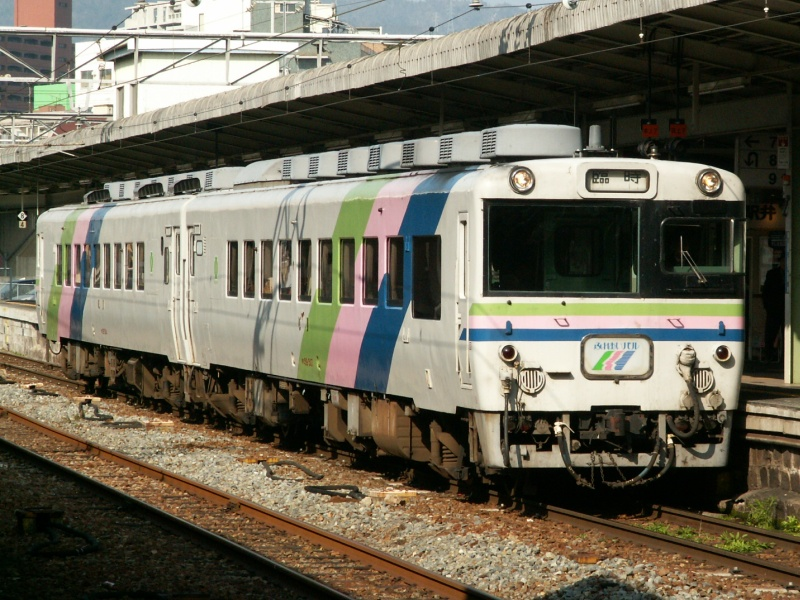
ふれあいパル

小口団体への対応と入線路線の機動性を考慮した2両編成のお座敷気動車で、1985年度にキロ59形・キロ29形各1両が登場した。前面は非貫通となり、助士席から旧貫通路部分にかけて大型窓が設置された。
- キハ58 1134+キハ28 2431→キロ59 507+キロ29 504

#### 「ほのぼのSUN-IN」

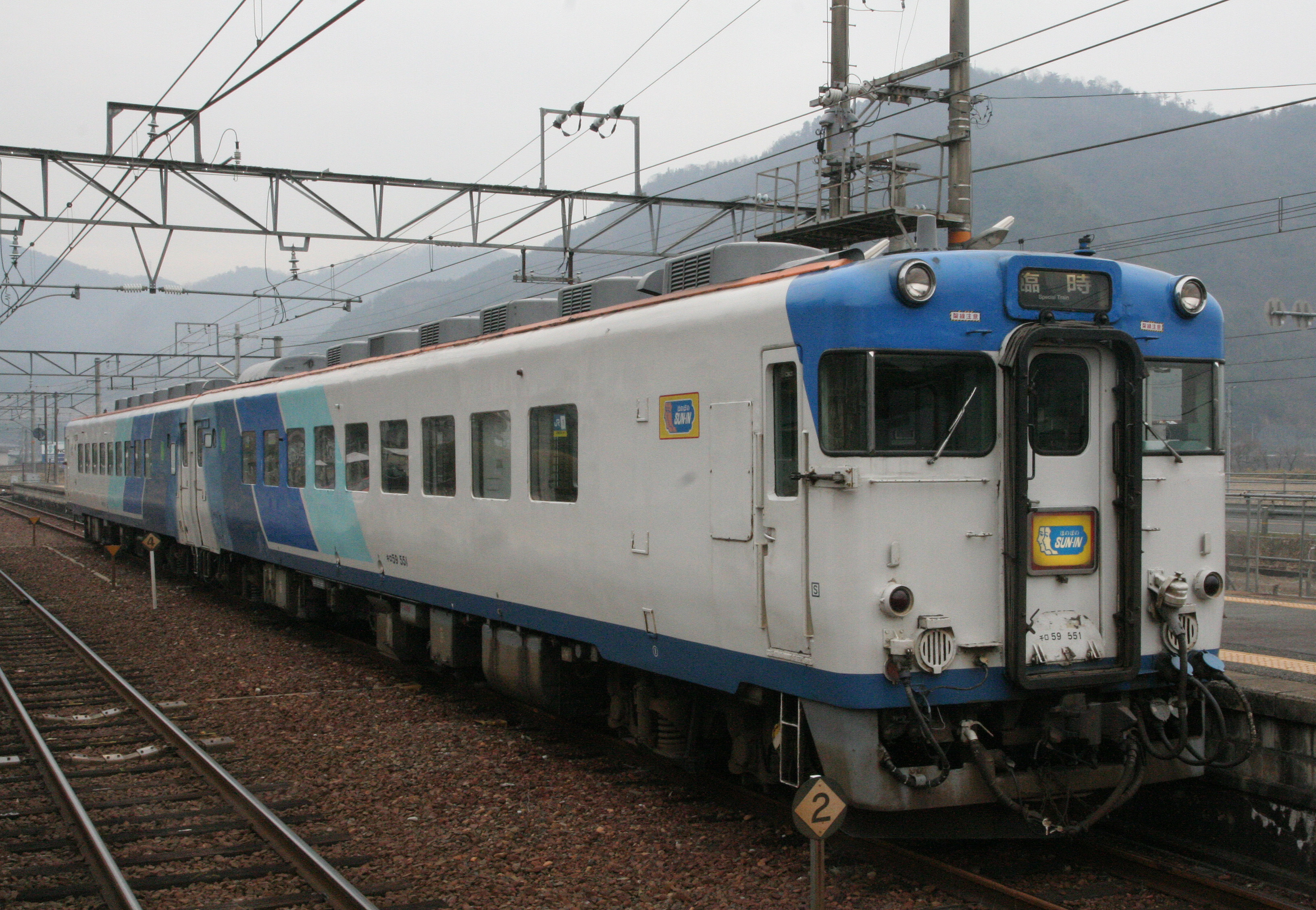
「ほのぼのSUN-IN」

米子地区におけるお座敷車の増備車で、キロ59 551・キロ29 551の2両が1987年度に登場した。車内は運転台寄りの車端部が洋室、それ以外が畳敷きの和室となっている。
- キハ58 1129+キハ28 2453→キロ59 551+キロ29 551

#### 「ゴールデンエクスプレスアストル」
1986年度にキハ65系を改造した「ゆぅトピア」は休日は特急「ゆぅトピア和倉」に使用されており、休日にも団体臨時列車を運行可能なよう車両を増備することになった。「ゆぅトピア」ベースとした新たな団体用車両として1987年度に登場したのが「ゴールデンエクスプレスアストル」で、先頭車2両がキハ65形からキロ65形に、中間車1両はキハ28形からキロ28形に改造された。
1997年のリニューアル工事の際、キロ29 552が老朽化のためキロ29 554が代替として改造された。また両端のキロ65 551+1551は485系電車との併結運転が可能であるが、キロ29は最高速度が95 km/hに制限されるため増結した際に併結運転は不可となる。
- キハ28 2049→キロ29 552（1987年改造→1997年廃車）
- キロ28 2511→キロ29 554（1997年改造→2006年廃車）

#### 「リゾートサルーン・フェスタ」

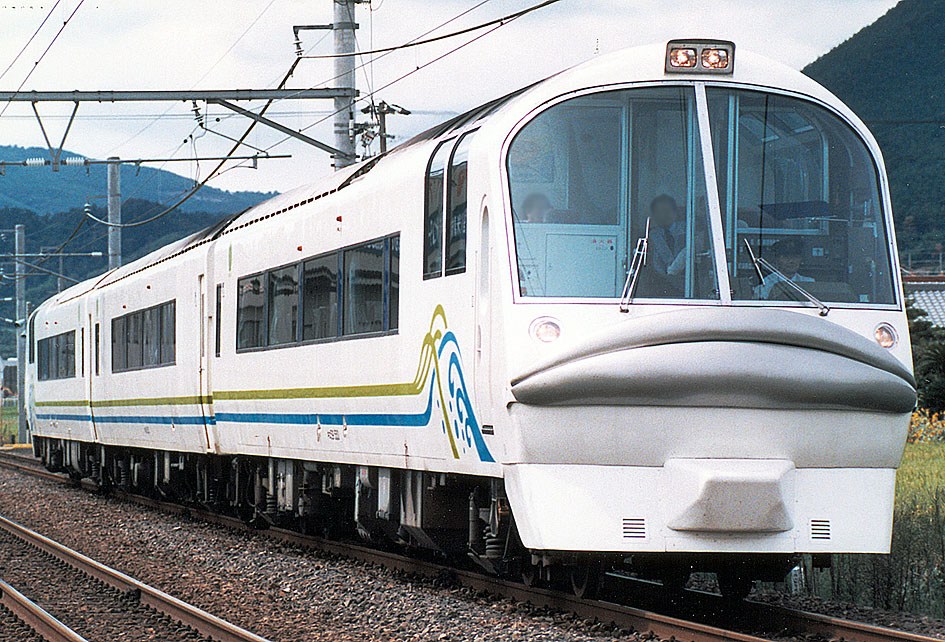
「リゾートサルーン・フェスタ」

広島支社向けの欧風気動車として、キロ59 552・553、キロ29 553が1988年度に登場した。前面は魚の顔をイメージした独特なデザインで、開閉可能な唇の中にLEDディスプレイとスピーカーが設置されていた。
- キハ58 295+キハ28 2056+キハ58 135→キロ59 552+キロ29 553+キロ59 553

#### 「ビバ・ウエスト」
山口県を拠点とするイベント用気動車として、1989年度にキハ59・キハ29 501の2両が登場した。前面はスマートなイメージとスピード感をもたせた傾斜を持つ非貫通型で、側面は連続窓風に見える構造とされた。
- キハ58 176+キハ28 2132→キハ59 501+キハ29 501

#### 「セイシェル」

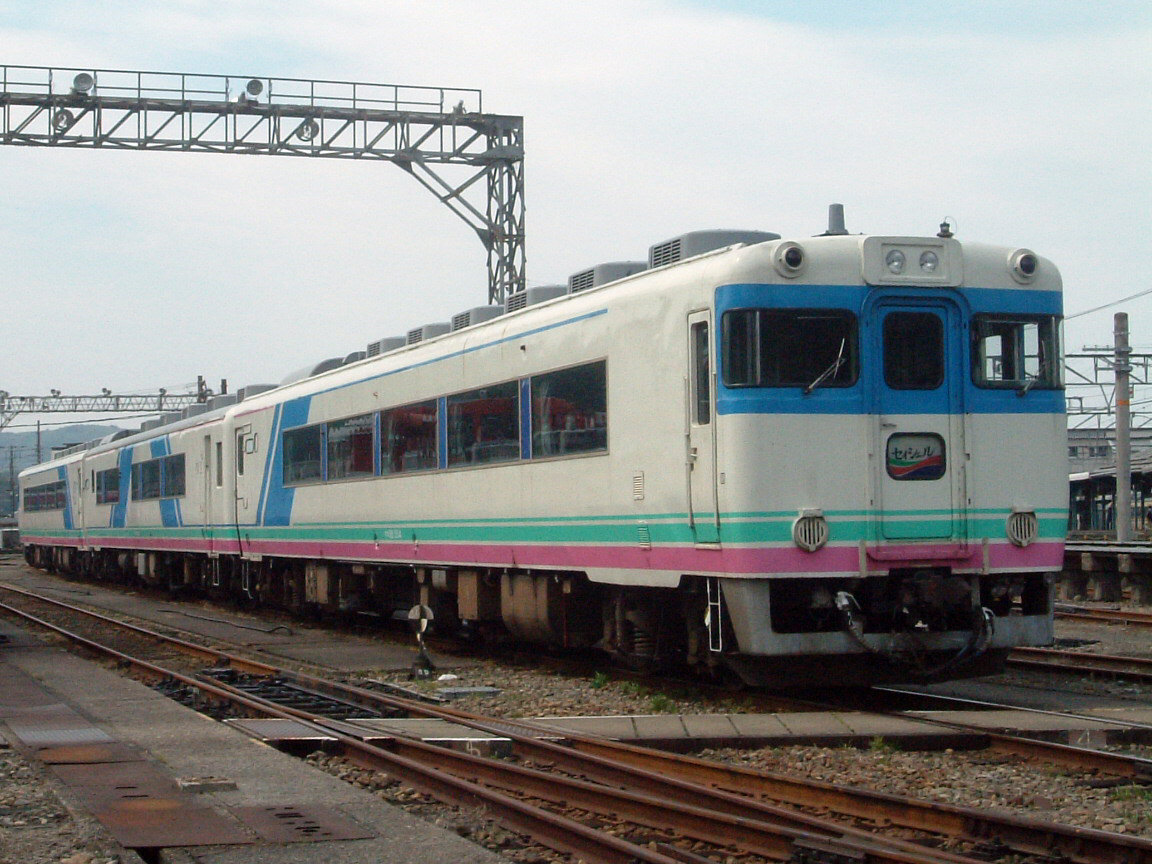
「セイシェル」

福知山地区の12系団体用改造車スハフ12 701「いこい」の客車列車併結を解消するため、1989年度にキハ58系2両とスハフ12 701を種車に改造された。先頭車はキハ58形改造のキロ59形、中間車は12系スハフ12形改造のキサロ59形である。
- キハ58 1111+（スハフ12 5→スハフ12 701）+キハ58 1119→キロ59 554+キサロ59 501+キロ59 555

### 四国地区のジョイフルトレイン

#### 「旅立ち」

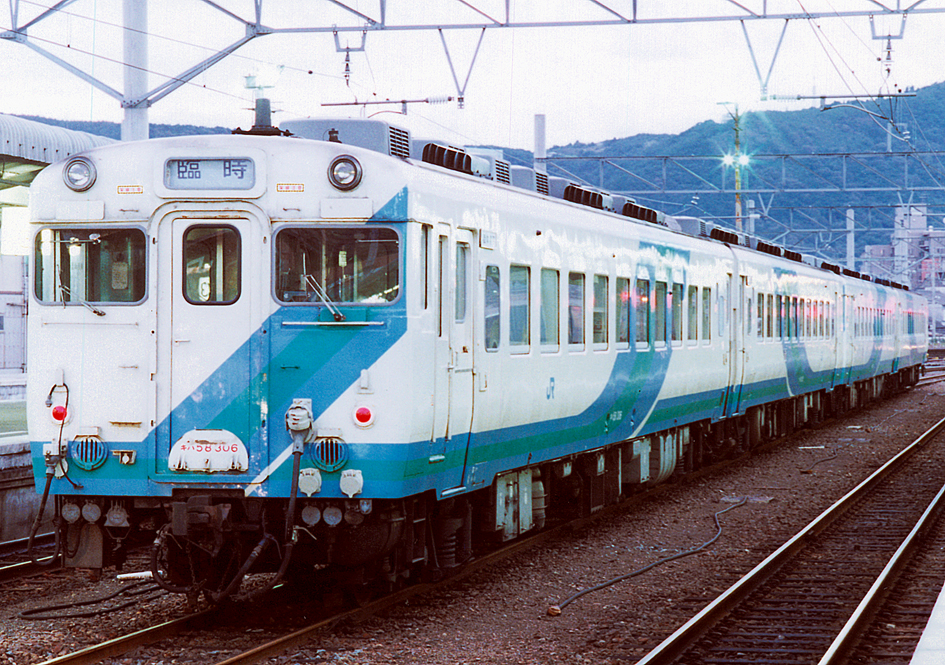
「旅立ち」

瀬戸大橋開通に合わせて修学旅行列車などの団体列車用として1988年に改造された。白地にJR四国のコーポレートカラーであるブルーとグリーンの帯が入ったデザインを採用した。
車内は床材・仕切り扉・壁板・網棚を交換、座席は折りたたみ式の大型テーブルを備えたバケットタイプのクロスシートに更新された。定員は84名だが、キハ58 306は自動車電話付きの添乗員室を設置したため76名とされた。
- キハ58 305・306 キハ28 2153・2432

#### 「レインボー」

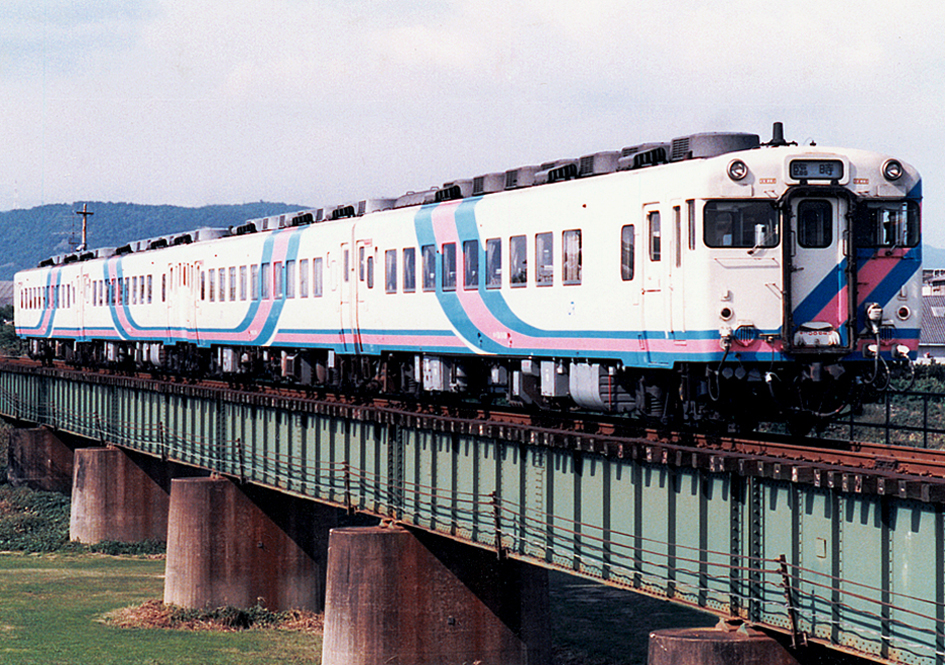
「レインボー」

前述の「旅立ち」と同時期の1988年改造であるが、こちらは一般団体用気動車としての改造。白地にJR四国のコーポレートカラーであるブルーとピンクの帯が入ったデザインを採用した。
車内は床材・仕切り扉・壁板・網棚のほか、座席をテーブル付リクライニングシート交換。各車にディスプレイモニターを含むカラオケ装置とラウンジを設置したため定員は52名に変更された。また、ディスプレイモニターを設置したために側窓が1箇所埋められた。
「旅立ち」を含めて計画当初から本州方面への団体・臨時列車運用が考慮されていたため、当時のJR四国に所属する特急形を除いた気動車で唯一本州地区対応の列車無線機が搭載された。
- キハ58 464・649 キハ28 2490・2491

#### サイクル列車
1999年7月 - 8月に予土線で運転された「サイクル列車」運転用に改造。側面に自転車のイラストを描き、車内は座席を撤去して自転車固定用金具を設置。乗客は併結したキハ32形に乗車した。
- キハ58 770

### 九州地区のジョイフルトレイン

#### 「らくだ」
南九州の団体客の誘客を図るため、1983年度から1986年度にかけてアコモデーション改造されたキハ58形・キハ28形3両の6両が登場した。座席は特急用電車の発生品である回転クロスシートとなり、カラオケ機器など団体向け設備が追加されている。
- キハ58 140+キハ28 2436（1983年改造）
- キハ58 190+キハ28 2420（1984年改造）
- キハ58 1131+キハ28 3015（1986年改造）

#### 「吉四六」→「ジョイフルトレイン大分」

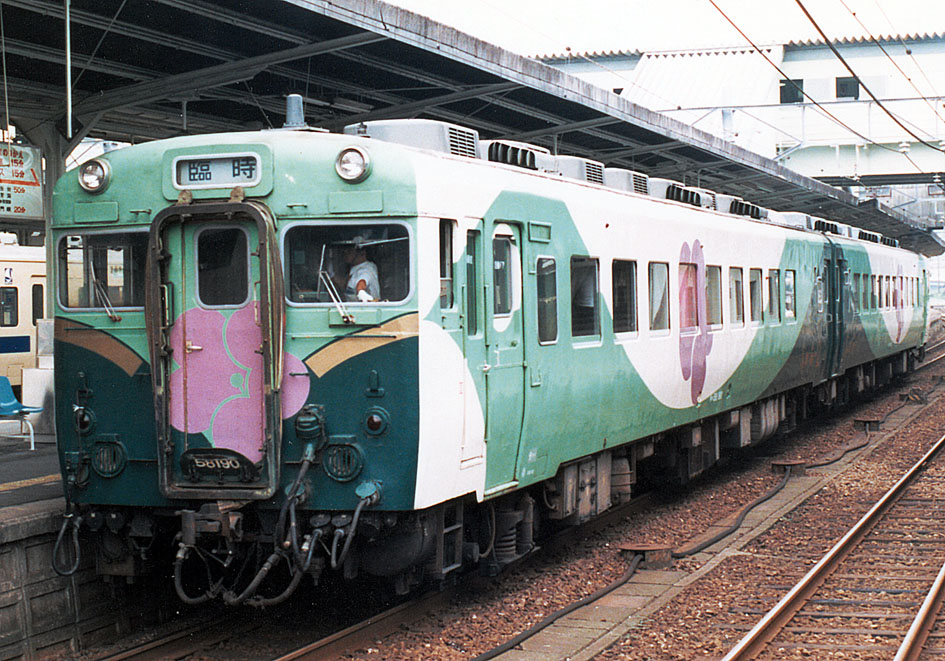
「吉四六」

大分地区向けのイベント車両として、1985年度にキハ28 2487とキハ58 190の2両が「吉四六」（きっちょむ）に改造された。キハ58 190は「らくだ」からの再改造である。車内はキハ58形が総畳敷きで、キハ28形は運転台側半室がキロ28形廃車発生品のリクライニングシート、後方半室が畳敷きとなった。
- キハ58 190+キハ28 2487

#### 「サウンドエクスプレスひのくに」
熊本地区の団体用車両として、1986年にキハ28形1両・キハ58形2両・キハ65形1両が改造された。座席はキロ28形発生品のリクライニングシートへ変更され、カラオケやオーディオ装置も設けられた。1994年までに「ハウステンボスシャトル」・「シーサイドライナー」へ再改造された。
- キハ58 700・701・キハ28 2485・（キハ65 61）

#### 「ゆ〜とぴあ」

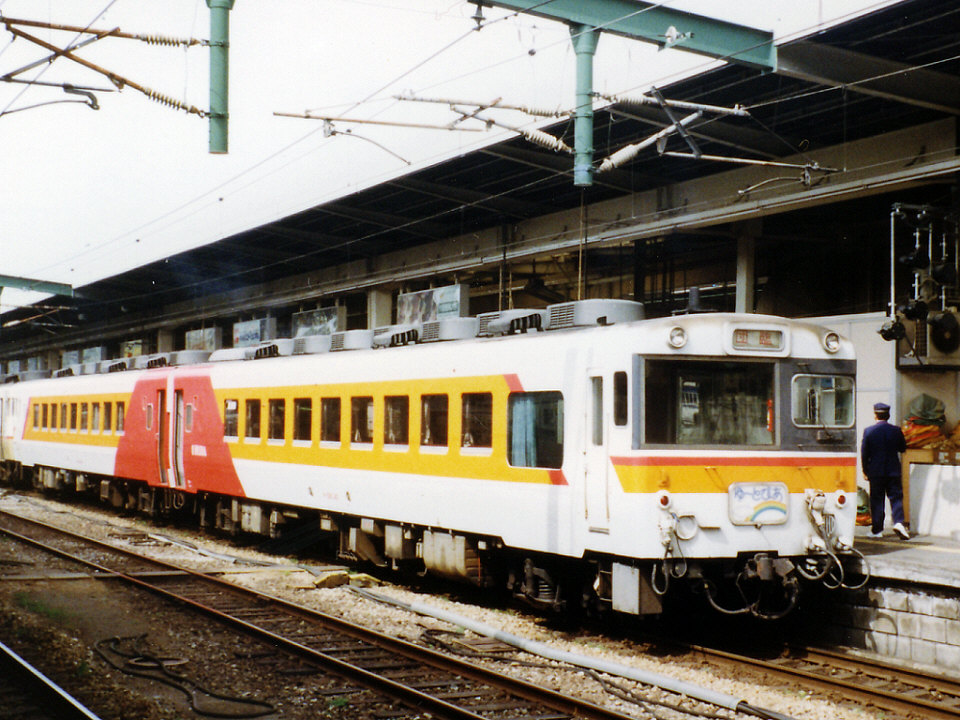
「ゆ〜とぴあ」

団体輸送のグレードアップを図るため、1987年に「らくだ」第1編成を再改造して「ゆ〜とぴあ」が登場した。前面は広島地区の「ふれあいパル」に類似した大型の助士席窓が設置され、側面は運転台直後の客用扉が撤去されて助士席側に大型窓が、運転台側にオーディオ機器が設置された。
- キハ58 140+キハ28 2436

#### 「Bun-Bun」
九州地区の小規模団体輸送向けのお座敷車として、1986年度にキハ58・28 8001の2両が登場した。車内は掘りごたつを配置し、側窓には横引きの障子が設けられた。
- キハ58 689+キハ28 2489→キハ58 8001+キハ28 8001

#### 「サルーンエクスプレス」
熊本地区の観光列車用として、キハ58形1両とキハ65形1両が1987年度に改造された。前面は貫通幌枠を撤去して幌取付部を車体と同一平面とし、貫通扉にヘッドマークを設置した。側面窓は固定窓とし、車内は座席部の床面を200 mm嵩上げして1人掛けと2人掛けのクロスシートを配置した。
- キハ58 1141+（キハ65 502）→キハ58 7001+（キハ65 7001）

#### 「ジョイフルトレイン長崎」
長崎地区のイベント列車用として、1988年度にキハ58・65 7002が登場した。車内は運転台側半室がロビー室、後方半室が一般席となっている。
後に熊本地区へ転属して「ジョイフルトレイン熊本」となった。
- キハ58 298+（キハ65 12）→キハ58 7002+（キハ65 7002）

#### 「アクアエクスプレス」
| 「アクアエクスプレス」キハ58 7004（先頭車）  |  | 「アクアエクスプレス」キハ58 7003（中間車）  |
| 「アクアエクスプレス」 キハ58 7004（先頭車） |  | 「アクアエクスプレス」 キハ58 7003（中間車） |

沿線に海の中道などの観光地がある香椎線の需要拡大とイメージアップのため、1988年度にキハ58 7003・7004およびキハ28 7001が登場した。前面はキハ58 7004とキハ28 7001は後退角の付いた非貫通構造に改造されたが、キハ58 7003は従来車と同様である。側窓は固定窓となり、曲面ガラスによるサンルーフも設けられた。
- キハ28 2445+キハ58 702+キハ58 723→キハ28 7001+キハ58 7003+キハ58 7004

#### 「ふれあいGO」

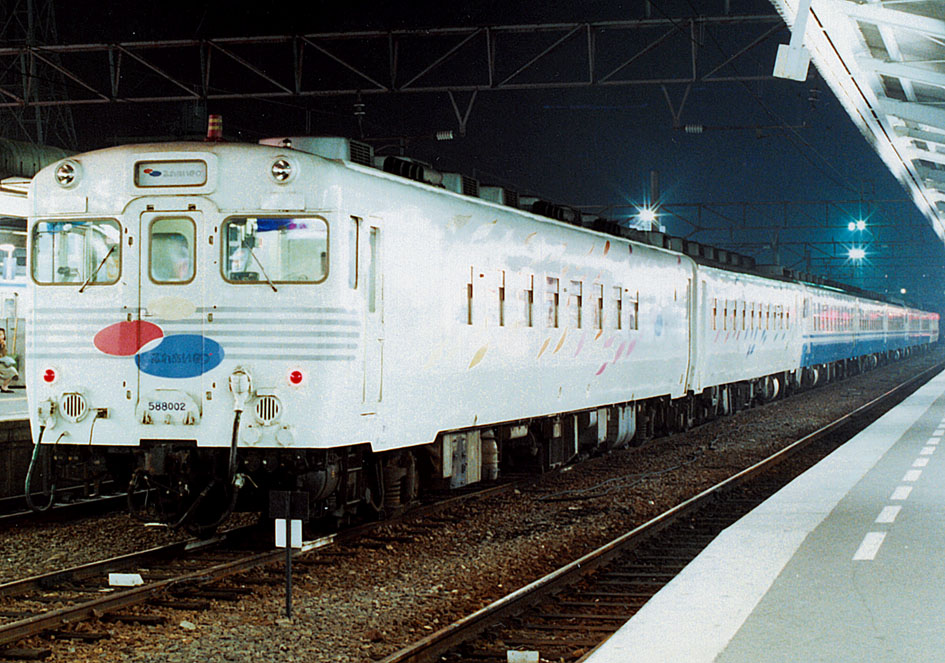
「ふれあいGO」

北九州地区向けの和式気動車として、1988年度にキハ58 8002とキハ65 8001が登場した。車内は和洋折衷となり、床は絨毯敷きで窓には横引き障子が入れられた。
- キハ58 57+（キハ65 55）→キハ58 8002+（キハ65 8001）

#### 「しらぬい」
従来の和式気動車のリニューアル車として、元「ジョイフルトレイン大分」のキハ58 190と元「ゆ〜とぴあ」のキハ28 2436を1993年度に再改造して登場した。改造は畳や障子の貼り替え、トイレや洗面所のリニューアルなどである。
登場まもなくしてJR九州はジョイフルトレインの大半を廃止することになり、「しらぬい」は約10ヶ月のみの運用となった。
- キハ58 190+キハ28 2436

#### 「TORO-Q」

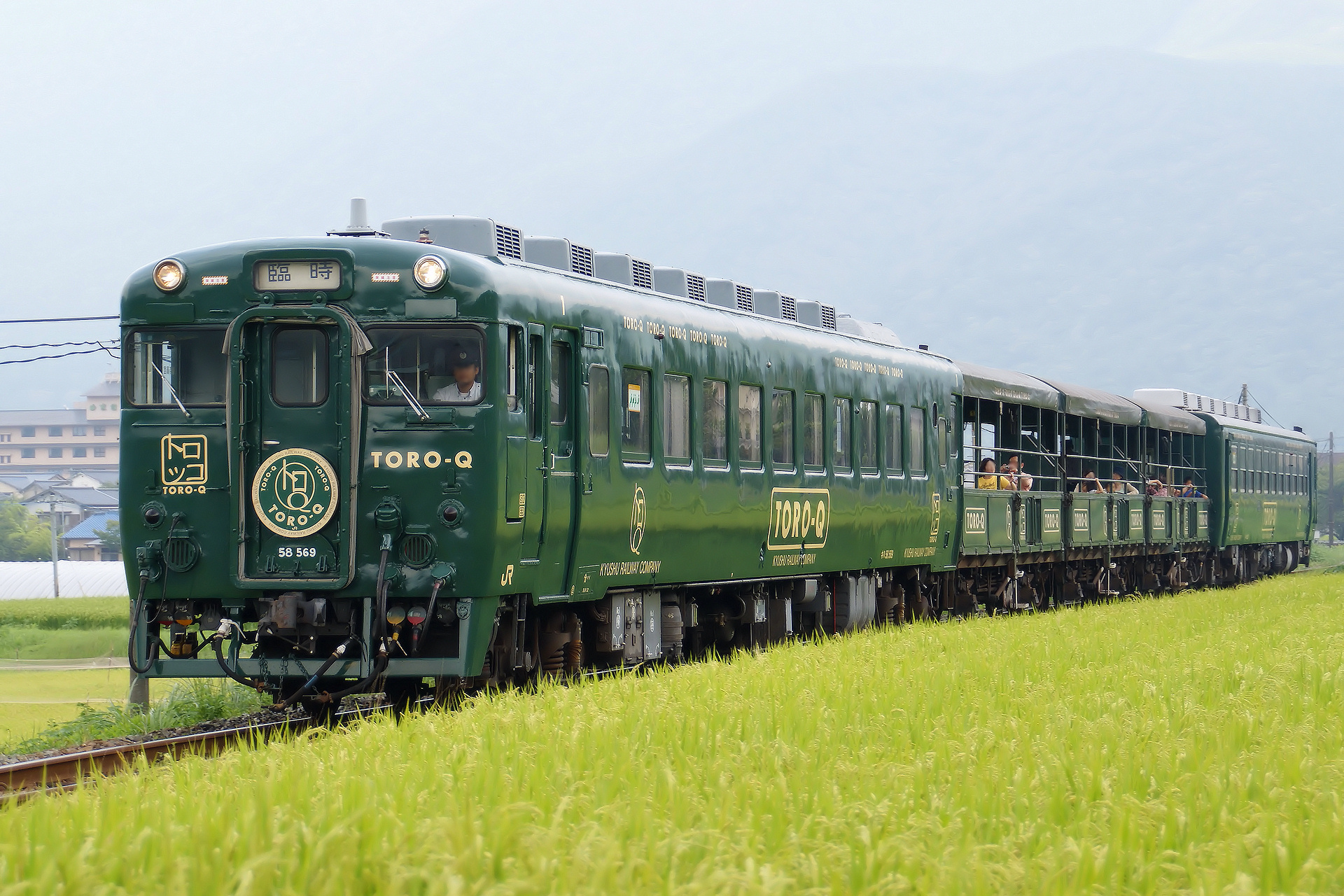
キハ58 569
「TORO-Q」色

2002年に実施された「トロッコ列車サミット」に合わせて、トラ70000形のトロッコ車3両とキハ58 569・キハ65 36が「TORO-Q」として登場した。大分鉄道事業部大分車両センターに所属し、久大本線由布院駅 - 南由布駅・大分駅間をキハ65 36ならびににトラ70000形と編成を組み運用されていたが、2009年11月29日で運行を終了した。
その後はキハ65 36と共に国鉄色へ復元し車両の検査期限切れとなる2010年8月まで主に「復活!急行列車シリーズ」などで運用され、8月29日の復活急行「ひかりファイナル」を最後に運用離脱。
運用離脱後は2010年10月23日に大分車両センターで開催された「トレインフェスタ」を皮切りに展示が続いたが、2013年6月2日に大分車両センターで実施された撮影会を最後に同月5日小倉総合車両センターへ回送され、2015年3月16日に解体された。
- キハ58 569+（トラ70000形無蓋貨車3両+キハ65 36）

#### 「あそ1962」

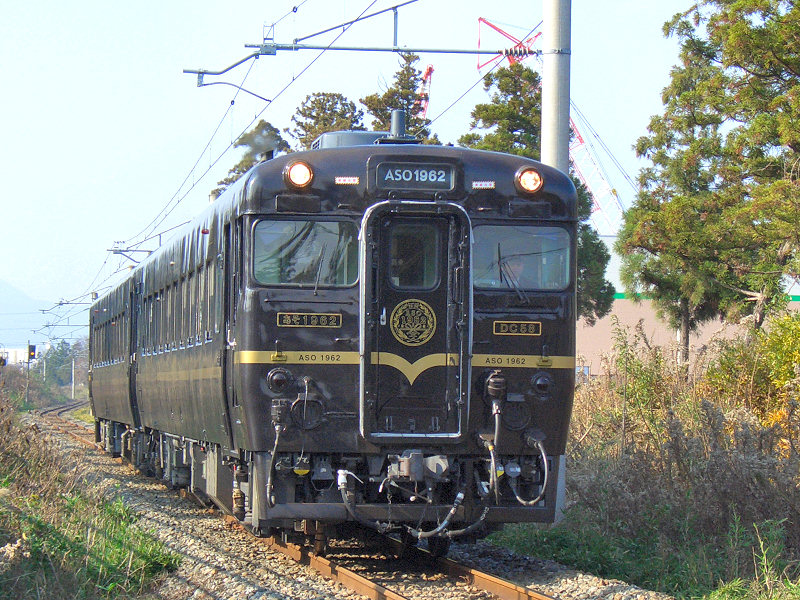
「あそ1962」

SL列車「SLあそBOY」が牽引機の8620形58654号機の老朽化により廃止されたのに伴い、阿蘇地区の新たな観光列車としてキハ58 139とキハ28 2401の2両が2005年に改造された。キハ58系としてJR九州で最後まで残ったが、2019年1月に廃車された。
- キハ58 139+キハ28 2401

## 試験

### 電車と気動車の併結運転
1964年(昭和39年)に常磐線で技術課題とされていた電車と気動車の併結運転の試験を実施された。必要な主要機器の取り付け、電車・気動車両用連結器・貫通ホロ（原文ママ）の改造を行い、451系8両とキハ28形3両（ほかに死重として2両）の編成で試験が行われた。実用上は支障なしとされたが、電車と気動車の乗務員運用や指導訓練に課題があること、車両に改造が必要となることから、併結運転の旨味は薄いとされた。
続いて1966年(昭和41年)12月に日光線の鶴田-日光の間で165系とキハ58による併結試験が行われた。クハ165とキハ58に協調運転用の改造を行い、キハ58はブレーキ変換装置を取り付けた。試験の結果、電車と気動車の協調運転は可能であると確認された。
| ← 日光鶴田 → |             |           |           |           |             |           |           |            |            |            |            |
| クハ165-8    | モハ164-804 | モハ165-4 | クハ165-9 | クハ165-6 | モハ164-803 | モハ165-3 | クハ165-7 | キハ58-459 | キハ28-491 | キハ28-494 | キハ58-441 |

| ← 日光鶴田 → |            |            |            |           |             |           |           |           |             |           |           |
| キハ58-459   | キハ28-491 | キハ28-494 | キハ58-441 | クハ165-8 | モハ164-804 | モハ165-4 | クハ165-9 | クハ165-6 | モハ164-803 | モハ165-3 | クハ165-7 |

### JR東日本の更新用エンジン比較試験
JR東日本ではDMH17系エンジンに代わる更新用エンジンを選定するため、1988年1月から11月にかけて盛岡客車区所属のキハ58形3両で機関を換装して長期試験を行った。対象はキハ58 614・277・628の3両で、キハ58 614にはカミンズ製のNTA855R1、キハ58 277には新潟鐵工所製のDMF13HZ、キハ58 628には小松製作所製のSA6D125H1がそれぞれ各車に2基搭載された。機関出力はいずれも330 PSとされた。
試験は釜石線や花輪線などで行われ、その結果からキハ58系、キハ52形などで本格的に機関換装が行われることになった。試験車3両は試験終了後に3両ともDMF13HZに揃えられている。なお、この試験期間中の1988年3月にジョイフルトレイン「サロンエクスプレスアルカディア」の火災事故が発生している。

## 沿革

### 優等列車への投入
1961年4月にキハ56系が根室本線の「狩勝」で、7月にはキハ57系が信越本線の「志賀」で、そして10月にはキハ58系が中央東線・大糸線の「アルプス」で、それぞれ急行列車として営業運転を開始した。
以後、キハ56系・キハ58系は毎年100 - 200両単位での大量増備が続けられ、導入当時から廃車までの間、静岡県を除く（ただし、新造時に沼津機関区に配置された車両もあったが、結局同所では運用に入らずごく短期間で転属した）日本各地の非電化区間の列車に多数投入された。
- 夏期に海水浴客対応のため特別ダイヤが組まれる房総地区や繁忙期となる北海道地区では、増結や臨時列車が大量増発されることから他地域からの借受車のほかに新製や転入による正式所属車が多いのも本系列の特徴である。これらの車両の多くは夏期の2 - 3か月のみ該当地区の車両基地所属でシーズン終了後に他地域へ転出した。

新製は国鉄近代化5か年計画に従い1969年度まで続き、1970年代以降も約20年間にわたって、幹線亜幹線の急行列車をはじめ、末端部での普通列車などにも幅広く運用された。しかし、幹線電化の進展と、急行列車の特急列車への格上げが進められた結果、気動車急行列車は徐々にその運用域を狭めた。本系列は1970年代の地方線区での冷房化に大きく貢献したが、1990年代に入り車内設備などが時代の潮流に取り残されつつある存在となった。最高速度は95Km/hであったが、幹線を含めた急行列車の走行する多くの線区には十分な速度であった。
- グリーン車は1970年代中期に余剰車が出始め、1975年3月10日ダイヤ改正で最初の廃車が発生した。一部は荷物車や郵便荷物合造車へと改造されたほか、四国地区では1980年10月1日のダイヤ改正で普通車指定席車両への格下げが実施された。分割民営化時にキロ28はJR東海に7両、JR西日本に14両の計21両が承継されたが、20両が4VK冷房電源装置搭載の末期製造車となる2300・2500番台で、長大編成対応の100番台からは2162のみ。0番台は国鉄時代に全車が廃車もしくは他形式に改造された。

しかしその一方で、1980年代に至っても複雑な分割・併合を行う多層建て列車もまだ多数存在しており、本系列による急行列車は最盛期より減少するも運転は行われた。
- 金沢駅 - 青森駅間「しらゆき」、上野駅 - 秋田駅間奥羽本線経由「おが」、名古屋駅 - 新潟駅間中央西線・篠ノ井線・信越本線経由「赤倉」など、車両需給や運用の関係から全線電化区間を走る列車も残存していた。

1982年の東北新幹線と上越新幹線の開業に伴う1982年11月15日国鉄ダイヤ改正では、本系列が多数投入されていた東北・上信越方面の急行列車が、特急格上げや減便・廃止などの整理対象となった。
1985年3月14日国鉄ダイヤ改正では九州地区でもグリーン車の廃止が実施されたほか、引き続き多くの急行列車が特急列車への格上げもしくは快速列車への格下げとされたため以前に比較しても大量の余剰車が発生し、以下の傾向が見られた。
- 後述する普通列車運用へ転用。
- ジョイフルトレインの改造種車。
- 引き続き急行・快速運用に投入される車両は座席を転換クロスシートや回転クロスシート・リクライニングシートに換装するアコモ改良を施工。

これらとは別に1985年3月17日 - 9月16日に開催された科学万博の会場へのアクセスのために臨時快速「エキスポライナー」が常磐線で運転されたが、この列車には開催3日前のダイヤ改正で廃止となった急行「ときわ」「奥久慈」に充当されていた水戸機関区所属の本系列余剰車も投入された。
その後は、1990年代から2000年代初頭にかけて全国でほとんどの気動車急行列車は廃止または特急への格上げで消滅した。本系列を用いた最後の定期急行列車はJR西日本芸備線の「みよし」であったが、2007年7月1日ダイヤ改正で廃止された。

### 普通列車などへの転用
急行形としては年々余剰となったが、1980年時点では初期形でもまだ車齢20年足らずであり、十分な耐用年数を残していた。それ以前から非冷房車を中心に一部が普通列車で運用されていたが、1980年代以降は冷房車も多数転用され、非冷房で老朽化したキハ20系・キハ55系の取替えに使用された。
- 当時は老朽化したキハ10系の代替車として増備されたキハ40系は機関出力と変速機設定の相性・車重問題で勾配線区に適しておらず、対して本系列は2エンジン車主力で勾配線区へ投入しやすい上、特に中部地方以西では急行用で冷房搭載車も多くそれなりの設備水準を維持していたという事情もありローカルの冷房化にも大きく貢献した。

普通列車で運用することを前提に運用路線に特化させた以下の改造が施工された車両も登場した。
- 出入口付近のクロスシートをロングシートに変更
- さらにデッキと車室の仕切りやトイレ・洗面所設備の撤去
- 分割民営化後のワンマン運転対応車 等

## 運用
キハ58系は1961年より各線区で運用を開始し、1980年代には急行列車の縮小などにより廃車やローカル輸送への転用が進められた。1987年4月の国鉄分割民営化時に本系列（キハ56系・57系を除く）は、旅客JR5社に計1,098両が承継された。
- JR東日本：323両
- JR東海：103両
- JR西日本：353両
- JR四国：131両
- JR九州：188両

民営化後は国鉄時代に引き続き急行列車やローカル線普通列車で運用されたほか、ジョイフルトレインへの改造も数多く施工された。しかし、老朽化による置換え、急行列車廃止、ローカル線の電化による運用終了などにより、1990年代からは廃車が進行した。
この要因の一つに、2005年に表面化して多方面で問題になった石綿（アスベスト）の発ガン性問題がある。日本ではかつて多数の工業製品に使用され、古い鉄道車両でも内装や走行機器に多くの使用例があった。このため鉄道業界でも検修員への悪影響が取り沙汰された。本系列でもこの問題は例外ではなく、車体内装やエンジンガスケットなどで使用されており、アスベスト飛散防止工事の施工も老朽化の点からほとんど実施されなかった。
2011年3月11日、JR西日本富山地域鉄道部富山運転センター所属車による高山本線富山駅 - 越中八尾駅間での本系列最後の定期運用が終了した。
2020年11月30日付で最後に籍を有したJR東日本の保留車1両が廃車されたため、JR各社からは廃形式となった。

### 東日本地区（JR東日本）
民営化後はJR東日本に継承され、配置車両基地・使用線区でそれぞれ専用塗装を施工し、東北・信越地区でのローカル輸送を中心に運用された。キハ100系・110系・キハE130系・キハE120形などへの置換え、あるいは新車投入による玉突き転配で廃車が進行。2009年3月14日のダイヤ改正で新津運輸区所属車3両による最後の定期運用が終了した。
2011年以降は盛岡車両センターに所属するジョイフルトレイン「Kenji」（キハ58 650+キハ28 2010+キハ58 1505）のみが、主に冬期を除く土曜・日曜・祝日に盛岡駅 - 宮古駅（山田線経由）の臨時快速列車「さんりくトレイン宮古」を中心に団体列車などで運用されていたが、2018年9月に廃車。
その後もJR全社で最後に唯一車籍を有し、盛岡所属で秋田総合車両センターにて保留車で留置していたキハ58 75についても2020年11月30日付で廃車となったため、廃形式となった。

#### 東北・奥羽本線
東北本線ではキハ55系による上野 - 仙台間急行「みやぎの」が1961年（昭和36年）10月1日改正（サンロクトオ）で盛岡駅への延伸とともに「陸中」に改称され、車両もキハ58系に置き換えられた。同年12月には「陸中」の釜石線経由宮古行きと盛岡 - 釜石間準急「第2はやちね」の併結による3層建て列車となった。
1962年5月には磐越西線の上野 - 会津若松間臨時急行「第2ばんだい」・郡山 - 会津若松間臨時準急「いわしろ」に投入され、同年6月に定期化された。
1962年7月には仙台 - 青森間（横黒線・奥羽本線経由）急行「あけぼの」に投入され、横黒線（後の北上線）初の優等列車となった。「あけぼの」用キハ58系は仙台 - 秋田間準急「たざわ」とも共通運用された。羽越本線では1963年4月より金沢 - 青森間（新潟駅・白新線経由）急行「しらゆき」に投入され、秋田 - 青森間は急行「あけぼの」と併結した。
1963年10月改正では上野 - 山形・新潟間（磐越西線経由）急行「第1・第2ざおう」「いいで」が新設され、同時に上野 - 新庄間客車急行「出羽」が気動車化とともに陸羽西線経由で酒田まで延伸された。1964年3月には上野 - 山形・会津若松間急行「第2・1ざおう・ばんだい」、仙台 - 青森間急行「むつ」に投入されている。

#### 盛岡地区
末期は盛岡車両センター（盛モリ）に所属していた。2007年11月24日にキハ110系の導入により山田線での定期運用を終了。キハ58 1504・1514・1528が同区のキハ52と共にミャンマーへ譲渡された。残りの車両は盛岡駅構内に留置。2008年3月までに全車秋田総合車両センターへ回送・解体された。
その後はジョイフルトレイン「Kenji」のみが運用を続けていたが2018年9月8日の団体列車をもって運用を終了、同時に同区のみならずJR各社が保有する同系列全ての運用が終了した。

#### 仙台地区
末期は小牛田運輸区（仙ココ）に所属した。一般車は2007年7月までにキハ110系に置換えられて定期運用は終了したが、2008年1月に元「月山」用アコモ改造車のキハ58 414+キハ28 2174は、郡山総合車両センターで東北地域本社色から修学旅行色へのリバイバル塗装が施工された。同編成は団体・臨時列車に投入されたが、検査期限が切れる直前の2008年12月23日に東北本線・石巻線・気仙沼線を経由したさよなら運転を実施。2009年1月13日に郡山総合車両センターに廃車回送のうえ解体された。
ジョイフルトレインは「こがね」が配置されていたが、老朽化により2010年12月26日で運用離脱し、海外へ輸出された。

#### 関東地区
関東地区では1962年6月より上越線・長野原線（後の吾妻線）の東京・上野 - 長野原間準急「草津」および「草津いでゆ」にキハ58系が投入された。
同じ1962年6月には上野 - 高崎間（小山駅・両毛線経由）臨時準急「わたらせ」が運行を開始し、「わたらせ」は同年10月改正で定期化されて上野 - 水戸・真岡間準急「つくばね」と併結する3層建て列車となった。「わたらせ」と「つくばね」の分割併合は間々田駅で行われ、「つくばね」は小山駅には停車せず小山短絡線経由で水戸線に入線した。

#### 中央東線
中央東線ではサンロクトオ改正で新宿 - 松本間準急「アルプス」が急行に格上げされ、「アルプス」・「上高地」・「白馬」にキハ58系が投入された。1962年4月には富士急行発注のキハ58001・002による新宿 - 河口湖間直通急行「かわぐち」の運行を開始し、新宿 - 大月間で下りは急行「第1アルプス」、上りは準急「かいじ」の国鉄車と併結した。1963年6月からは中央東線気動車急行のキロ28形が2エンジンのキロ58形に置き換えられた。

#### 新潟地区
新潟地区では1961年のサンロクトオ改正で運行を開始した金沢 - 新潟間急行「きたぐに」にキハ58系が投入された。1962年には名古屋 - 新潟間急行「赤倉」に投入された。北陸本線金沢電化の1963年4月改正では急行「きたぐに」の運行区間が大阪 - 新潟間に延長された。
末期は新津運輸区（新ニツ）に配置され、磐越西線・米坂線などで運用されていたが、2009年3月14日ダイヤ改正で定期運用を終了。このうち、2003年に旧国鉄色へ復元されたキハ58 1022+キハ28 2371はその後もイベント運転に投入され、2009年秋に新潟地区での大型観光キャンペーンの一環として只見線・飯山線などでも運行され、同年12月12日・13日に米坂線で、12月26日・27日に磐越西線でキハ52と共にさよなら運転を実施。2010年1月12日に郡山総合車両センターに自力回送され、同年度内に廃車となった。

### 東海地区（JR東海）

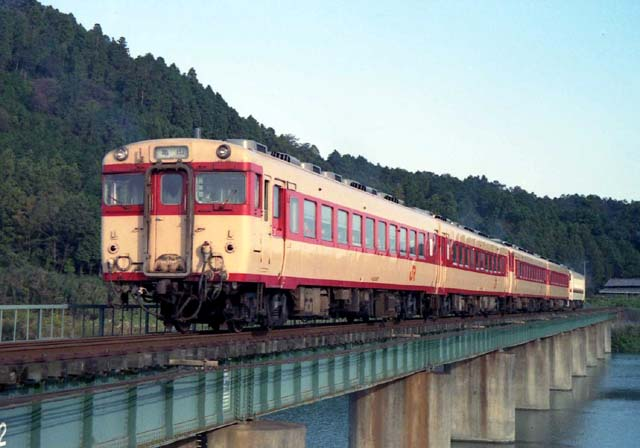
キハ58
JR東海所属車

JR東海承継車は高山本線・紀勢本線・武豊線などでのローカル輸送のほか、急行「かすが」「のりくら」や快速「みえ」などで運用された。1998年12月改正まで美濃太田車両区所属車はJR西日本に乗り入れる運用が存在した。2001年に運用を終了し、2002年以降はキロ28 2303のみが車籍を有したまま美濃太田車両区に留置されていたが、2008年3月31日付けで廃車され在籍車はなくなった。この結果キロ28形は形式消滅。2013年2月に浜松運輸区へ陸送後の同年10月に解体された。

#### 中央西線
中央西線ではキハ55系による名古屋 - 長野間急行「しなの」が運転されていたが、1961年10月のサンロクトオ改正で急行「しなの」「信州」「あずみ」用として本州用キハ58系が投入された。大阪 - 長野間準急「ちくま」も気動車化され、この列車には信越本線用キハ57系が信越系統との共通運用で投入された。

#### 高山本線
高山本線では1963年4月に名古屋 - 金沢間（高山本線経由）準急「ひだ2号」を急行に格上げし、同区間の「加越」として運行された。

### 西日本地区（JR西日本）
西日本地区ではJR西日本移行後も山陰本線などではしばらくの間は多数運転されていた急行列車運用に投入されたが、急行列車の廃止・キハ120形やキハ121・126系など後継車の登場・山陰本線京都駅-城崎温泉駅間や小浜線などでの電化・ジョイフルトレインの老朽化ならびに需要低下などの理由で置換え・廃車が進行した。
津山線急行「つやま」は2003年10月1日改正でキハ58系からキハ40系に置き換えられた。2007年7月のダイヤ改正で芸備線急行「みよし」が廃止され、キハ58系による定期急行列車が消滅した。

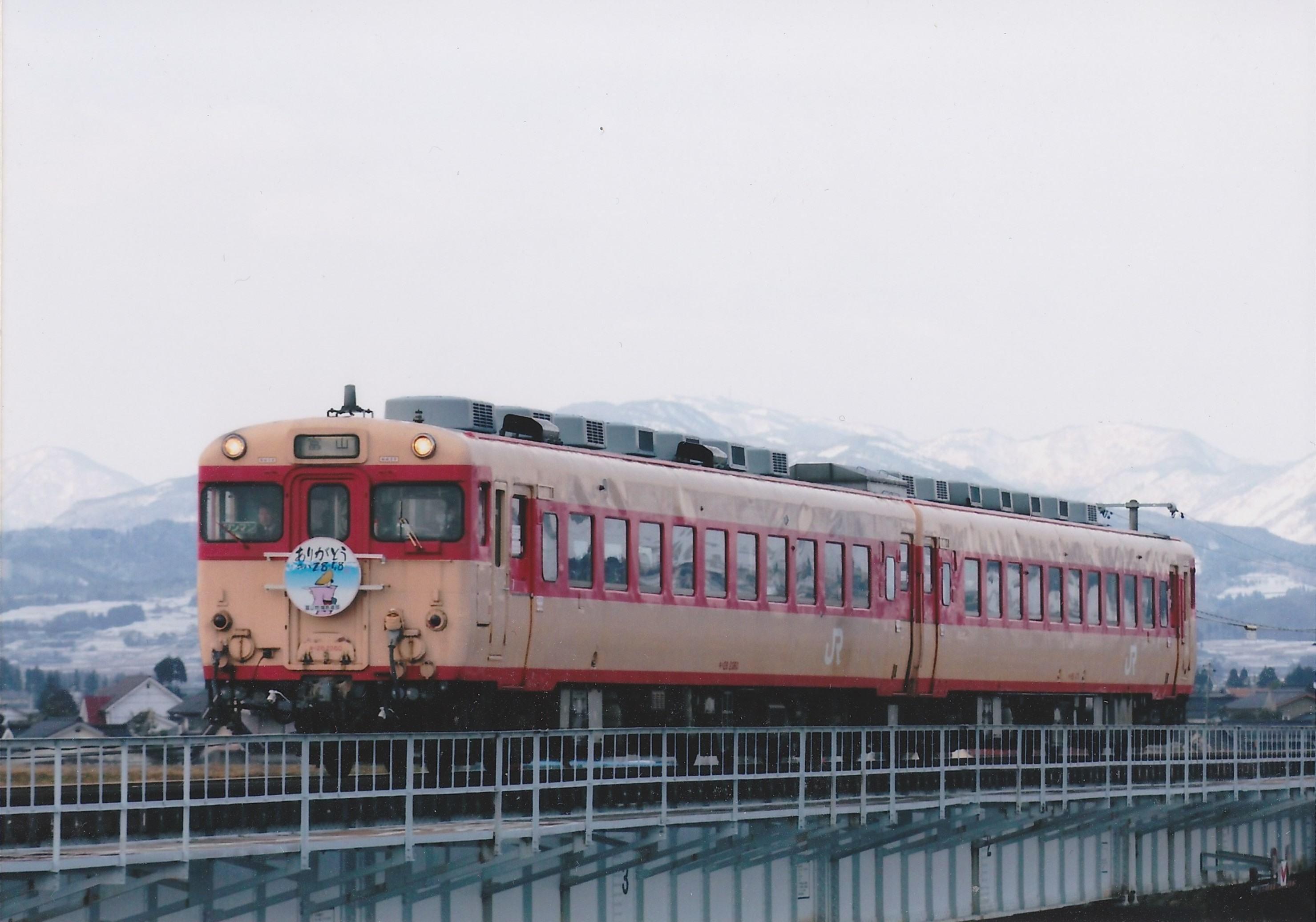
定期運用終了間近にHMを掲示したキハ28　2360＋キハ58 477

ジョイフルトレインは「ほのぼのSUN-IN」が2009年11月に運用が終了。一般車は2009年3月14日以降は高山本線富山駅 - 越中八尾駅で富山地域鉄道部富山運転センター富山派出（金トヤ）に所属するキハ58 1114+キハ28 2346とキハ28 2360+キハ58 477が本系列日本最後の定期運用に投入されていたが2011年3月11日をもって運用を終了。その後は保留車としてキハ28 2346のみが在籍していたが、いすみ鉄道への譲渡が決定し、2012年7月24日付で廃車され、同年10月9日に金沢総合車両所から大多喜駅へ向けて搬出された（詳細は後述）。

#### 北陸地区
| キハ58 1114+キハ28 2346 |  | キハ58 477+キハ28 2360 |
| キハ58 1114+キハ28 2346 |  | キハ58 477+キハ28 2360 |

北陸本線系統では1962年6月の北陸トンネル開通と敦賀 - 福井間電化に合わせ、大阪 - 金沢間の気動車急行「越前」が運行を開始した。
1963年の福井 - 金沢間電化で「越前」は電車化されたが、大阪 - 富山間客車急行「立山」と新潟地区の急行「きたぐに」を統合する形で大阪 - 新潟間の気動車急行「きたぐに」が設定された。この列車には七尾線直通の大阪 - 和倉・輪島間準急・急行「奥能登」も併結されており、併結時にはキロ28形3両を含む12両編成となった。
JR化後は大糸線、高山本線（猪谷駅 - 富山駅間）、七尾線、小浜線で普通列車にも使用されたが、2011年の高山本線を最後に定期運用を終了した。

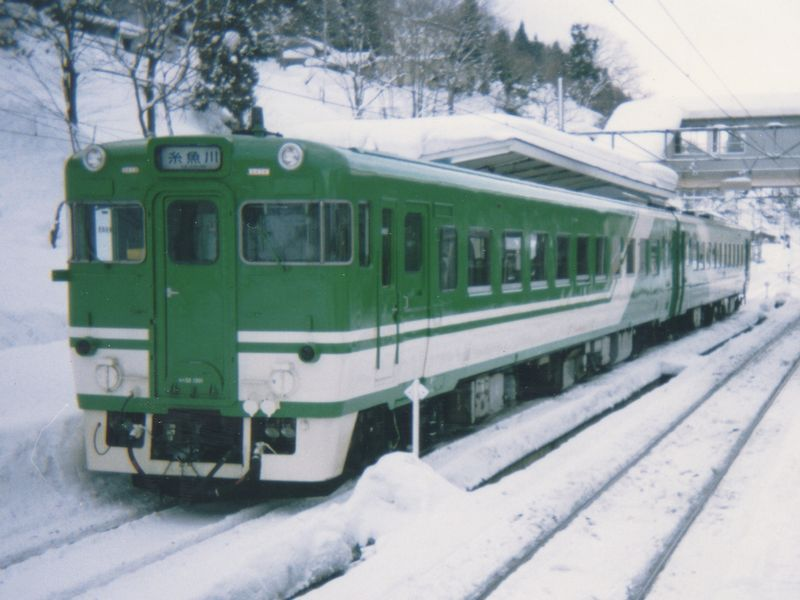
大糸線色
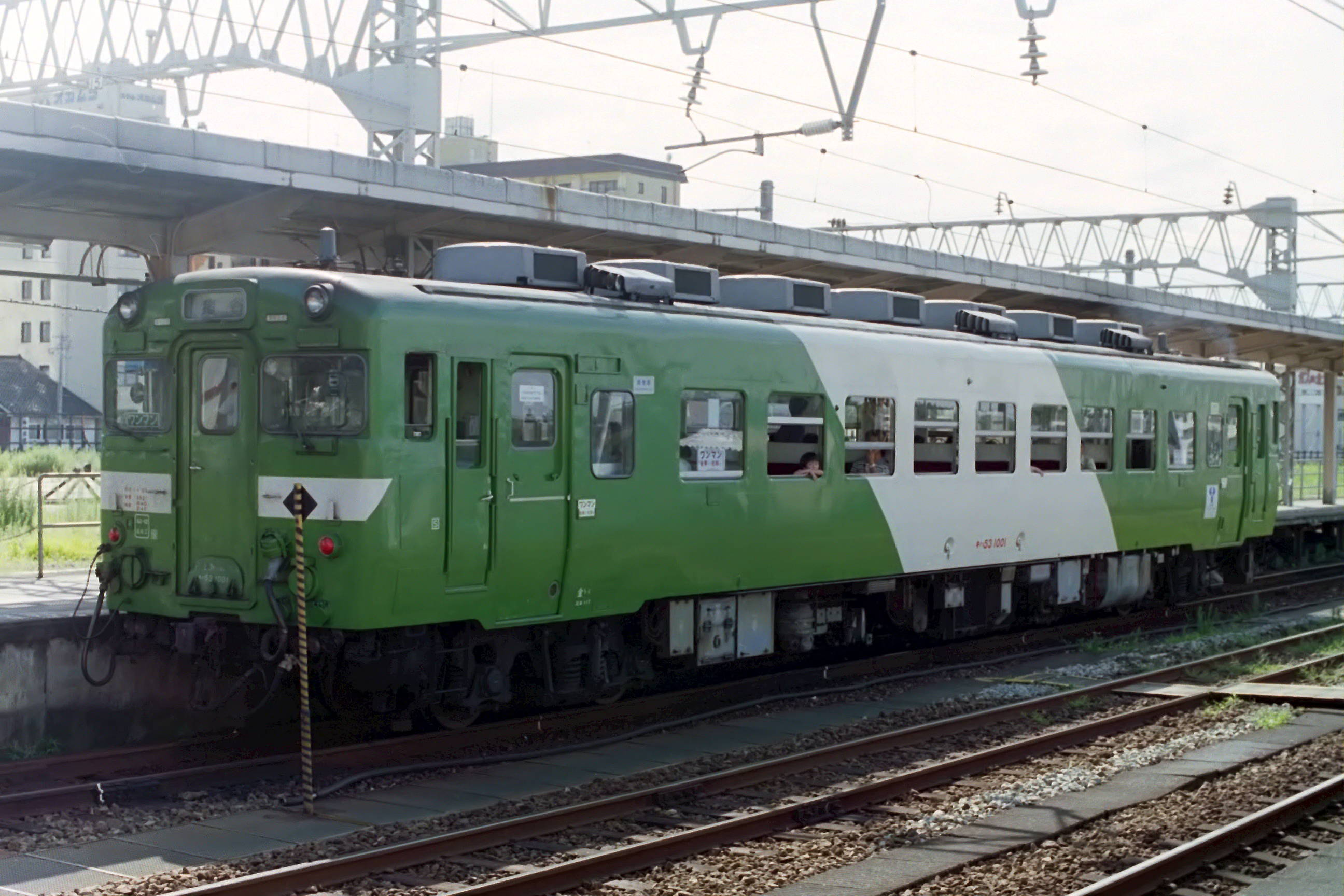
高山線色
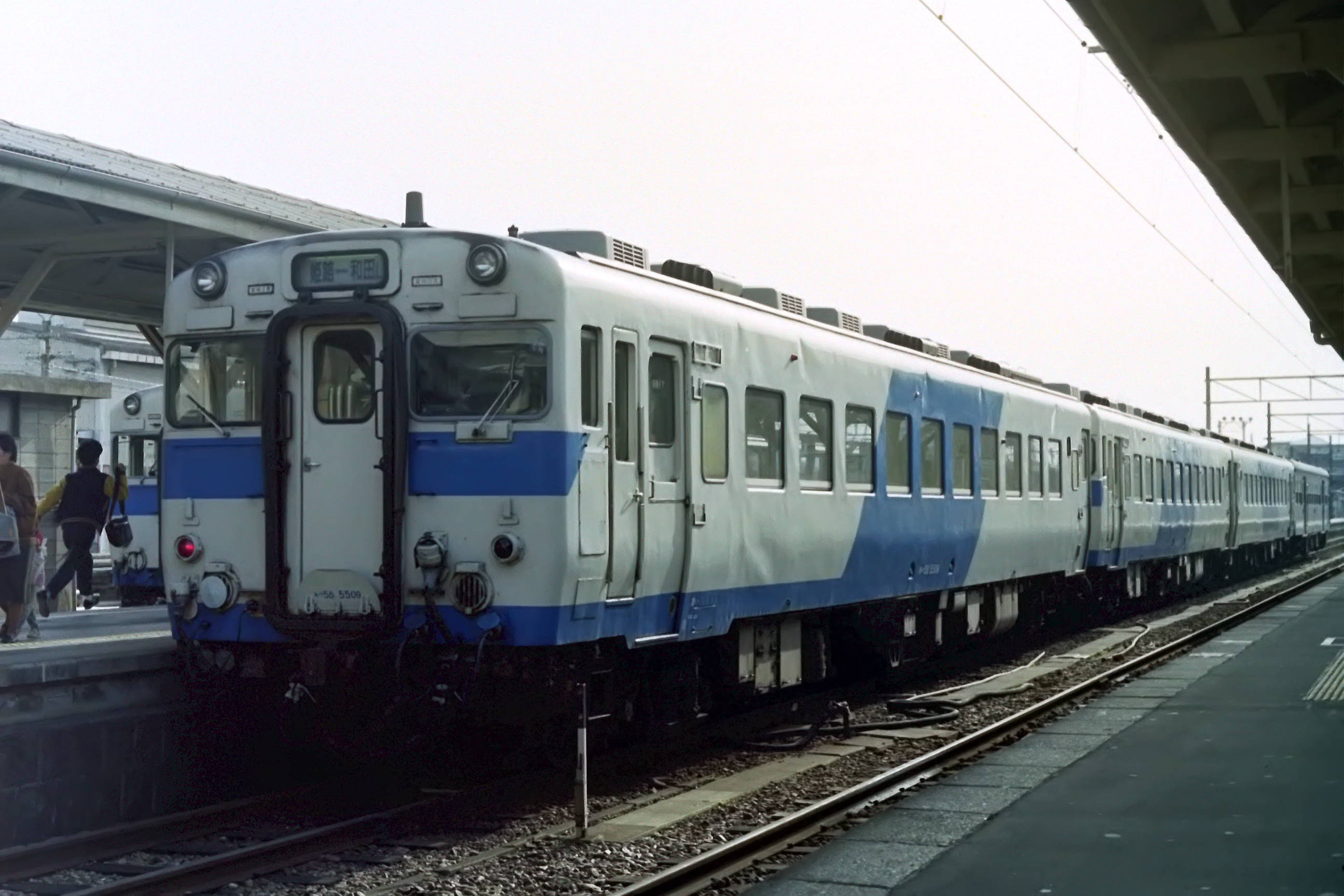
七尾線色
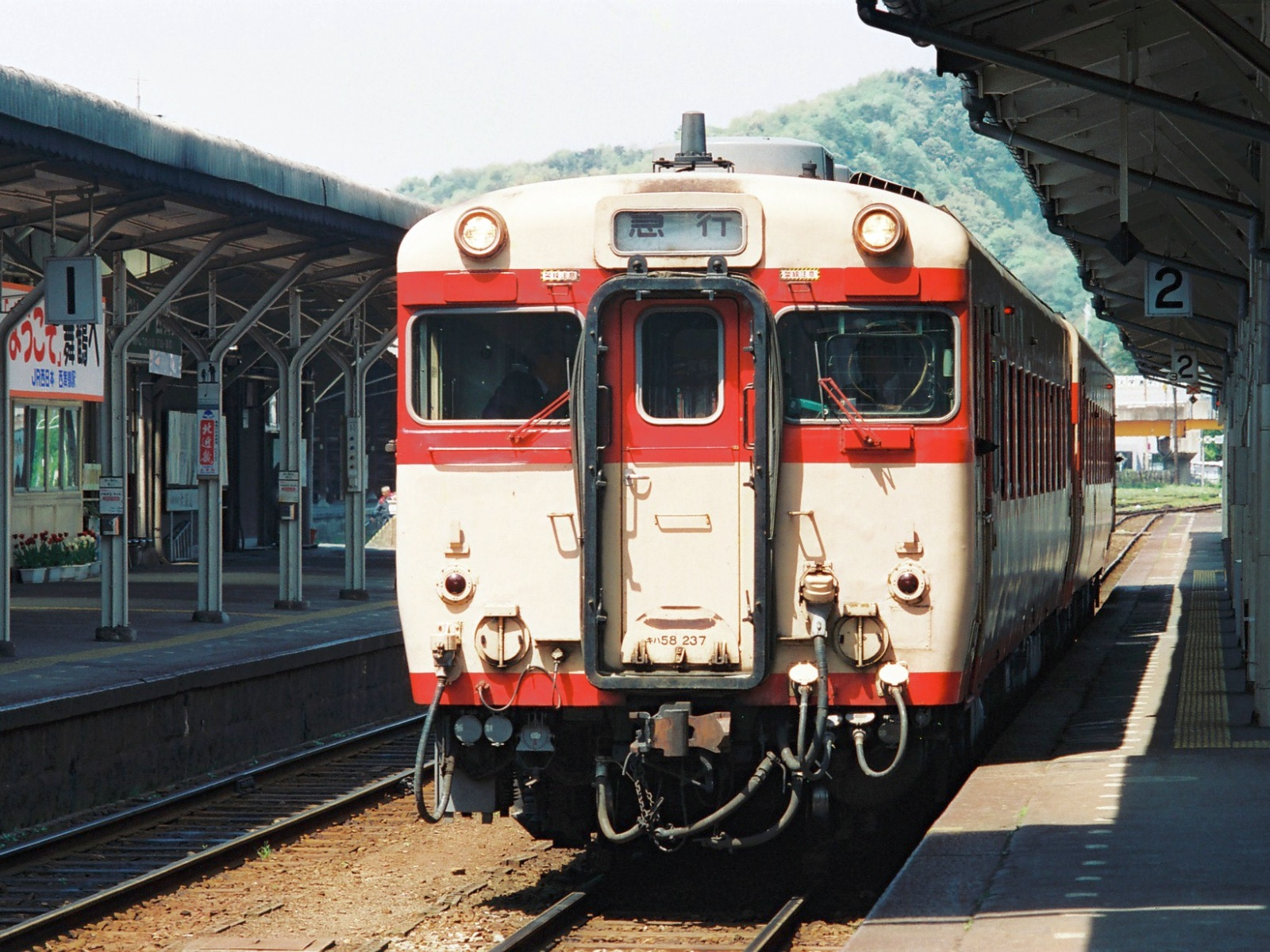
小浜線急行「はしだて」（1988年）
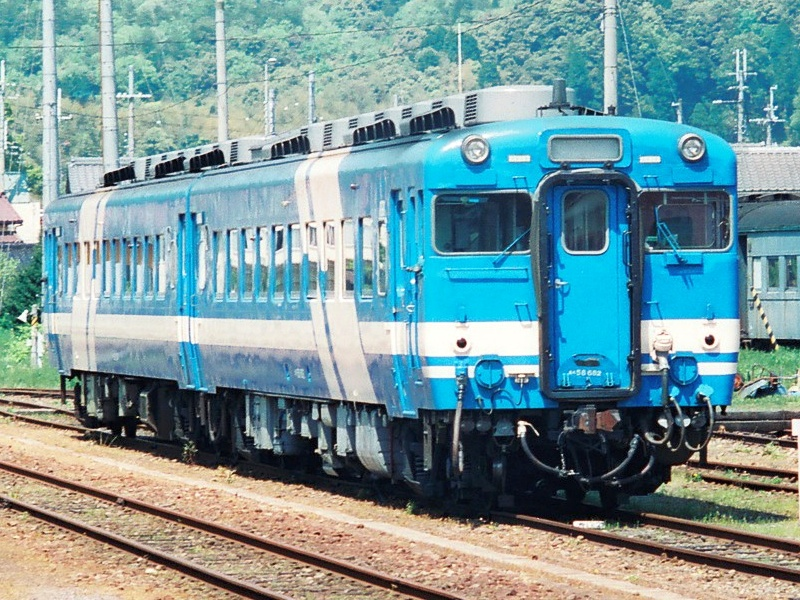
小浜線色

#### 関西地区
紀勢本線系統では名古屋 - 天王寺間急行「紀州」のキハ55系が1962年3月1日よりキハ58系に置き換えられた。キハ58系は白浜口 - 天王寺間準急「きのくに」にも投入されている。
普通列車では片町線や関西本線でも使用されていた。

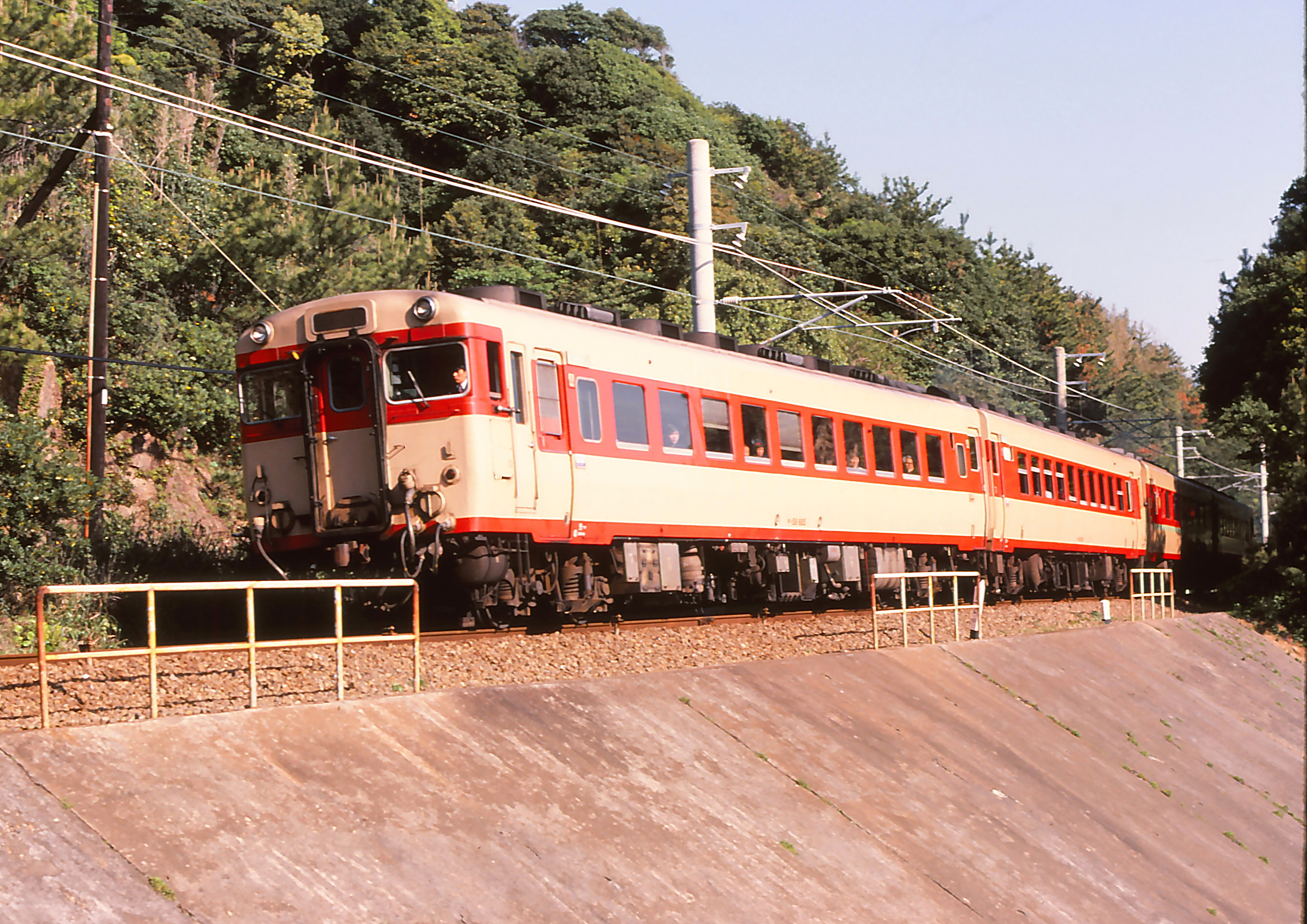
急行「きのくに」（1979年）
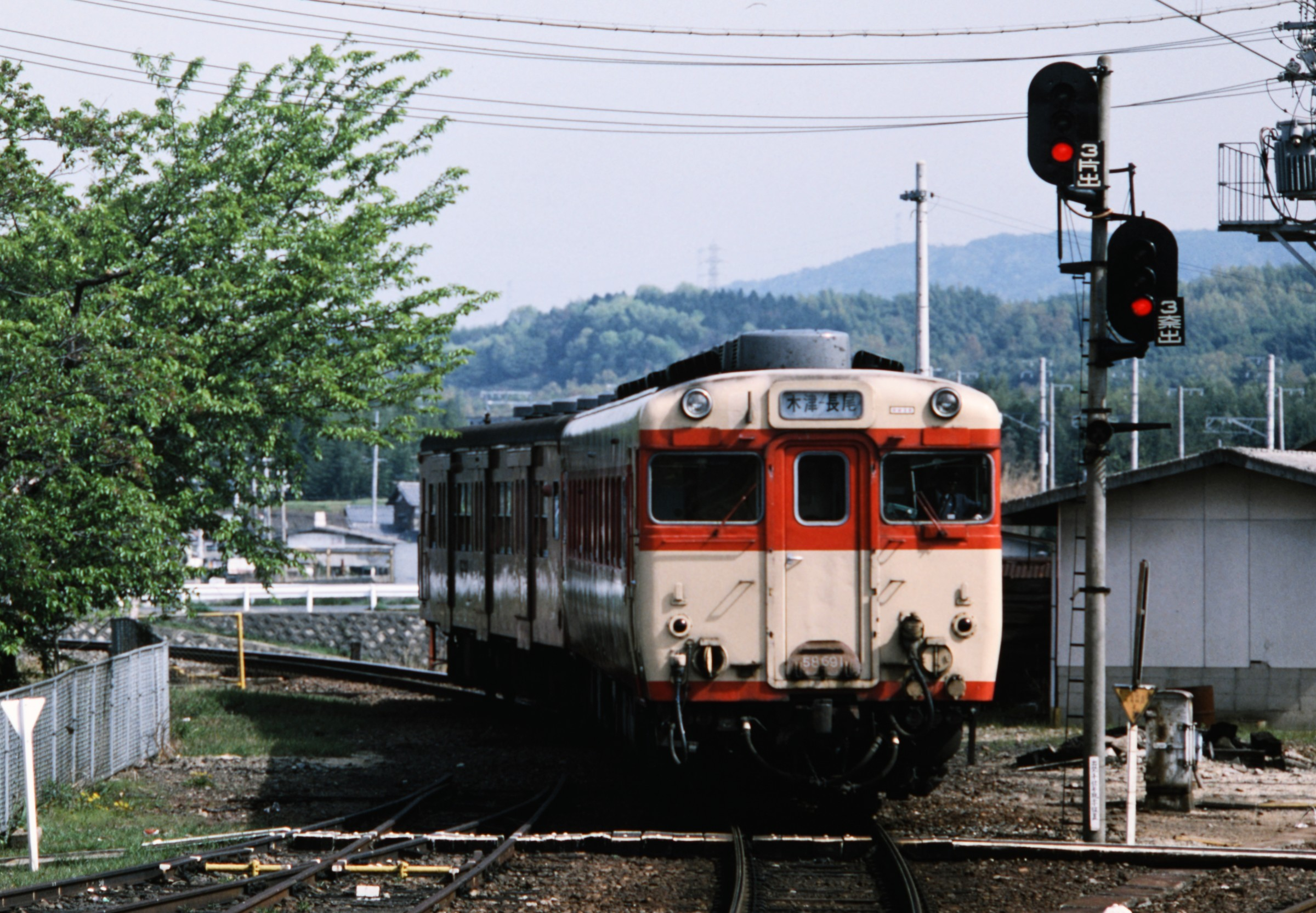
片町線普通列車（1987年4月）
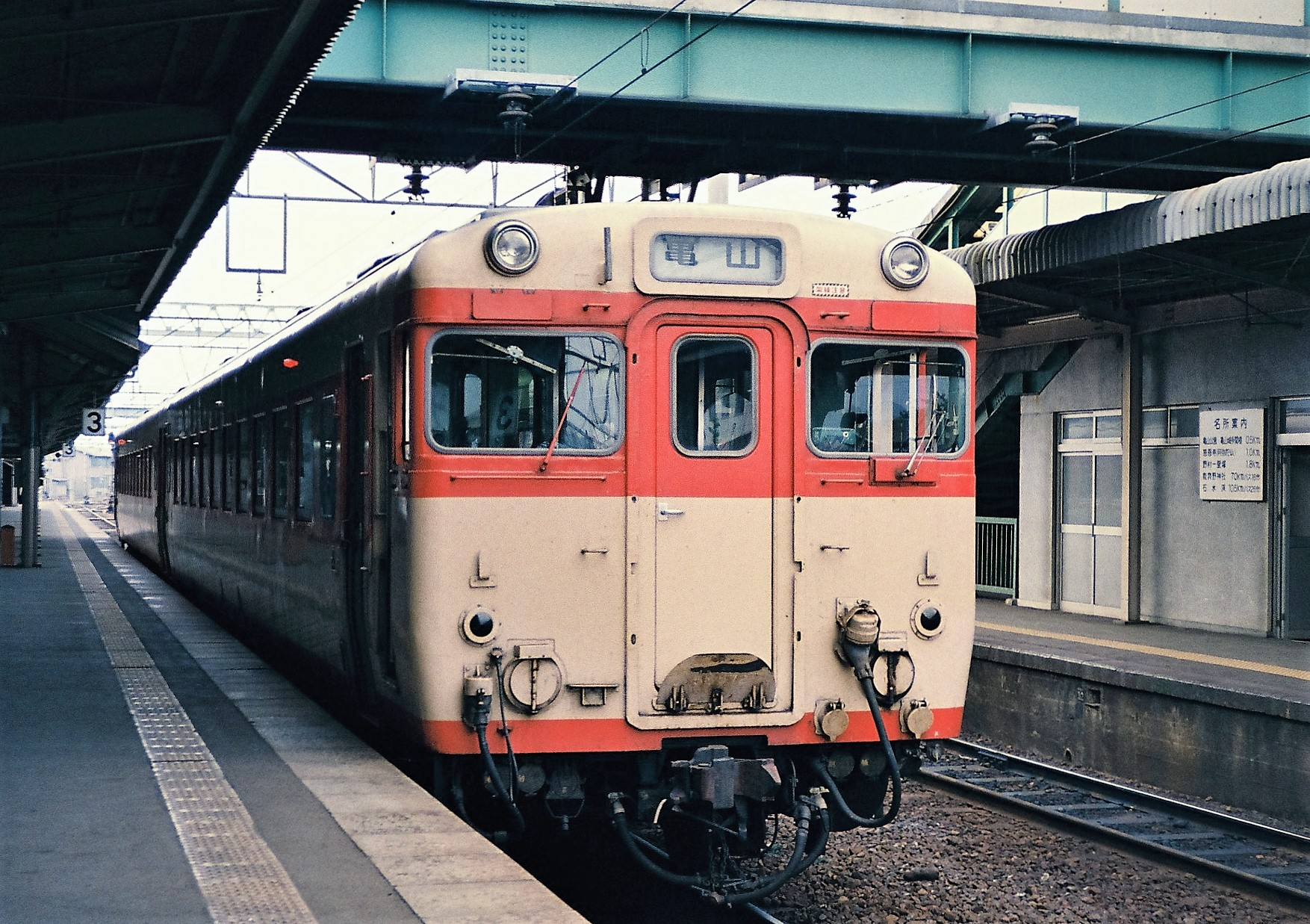
関西本線普通列車（1987年8月）

#### 山陽地区
山陽本線系統では1961年10月のサンロクトオ改正で京都 - 広島間急行「宮島」が気動車化され、同時に広島 - 別府間急行「べっぷ」も新設された。岡山 - 博多間急行「山陽」にもキハ58系が投入されたほか、小郡 - 博多間準急「あきよし」ではキハ55系と混用でキハ58系が使用された。1963年には急行「べっぷ」と併結する広島 - 長崎間急行「出島」も運行を開始した。
陰陽連絡急行「ちどり」や芸備線急行「みよし」「たいしゃく」などでも使用されたが、2007年の急行「みよし」廃止によりキハ58系の定期急行列車が消滅した。「みよし」用車両のうちキハ58 563・キハ28 2329の2両は2007年10月に下関地域鉄道部下関車両センター（現・下関総合車両所）で旧・国鉄色に塗り替えて広島運転所より岡山気動車区に転属。同年11月に因美線の「みまさかスローライフ列車」に使用された。
キハ58 563・キハ28 2329は岡山地区のほか美祢線「おいでませ山口号」など各地の臨時列車に充当されていたが、2010年11月20日・21日に津山線で運転された「ありがとう『キハ28・58』号」を最後に運用離脱、その後廃車となった。廃車後は2両とも岡山県津山市の津山まなびの鉄道館で保存されている。

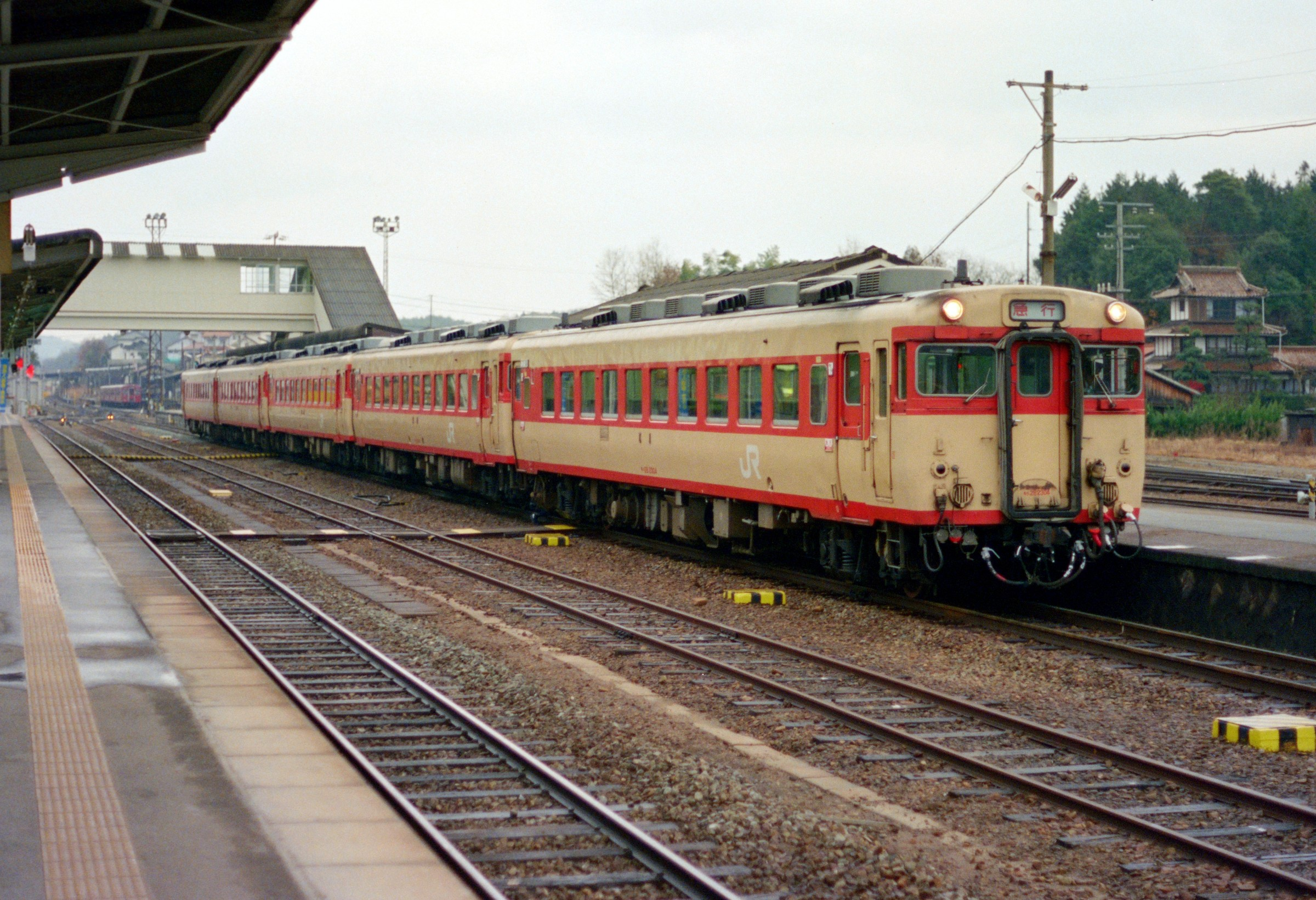
急行「たいしゃく」（1989年）
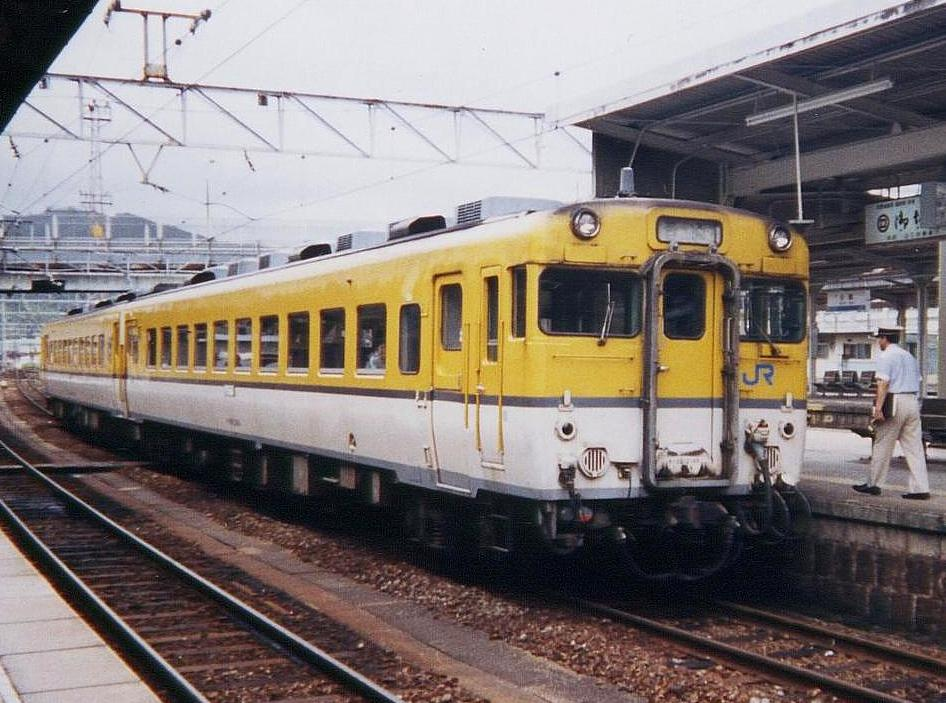
広島色 山口線普通列車
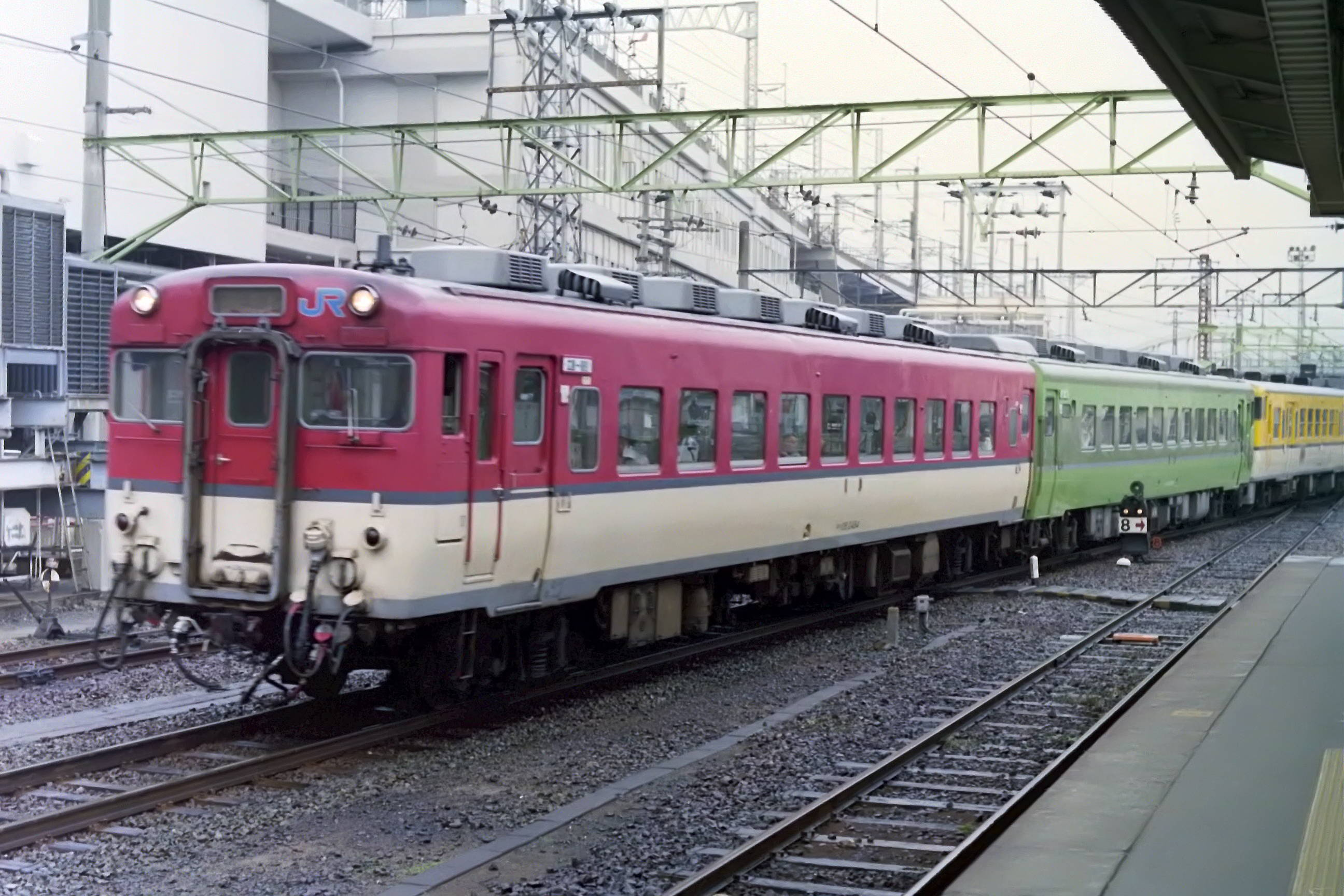
初代広島急行色
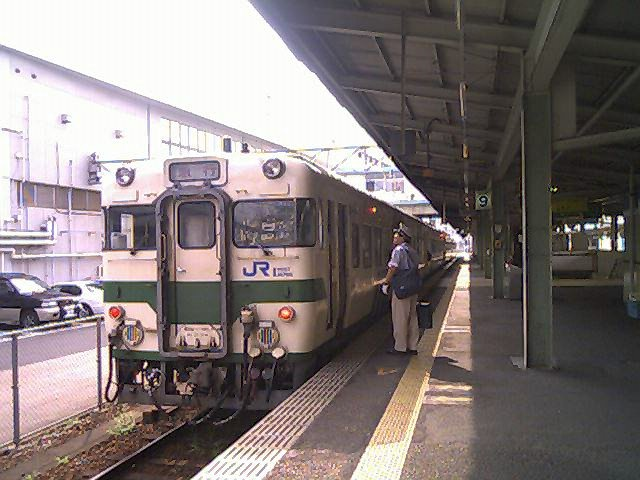
3代目広島急行色 急行「みよし」（2006年）
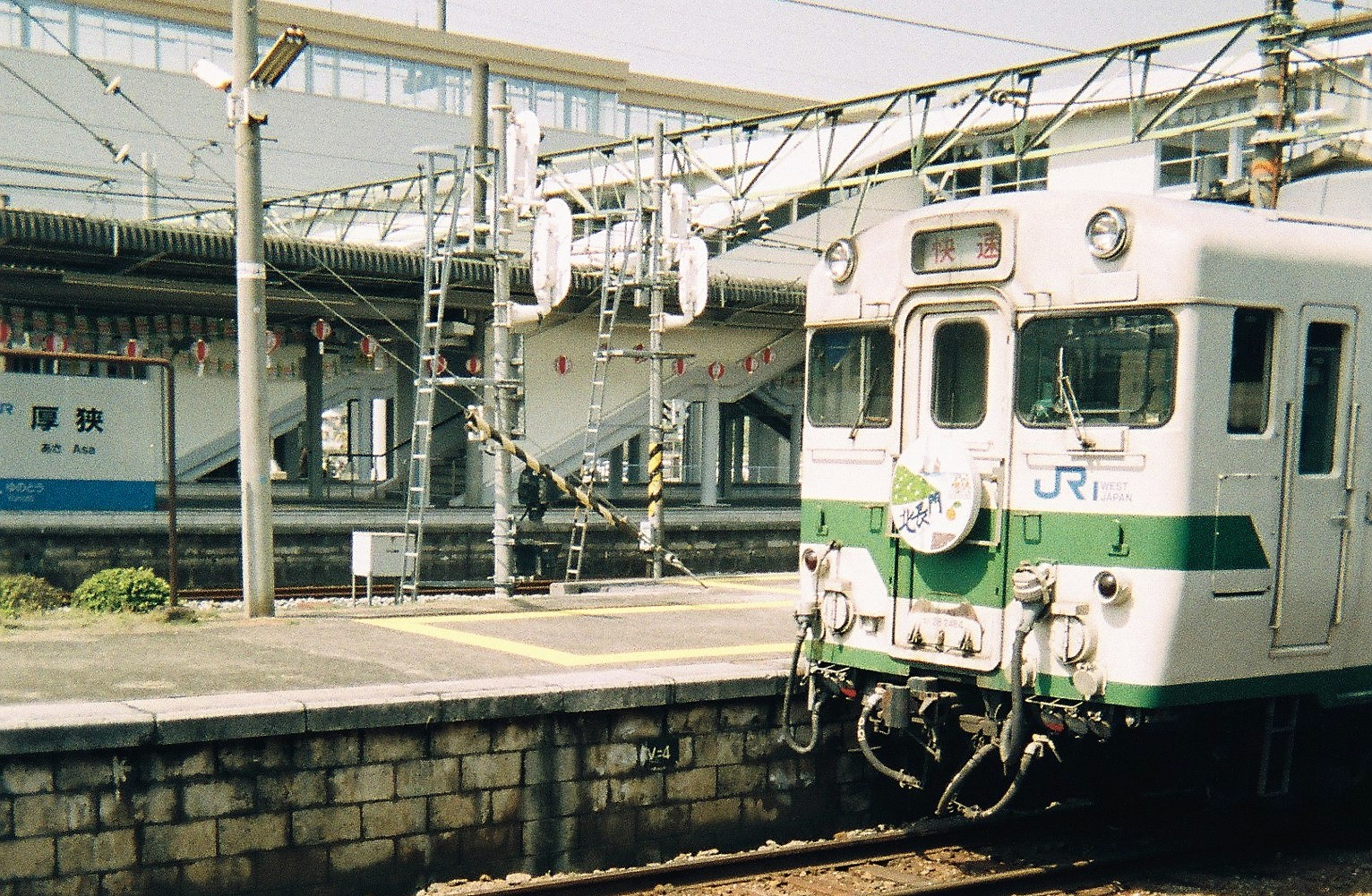
美祢線臨時快速「北長門」（1999年）
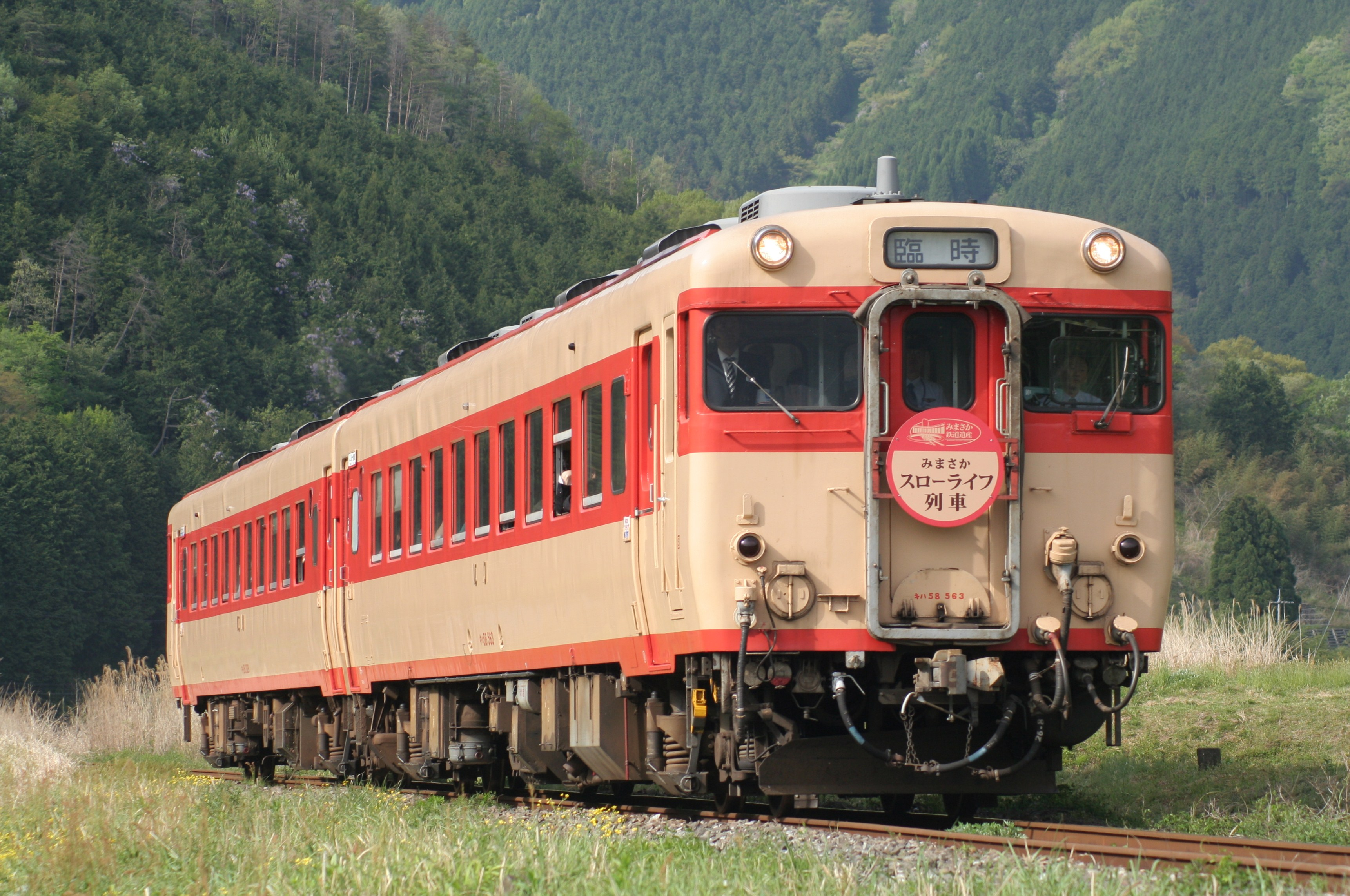
因美線「みまさかスローライフ列車」（2010年5月）

#### 山陰地区
山陰本線ではサンロクトオ改正で京都 - 米子間準急「白兎」を気動車化・急行格上げの上でキハ58系が投入されている。1962年10月からは京都 - 大社間（伯備線経由）急行「だいせん」が気動車化され、同列車は1963年4月より相生 - 岡山間が赤穂線経由に変更されて赤穂線初の優等列車となった。
山陰地区では、域内の急行を除く、殆どの急行列車に使用され、「さんべ」は熊本まで、「大社」は名古屋まで足をのばし、14両編成で運転される「いなば」などが存在した。急行以外でも「ちどり」「さんべ」「みささ」などの末端区間などでの普通列車や、国体開催にあわせて運行がはじまった、快速「とっとりライナー」などで運用されたが、山陰本線高速化事業によるキハ121・126系への置き換えにより2003年10月1日改正で定期運用を終了した。

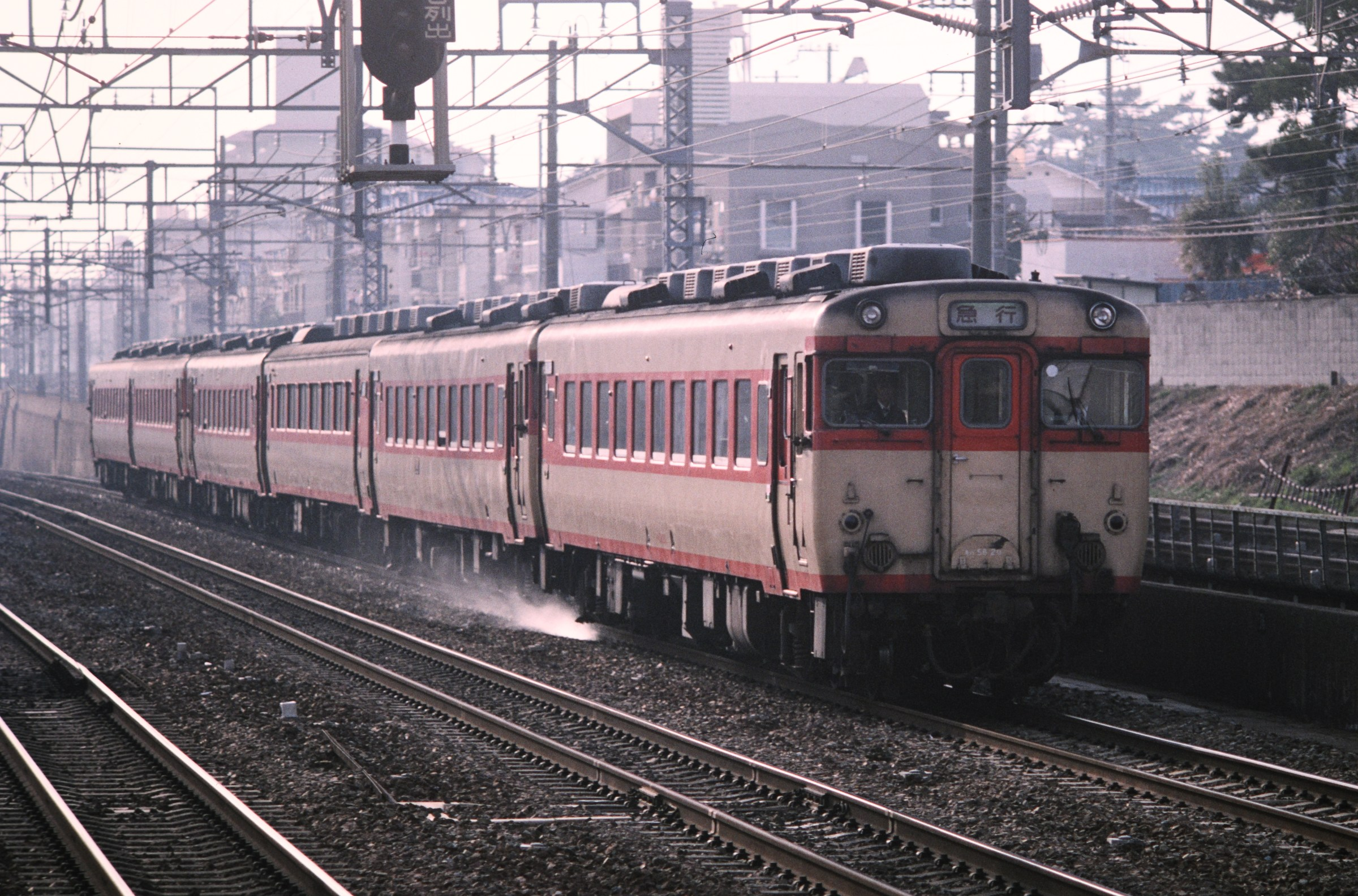
急行「みささ」「みまさか」（1985年）
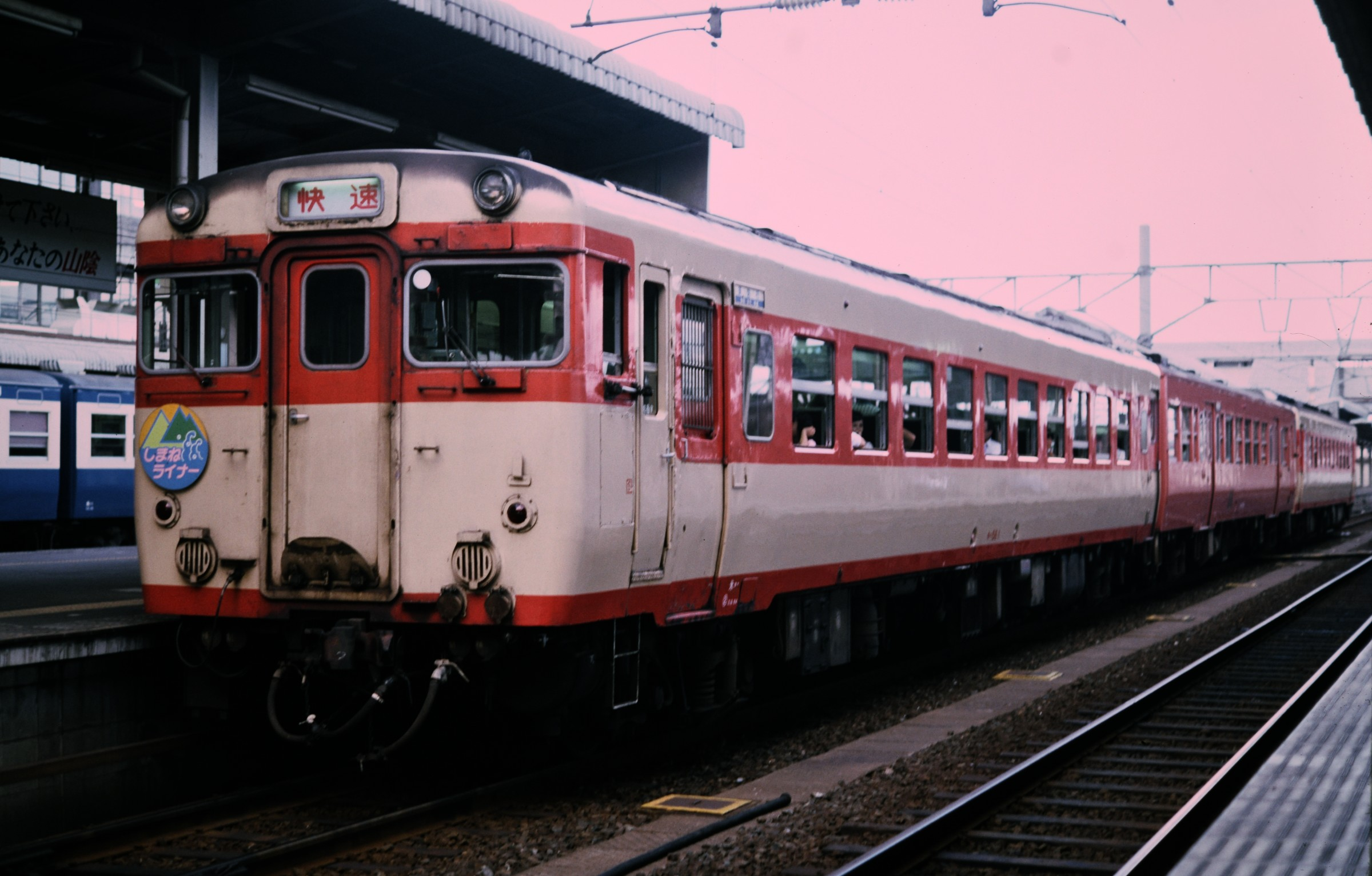
快速「しまねライナー」のキハ58 1（1986年）
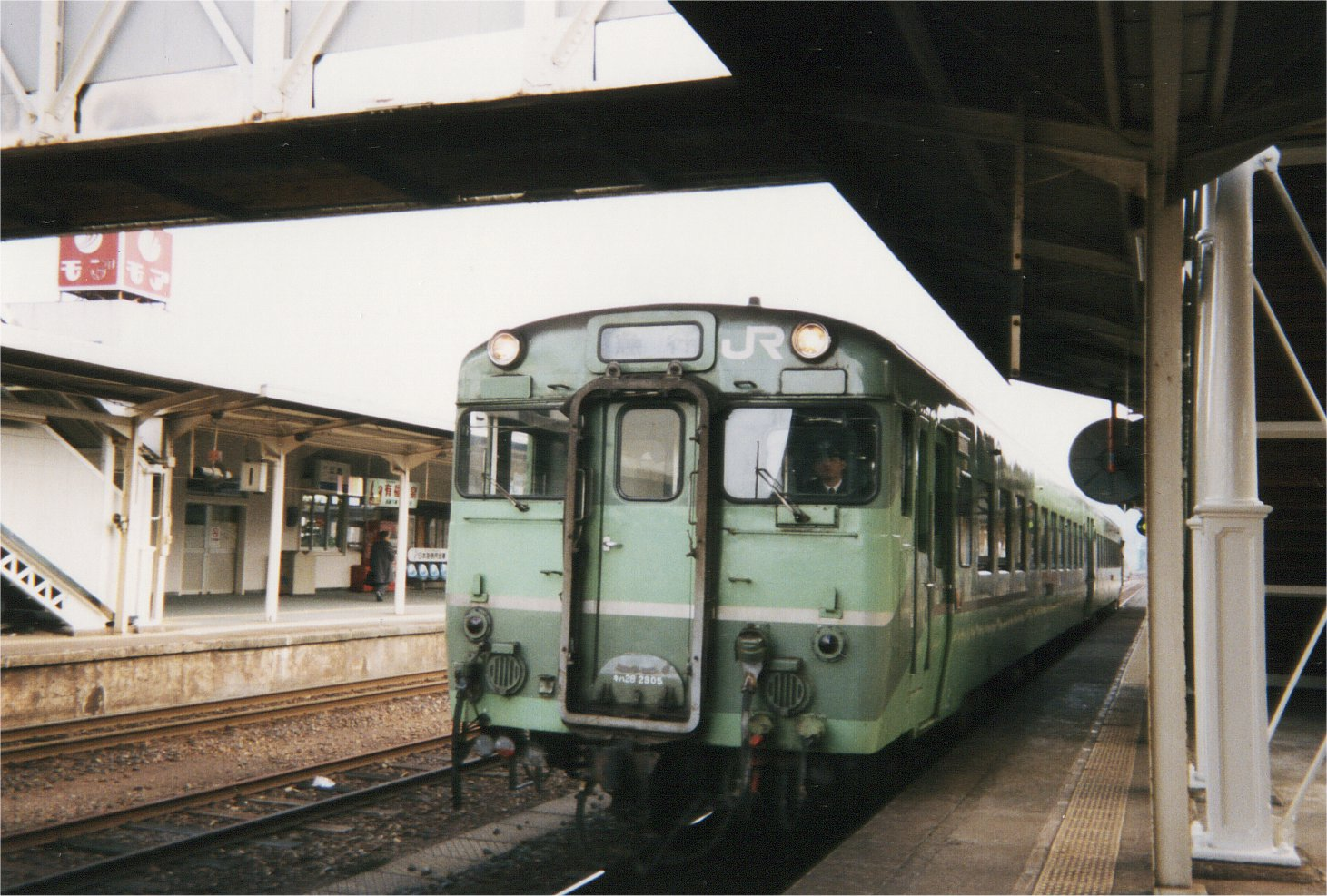
2代目広島急行色の急行「さんべ」（1997年）

### 四国地区（JR四国）

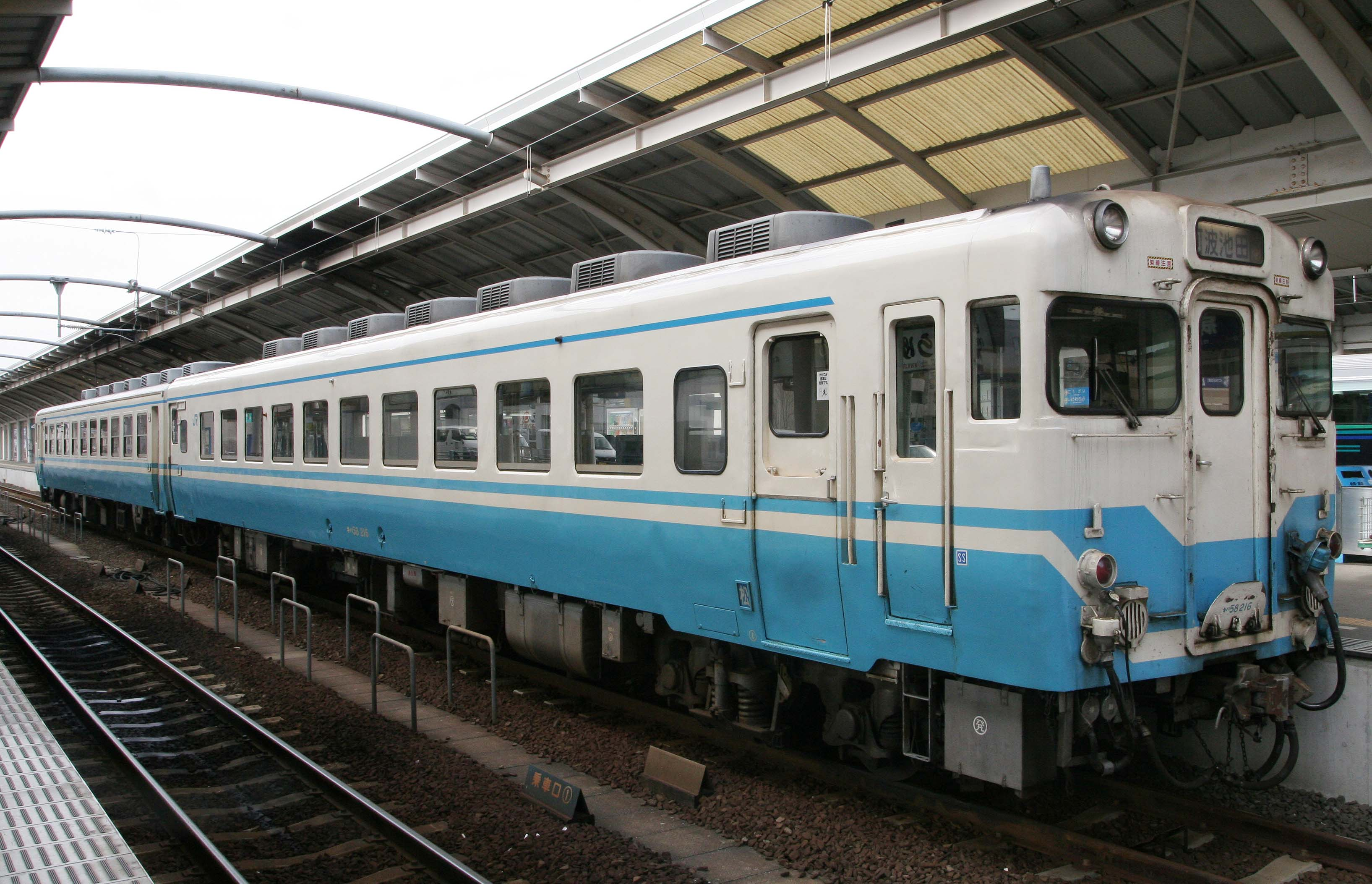
JR四国色のキハ58 216

四国地区では1961年4月15日に四国初の急行列車として高松 - 宇和島間急行「四国」が運行を開始し、当初はキハ55系の編成にキロ28形が組み込まれた。1961年10月1日のサンロクトオ改正では高松 - 松山間急行「道後」、高松 - 須崎間急行「くろしお」、高松 - 高知間急行「浦戸」が新設され、キハ55系もキハ58系に順次置き換えられた。
四国地区の車両はJR四国に承継され、ローカル列車主体に運用されていたが、予讃線高松駅 - 伊予市駅間の電化や後継車両である1000形・1500形の導入や2000系やキハ185系導入による急行列車の特急格上げによって少しずつ数を減らした。急行運用は「よしの川」が最後まで残ったが、1998年3月改正でキハ185系に変更（翌1999年に特急「剣山」に格上げ統合）されたため終了した。
2008年3月15日ダイヤ改正で予讃線高松口の運用が終了。最後に残っていた予讃線松山以南運用も同年10月15日で終了となり、本系列・キハ65形の定期運転を全て終了した。その後は松山運転所所属のキハ58 293+キハ65 34により、10月18日から11月2日にかけて「リバイバル列車」としてさよなら運転を実施。同時に四国地区で1963年から1969年頃まで採用された電子音警笛付き車判別の「ヒゲ付塗装」を復元した。
同年12月12日にはJR四国色の2両が高松運転所で行われた総合事故対策訓練に使用された。2009年3月31日付でこれらを含めた全車両が廃車となった。

### 九州地区（JR九州）

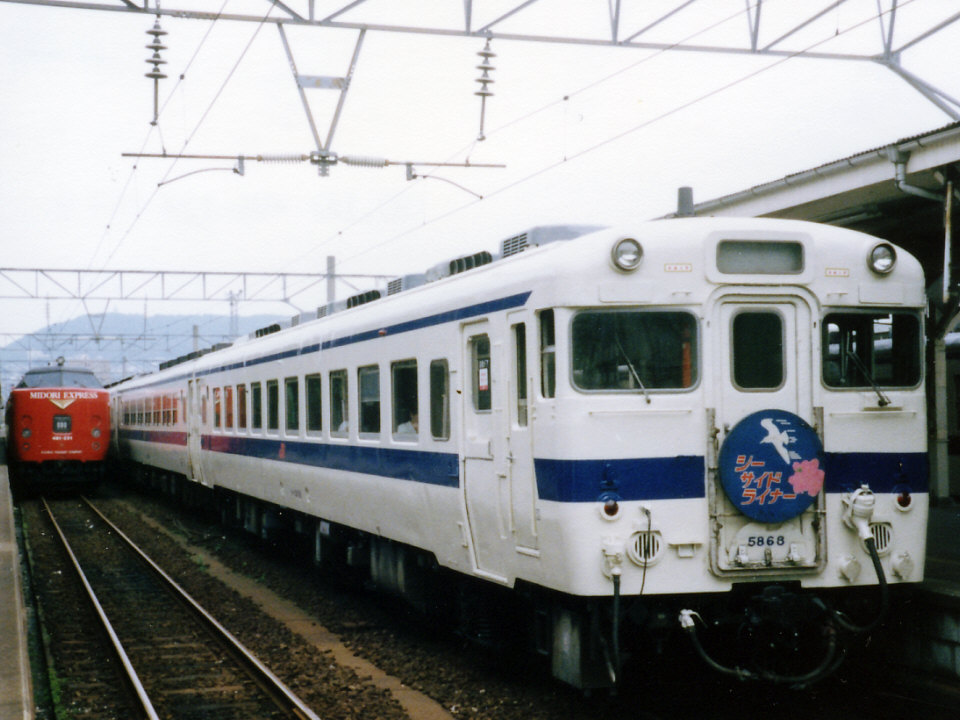
キハ58系九州色 快速「シーサイドライナー」

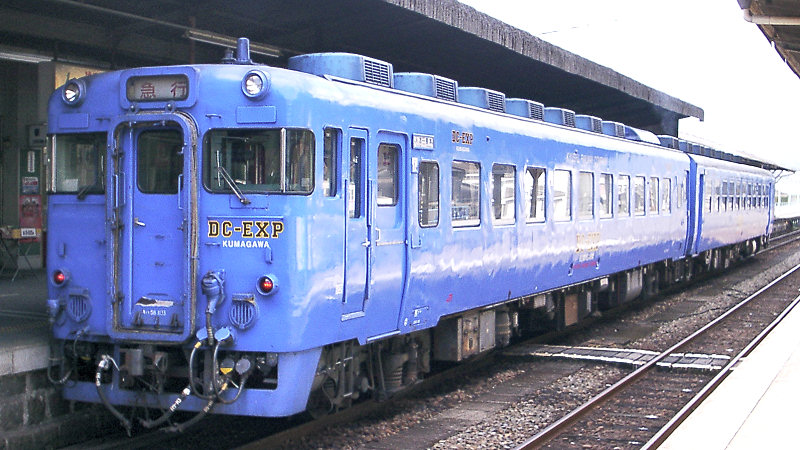
キハ58系シーガイア色 急行「くまがわ」

九州地区では1962年7月より鹿児島本線博多 - 西鹿児島間急行「フェニックス」がキハ58系で運行を開始した。同年10月には門司港 - 宮崎間の日豊本線急行「青島」を気動車化するとともに西鹿児島 - 宮崎間にも「フェニックス」が運転された。同じ10月には博多・門司港 - 西鹿児島・熊本間準急「ひかり」をキハ55形からキハ58系に置き換え、4年ぶりに急行に格上げした。
国鉄時代・JR九州移行後を通じて非電化区間を中心に九州の各路線で使用されていたが、2007年3月18日ダイヤ改正で鹿児島総合車両所（現・鹿児島車両センター）所属車による定期運用が終了した。
2018年4月1日時点では以下の2両が車籍を有していた。
- キハ58 139+キハ28 2401

熊本鉄道事業部熊本車両センター所属。蒸気機関車の休車に伴い運行を終了した「あそBOY」の後継「あそ1962」として、2006年7月22日から2010年12月26日にかけて運用されたが、「あそ1962」での運用終了後も団体列車や臨時列車などで運用された。その後は保留車として熊本車両センターにて保管されていたが、2018年3月下旬に小倉総合車両センターへ回送された。2019年1月16日付でキハ28 2401が、同月23日付でキハ58 139が、それぞれ廃車された。
なお、この2両はJRグループ全体でも原型車体でDMH17Hエンジンを搭載した車籍を有する本系列最後の2両であった。

## 同型車
私鉄が国鉄乗り入れを目的に国鉄車と同型の優等列車用気動車を自社発注した例として、キハ58系列では富士急行による事例がある。同様のケースはキハ55系の同型車を発注した南海電気鉄道のキハ5501形・キハ5551形、島原鉄道のキハ55形・キハ26形にも見られる。

### 富士急行キハ58形

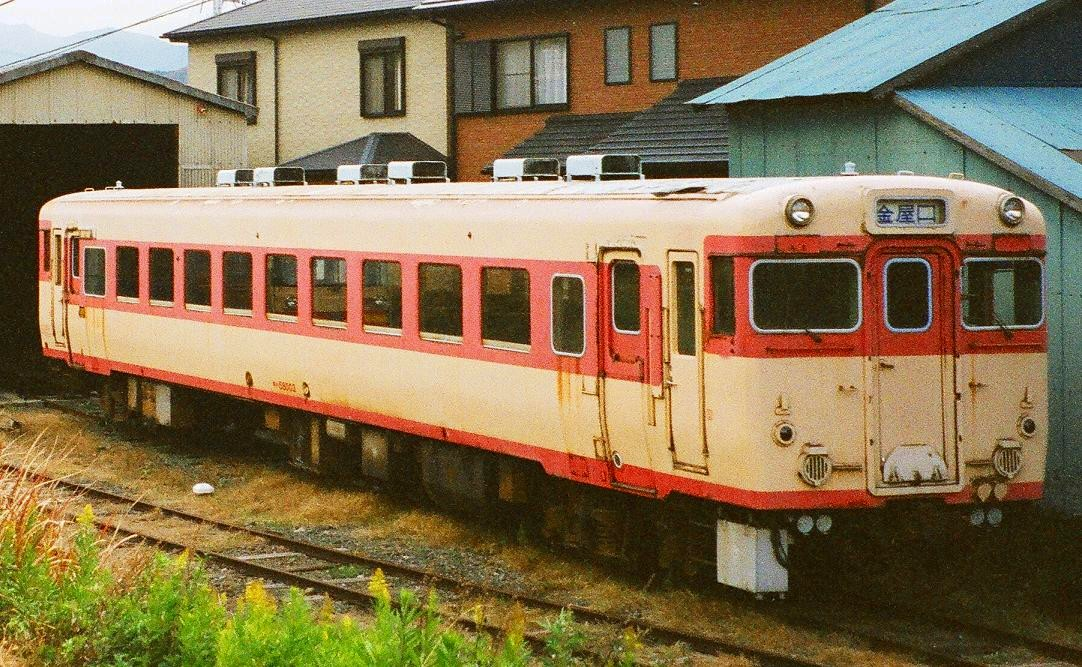
有田鉄道譲渡後のキハ58003
奥側が国鉄車にはない戸袋部のボックス席
（2002年）

1962年（昭和37年）から富士急行線大月駅から中央本線の急行「アルプス」に併結して新宿駅まで乗り入れる急行「かわぐち」が運転を開始した。富士急行線内および中央本線新宿駅 - 大月駅間は全線直流電化区間であるものの、併結する急行「アルプス」が非電化区間との直通で必然的に気動車となることから、富士急行独自の併結用車両が必要となり、1961年（昭和36年）12月に日本車輌製造で製造されたのがキハ58001・58002である。1963年（昭和38年）には予備車としてキハ58003が製造された。
中央本線・富士急行線は一部に40 ‰の区間もある急勾配路線であるため2基エンジン搭載のキハ58形とされ、外板色と客室アコモデーションは同一ながら、以下の点で国鉄仕様車と異なる。
- 車両番号は国鉄旧形電車や旧形気動車と同様の5桁数字とした。
- 通常はキハ58001・キハ58002の2両で編成を組成[注 53]するため、両車は国鉄向け仕様と同一の片運転台・便所・洗面所付き車である。
- キハ58003は予備車という観点から、編成のどちら側にでも組成できる必要があり、新造ではキハ58系列で唯一となる両運転台車として製造された。
全長とシートピッチを維持したまま片運転台車の定員に合わせるため全ての客用扉の幅とデッキの長さが縮小され、便所・洗面所を廃止したスペースを4人掛けボックスシートへ変更し、その部分の戸袋窓をHゴム固定のまま広幅・大型化した。他の外観上の相違は、屋根上の水タンクが無いこと、前位側戸袋窓の幅がやや小さいこと、全ての客用扉がタブレット保護枠の取り付けに対応している点である[61]。

1969年以降、国鉄側の車両は順次冷房化されていったが、富士急行の車両は「アルプス」の早期電車化が予想されていたこともあってか冷房改造は実施されず、1975年3月の「アルプス」全列車電車化により運用目的を失い、富士急行5000系の登場と引き換えに同年4月24日付けで廃車。その後58001・58002はトイレ・洗面所を撤去した上で、3両とも富士急行と同様に国鉄線乗り入れ列車が運行されていた有田鉄道へ同年7月に譲渡され、1976年5月から運用を開始。同社のキハ07形を置換えた。
有田鉄道線は全線で平坦な線形であることとランニングコスト低減の観点から、1980年に国鉄高砂工場で全車が搭載エンジン1基化工事が施工された。また利用客の減少が続いたため単行運転が可能な両運転台型の58003が充当されることが多く、1994年6月に樽見鉄道から譲渡された冷房付きのハイモ180-101の運用開始に伴い、かねてから稼働率が低下していた58001・58002は同年11月に廃車。58003は予備車として2002年の同鉄道廃止まで在籍した。

## 譲渡車
本系列は国鉄→JRでも使用されたことから、日本国内の鉄道事業者へ以下の計7両が譲渡された。
- 北近畿タンゴ鉄道：4両（後述）
- 有田鉄道：キハ58 136[注 55]・キハ58 86
- いすみ鉄道：キハ28 2346（後述）

日本国外へはロシア国鉄サハリン鉄道局、タイ国鉄、ミャンマー国鉄に例がある。

### 北近畿タンゴ鉄道KTR1000形・KTR2000形
1989年度にKTR001形「タンゴエクスプローラー」の補完特急に投入する目的で本系列4両が譲渡された。
形式
KTR1000形（1001・1002）KTR2000形（2001・2002）
- KTR1000形が元キハ28形、KTR2000形が元キハ58形。形式はエンジン搭載基数にちなむ[66]。

- キハ58 591+キハ28 2198 → KTR2001+KTR1001（旧所属：国鉄清算事業団）
- キハ58 102+キハ28 2314 → KTR2002+KTR1002（旧所属：JR西日本）

譲渡に際して施工された改造
JR西日本鷹取工場が施工。
- 外板塗装はシルバーメタリックをベースに窓下をコーポレートカラーの千歳緑+鳶赤ラインに変更[67]。
- KTR1000形はトイレと洗面所を撤去し荷物置場に変更[68]。
- 第2編成（1002・2002）はJR西日本のキハ65形「エーデル」に準じた前頭部形状と座席を階段状に並べた展望席を設置[69]。
- 第2編成の展望室の座席は、大型背面テーブル付きのフリーストップ・リクライニングシートに交換し、シートモケットは緑色である[66]。第1編成と第2編成の一般室の座席は、特急形電車の簡易リクライニングシートを改造した回転リクライニングシートに交換し、シートモケットは展望席と同じく緑色である[68]。

本形式は「レインボー・リゾート」と命名され、第2編成単独もしくは第1編成（1001・2001）を中間に組み込んだ3・4両編成でJR線内への直通運転も実施されたが、KTR1002とKTR2002は1995年6月7日に、KTR1001とKTR2001は1996年1月24日にKTR8000形「タンゴディスカバリー」の新製と代替で廃車・解体された。

### いすみ鉄道キハ28 2346
| キハ28 2346JR西日本高岡鉄道部塗装  |  | いすみ鉄道譲渡後旧国鉄色 |
| キハ28 2346 JR西日本高岡鉄道部塗装 |  | いすみ鉄道譲渡後旧国鉄色 |

2012年8月27日に同社の鳥塚亮社長（当時）が自身のブログでJR西日本からの譲渡を発表、同年10月11日に搬入された。
- キハ52 125とは異なり金沢総合車両所にて整備および塗装を高岡色→国鉄急行色へ変更の上で譲渡された後、いすみ鉄道にて再度整備を実施。2013年3月9日から営業運転を開始した[72]。営業運転時はキハ52 125と編成を組成し大原駅側に連結される。
- 同車は1964年に帝國車輛工業でキハ28 346として製造され同年4月15日米子機関区（現・後藤総合車両所）に新製配置。同年5月24日付で新潟機関区（現・新潟車両センター）へ転出、同年7月14日付で千葉気動車区へ転出して房総地区での海水浴客輸送に使用され、同年9月17日付で米子機関区へ転出と実質的には貸し渡し的な転出入が行われた。1972年に冷房改造と同時に4VK発電装置を搭載し2346に改番。引続き山陰地区で運用された。1985年に七尾機関区（現・七尾鉄道部）へ転出し分割民営化時にはJR西日本に継承。1991年には富山運転所へ、1996年には高岡鉄道部へ転出。2000年に一度小浜へ転出しているが、2003年の小浜線電化と同時に再び高岡へ転出をしている。その後一度は保留車となるが、2004年には越前大野鉄道部に貸し出されて越美北線での災害復旧まで投入された。これ以後はキハ58 1114[注 57]と編成を組むようになり高山本線での列車増発実験に伴い2007年に富山へ転出[注 58]。高岡色のまま高山本線で運用された。

2022年時点、日本国内での営業車両としては本系列で唯一の稼働車であったが、2022年11月27日をもって定期運用を終了、部品再生産などで約1億円かかる全般検査合格は断念し、クラウドファンディングによって支援を募り2024年2月現在、国吉駅で静態保存されているが、 2024年2月より車体腐食による錆と塗装劣化が著しいため、板金・塗装を施工するためのクラウドファンディングを再度行うこととなった。さらに今後いすみ鉄道では、キハ58とこの2両の国鉄形気動車を使用した体験乗車や運転体験など動態保存を実施する計画で、将来的には鉄道車両により親しめる観光施設への整備「レールパーク構想」を視野に入れながら、昭和の産業遺産でもある当車両を使用した新たな鉄道利用促進と観光需要の掘り起こしを目標としていくと発表を行なった。

### 日本国外への移出
本系列はその汎用性と両数の多さから廃車後に無償で日本国外へ譲渡された車両が存在する。JR東日本からはロシアサハリン州へ、JR西日本からはタイならびにミャンマーへ譲渡された。JR西日本からは中華人民共和国への輸出車もあるが、輸出先で放置状態にある。

#### ロシア連邦運輸通信省（サハリン鉄道局）
ソ連運輸通信省極東鉄道局サハリン支局では、日本製А1形気動車（1963年導入）置換え用として日商岩井を介し1985年に導入した富士重工業製Д2系10編成40両を通勤旅客輸送用に投入し、ソビエト連邦の崩壊後はロシア連邦運輸通信省サハリン鉄道局が承継したが、民主化後の経済混乱による高インフレーションと予算不足で部品が調達できず、Д2系の検修が困難な状態に陥った。
1992年8月にJR東日本などの鉄道技術者でつくる視察団がサハリン鉄道局を訪問し、1993年1月にはサハリン鉄道局の視察団が来日してJR東日本ならびにJR西日本の駅・旅行センター・工場などを視察したことが契機になり、同年10月にサハリン鉄道局とJR東日本が車両無償譲渡契約の調印を交わし、キハ58形29両が千葉県市原港からホルムスク港に輸出された。
現地到着後、ホルムスク＝ソルチローヴォチヌイ駅からユジノサハリンスク機関区に自力回送され、部品取り用車を除く17両を整備。К-1形（К-01 - ）として1994年4月から通勤旅客列車での運用を開始した。ロシア経済の回復に伴い予算不足状態が解消し、Д2系が運用復帰した2000年に全車両が運用を終了した。1両が静態保存されている。

#### タイ
1997年にキハ58形14両・キハ28形9両・キロ28形3両の計26両が、1999年にキハ58形11両・キハ28形9両の計20両、総計46両が無償譲渡された。
タイ国鉄では1 m軌間に合わせた改修やブレーキシステムの変更、出入口へのステップ設置などの改造を施工した。現地での形式名は元キハ58形が100形、元キハ28形が200形、元キロ28形が300形となった。
当初は優等列車として運用されたが、2000年頃には動力が外され冷房装置も使用されなくなり、3等客車代用としてローカル列車に使われるようになった。現在では運転台とエンジンが完全に撤去され冷房も使用されていない。これは以下の原因が推定される。
1. 運転台が現地の標準とは逆のため[注 61]信号機の認識や通票の受け渡し等において使い勝手が悪い。
2. 元々の車齢が高く老朽化が進んでいた。
3. 編成組成がバラバラで適切な運用ができず冷房の使用停止もこれに起因。
4. 車体が大きくタイ国鉄の車両限界を超えており、トンネルや急曲線通過に際し支障を来した。

後に運転台の撤去と同時にドアの移設など大掛かりなリフレッシュ工事が一部の車両に対して施工された。2005年頃まではグレーに青と白のグラデーション（妻面は黄一色）に塗装変更しバンコク首都圏の客車列車で運用されていたが、現在はほとんどの車両が休車もしくは廃車となった。ただし一部車両は事業用控車として使用されているほか、老朽化した旧型客車を置換える目的で、車体長を短縮して急曲線通過に対応させる改良工事が施されているが供用には至っていない。
上述車両とは別に「リゾートサルーン・フェスタ」の譲渡も計画されていたがタイ側の事情で中止になった。種車の老朽化が著しく進行していたことも一因となっている。
- 参考サイト：タイ国鉄友の会 - ウェイバックマシン（2003年4月5日アーカイブ分）

#### ミャンマー
2008年にJR東日本からキハ58形3両が無償譲渡された。譲渡後に1 m軌間への改軌・ミャンマー国鉄の車両限界の関係から低屋根化・冷房装置の撤去など大がかりな改造工事が施工された。当初は急行列車で、現在はヤンゴン近郊列車で運用されている。それ以前にも、JR西日本から譲渡されている。

#### 中国
2004年の廃車後に輸出されたキハ28 2306・キハ28 2486が、天津港の保税区で長らく放置状態にあることが2013年・2018年の両時点で確認されている。

## 事故廃車
国鉄時代・JR化後を含め以下の9両が事故廃車となった。なお事故の詳細についてはリンク先を参照のこと。
キハ58 666
1969年10月14日に発生した急行「よしの川」脱線事故の当該車両。先頭に組成されていた同車はダンプカーと衝突し脱線大破。1970年3月12日付で廃車。
キハ58 1034
1973年5月15日に名古屋発天王寺行急行「紀州1号」で運用中、紀勢本線佐奈 - 栃原間の踏切でダンプカーと衝突。先頭に組成されていた同車は全面大破。1974年3月8日付で廃車。
キハ58 409・1015 キハ28 2005・2352
1985年7月11日に発生した能登線列車脱線事故の当該列車、急行「能登路」5号に4両編成で充当されていた。全車両が同年10月1日付で廃車。
キロ59 508
1988年3月30日に発生したサロンエクスプレスアルカディア火災事故の当該車両。排気管の過熱による出火から全焼となり廃車。
キハ58 1023
1991年5月14日に発生した信楽高原鐵道列車衝突事故の当該車両。同車はJR西日本から信楽高原鐵道へ直通運転された本系列3両編成の臨時列車「世界陶芸祭しがらき号」の先頭車に組成。信楽線小野谷信号場 - 紫香楽宮跡駅間で信楽高原鐵道SKR200形気動車4両編成と正面衝突を起こし脱線大破。車体が折れ曲がったことで復旧困難となり、1994年3月31日付で廃車。
キハ28 3013
2003年8月26日に高知駅発阿波池田駅行土讃線普通226Dで運用中、冷房電源用4VK型エンジンの回転数がいつもより高いことに運転士が気づき、後免付近で運転士が4VK型エンジンを止めようとしたが止まらず、土佐山田駅で待機していた車両検修員によって停止できたものの車内への白煙流入が発生。阿波川口駅で床から出火したため、乗客を避難させ消火活動を行った。
4VK型エンジンの部品脱落により燃料が供給過多となり異常燃焼が発生、その結果消音器が異常過熱されたことが原因であるが、本形式の置き換えが進んでいたことから、修理は行わず休車後の2004年3月31日付で廃車になった。

## 保存車
※本項では動態保存車、静態保存車、保存後解体、海外での保存車にわけて解説を行う。なお、キハ56系の保存車についてはこちらを参照のこと。

### 動態保存
| 画像 | 番号        | 所在地                                                           | 備考 |
| ---- | ----------- | ---------------------------------------------------------------- | --- |
|      | キハ58003   | 和歌山県有田郡有田川町徳田 有田川町鉄道公園 （旧・金屋口駅跡地） | 整備は有田川町鉄道保存会が担当。ただしその後エンジンが故障したため2022年時点はディーゼル機関車による牽引で運転。 |
|      | キハ28 2394 | 広島県山県郡安芸太田町加計 旧・可部線加計駅跡地                  | キハ28保存会の手により手入れがされており、イベント時には展示運転を行う。                                         |

### 静態保存
| 画像 | 番号                   | 所在地                                            | 備考 |
| ---- | ---------------------- | ------------------------------------------------- | --- |
|      | キハ58 624             | 群馬県安中市松井田町 上信越自動車道横川SA上り線   | メモリアルコーナーで同車の運転台部分に新たに製造した客室部モックアップを接合した状態で2009年3月26日より保存。 車両番号はキハ57系当時を再現している関係からキハ57 26である。 |
|      | キニ58 1               | 群馬県安中市松井田町 碓氷峠鉄道文化むら           | |
|      | キハ28 2346            | 千葉県いすみ市苅谷                                | 前述の通り国吉駅で保存されている。動態復帰を目指している。 |
|      | キハ58 787             | 岐阜県美濃加茂市 JR東海美濃太田車両区             | 2001年に伊勢車両区で廃車後に同所で保存。 |
|      | キハ28 3019            | 福井県敦賀市 敦賀赤レンガ倉庫                     | 和歌山県西牟婁郡白浜町のアドベンチャーワールドにて期間限定の鉄道イベントの展示品としてJR西日本より無償譲渡。 紀勢本線紀伊新庄駅よりトレーラーで搬送されイベント終了後に競売出品されたが、高額な輸送費がネックとなり買い手がつかないまま終了し屋内施設の一部として事実上の静態保存。 2016年に搬出され、鉄道車両輸送業者のアチハ本社（大阪市住之江区）で保管されていた。 その後、福井県敦賀市が金ヶ崎緑地・敦賀港駅界隈を再整備するに当たり、散在する鉄道遺産を活かすことを決定し、その一環として小浜線を走った実績がある本形式を購入した。 2018年5月に同所の北側隣接地屋外に移設され保存。 |
|      | キハ58 563 キハ28 2329 | 岡山県津山市 津山まなびの鉄道館                   | |
|      | キハ58 554             | 広島県山県郡安芸太田町大字穴 旧・可部線安野駅跡地 | 2003年に廃止された同駅でにて保存。腐蝕が激しく、2021年下半期に、雨漏り対策のため、屋根にブルーシートが張られるようになった。 |
|      | キユ25 1               | 愛媛県松山市                                      | 1986年の廃車後にレストランとして使用。 |
|      | キユ25 2               | 愛媛県松山市                                      | 1986年の廃車後に喫茶店として使用されていた。保存後の道路整備で移転した際、車体が中央で二つに分割されている。 |

### 保存後解体
| 画像                         | 番号                    | 所在地                                    | 備考 |
| ---------------------------- | ----------------------- | ----------------------------------------- | --- |
|                              | キハ58 92 キユニ28 20   | 宮城県大崎市 「たかともワンダーファーム」 | 弘前運転区（現・弘前運輸区）で廃車後にサシ481-27・モハネ583・582-95・サロ455-31と共に同所がが購入し館内施設として使用されていたが、2008年9月に車体腐食のため解体された。 |
|                              | キハ28 2353 キロ28 2303 | 岐阜県美濃加茂市 JR東海美濃太田車両区     | キハ28は伊勢車両区で2001年に、キロ28は名古屋車両区で2008年の廃車後に保存。2013年に相次いで浜松運輸区へ陸送後に解体。                                                     |
| 前がキハ58 293 後はキハ65 34 | キハ58 293 キハ28 2002  | 香川県仲多度郡多度津町 JR四国多度津工場   | 廃車後もイベントで自走することがあったが、2018年に解体された。 |
|                              | キハ28 17               | 福岡県鞍手郡鞍手町 鞍手中央公民館         | 国鉄時代に廃車後、同所で保存されていたが、腐食が激しくなり2003年7月に解体された。                                                                                        |

### 日本国外での保存車
| タイ国鉄209 |  | 列車図書館外観 |  | 内部 |
| タイ国鉄209 |  | 列車図書館外観 |  | 内部 |

ロシア連邦運輸通信省К-1形К-01（キハ58 495）
2006年以降にサハリン州ユジノサハリンスク市ロシア鉄道サハリン鉄道歴史博物館で保存。
タイ国鉄101（キハ58）・209（キハ28）
廃車体を塗装変更と内装整備の上でタイ国鉄フワヒン駅前で列車図書館として使用。